# 馬自達323
馬自達323，日本國內稱為馬自達Familia（日语： Matsuda Famiria），乃馬自達汽車公司自1963年至2003年期間生產的小型車或轎車，歷經九代的車型變革，於2003年改由馬自達3後繼。「Familia」語源出自西班牙語，意為家人，具有「將所有家人聚集在一起共同搭乘」的意味。在亞洲與澳洲市場，其雙生車款為福特Laser和Meteor；在臺灣稱為Liata、Activa、Tierra等；在北美洲則有福特Escort和水星Tracer。目前仍掛名Familia的車款，僅剩由豐田汽車OEM代工的商用車Familia Van（マツダ·ファミリアバン）而已。

## 歷史（自家生產時期）

### 第一代SSA/SPA/MPA/MSAP/BSAVD/BSBVD/BPAV/BSA55/BPA55系（1963年-1968年）
1960年代當時，馬自達（舊稱東洋工業）的主力產品已經從三輪車（如K360、T600）轉移至小型卡車（如Romper、Kraft）和輕型車（如R360 Coupe），於是著手Carol與Familia的開發工作。由於判斷市場會先接受輕型汽車，於是Carol率先發表上市。而Familia則經過市場調查，結果發現商用車與旅行車應該優先開發。因此雙門旅行車與四門轎車型委託義大利博通汽車公司（Gruppo Bertone）、雙門皮卡貨車型則交由設計過馬自達K360的小杉二郎擔綱外型設計。
1963年 - 10月開始販售，最早上市的雙門旅行車型由義大利設計師喬吉·喬治亞羅（Giorgetto Giugiaro）率領的博通汽車公司設計，採用從Carol DA型引擎擴缸而來的782c.c.水冷式OHV直列四缸SA型引擎，最大馬力42ps / 6,000rpm，最大扭力6kg·m / 3,200rpm。後座座椅全倒時，容積量可達400公斤，所以與其他廠牌同級車比較起來，獲得了「客、貨兩用的乘用車」之評價。
1964年 - 4月追加四門型，外型亦由喬吉·喬治亞羅（Giorgetto Giugiaro）設計，搭載782c.c.直列四缸OHV SA型引擎的車型在海外市場以馬自達800之名銷售。
1965年 - 11月海外發售名為馬自達1000 Coupé的雙門轎車型，搭載1.0L直列四缸SOHC PC型引擎，且前輪從鼓煞改成碟煞。原先的782c.c.水冷式OHV直列四缸SA型引擎也一律升級成987c.c.水冷式OHV直列四缸PB型引擎，搭載於轎車與旅行車型上，同時也變換成更大的五角形車頭燈。
| 車型代號 | 車型等級                      |
| -------- | ----------------------------- |
| SSA      | Familia二/四門ST、Familia四門 |
| SPA      | Familia 1000二/四門ST         |
| MPA      | Familia Coupe                 |
| MSAP     | Familia Wagon                 |
| BSAVD    | Familia Van                   |
| BSBVD    | Familia Van自動離合器         |
| BPAV     | Familia 1000 Van              |
| BSA55    | Familia Truck                 |
| BPA55    | Familia 1000 Truck            |

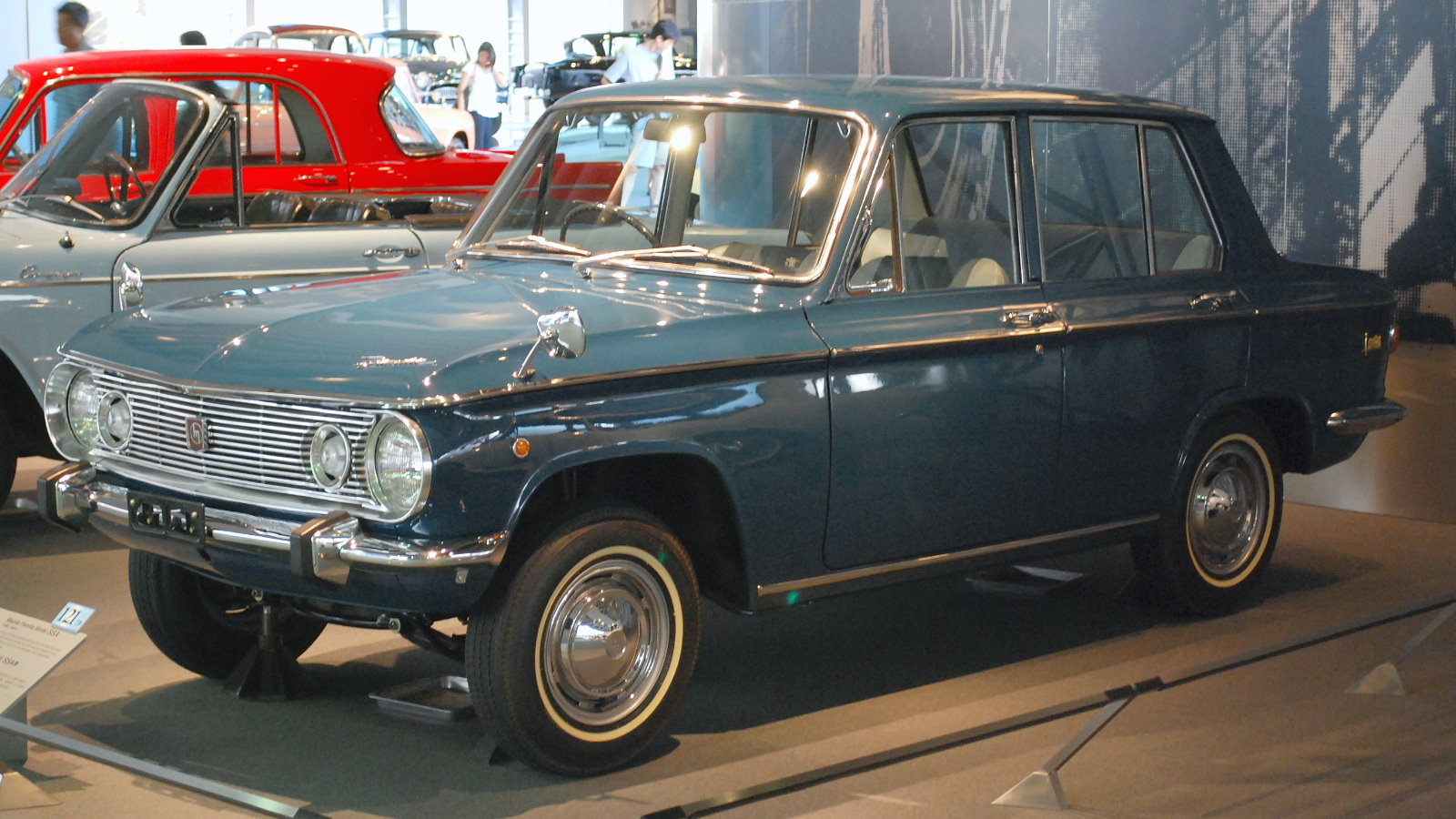
四門轎車型
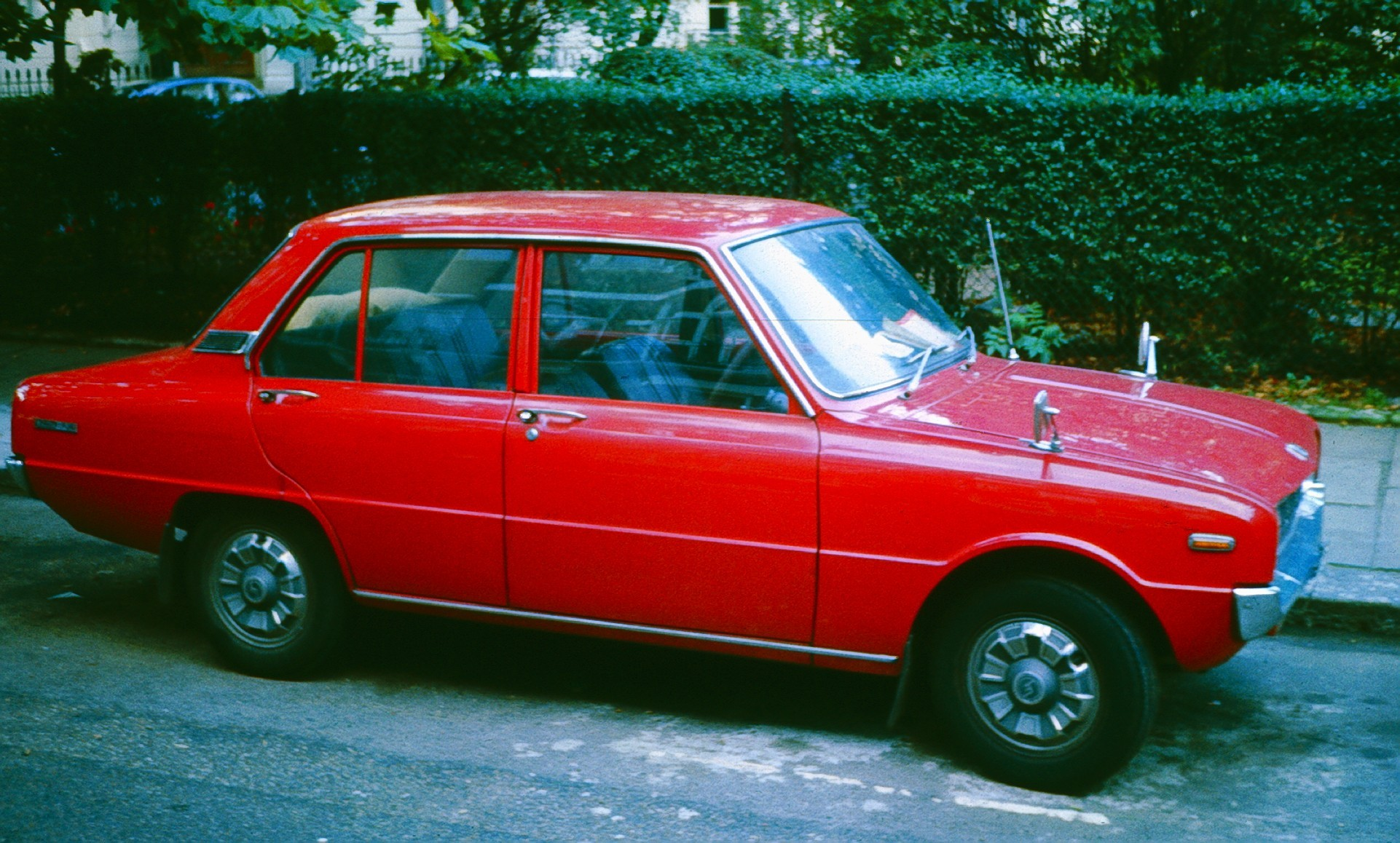
馬自達1000
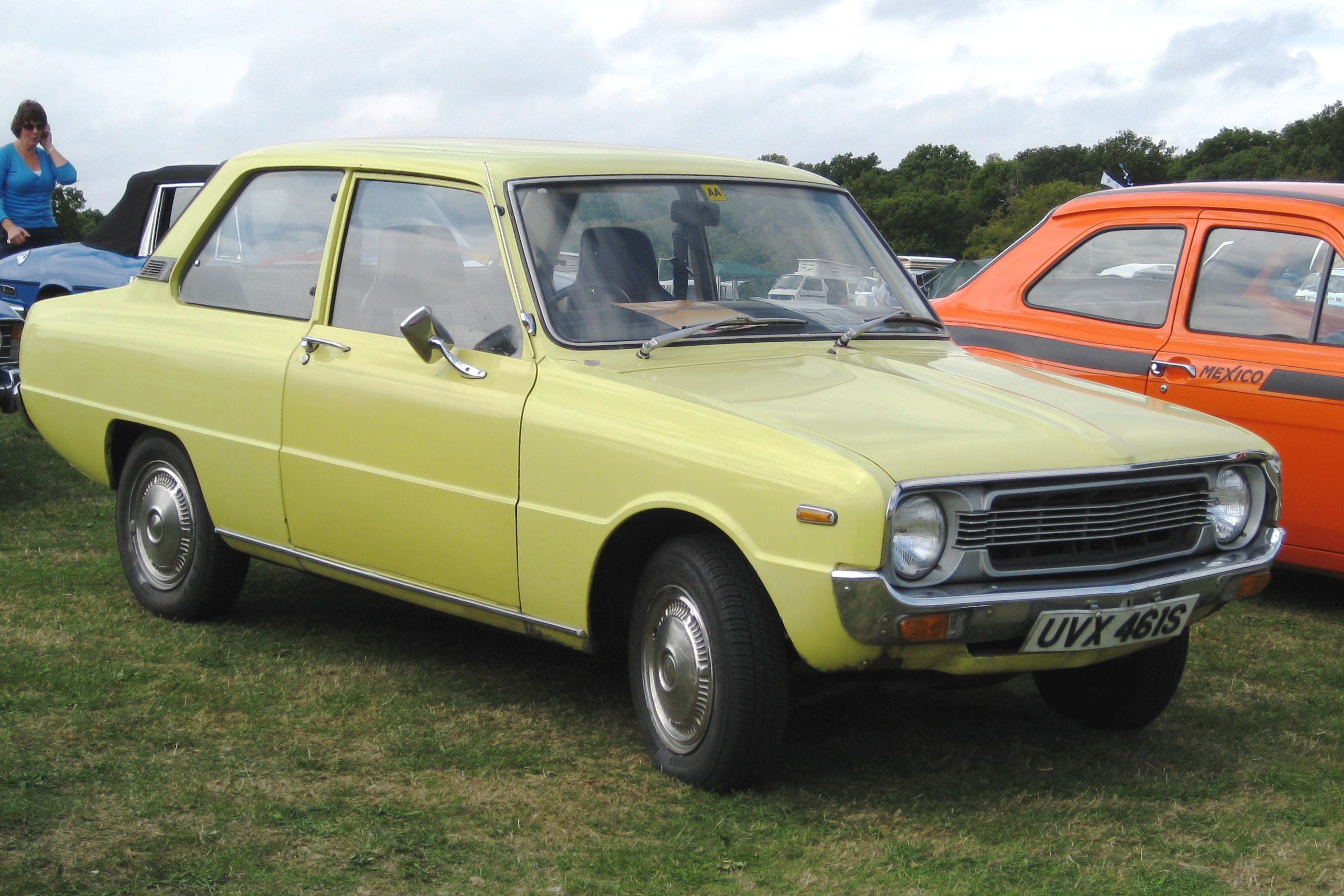
馬自達1000雙門型
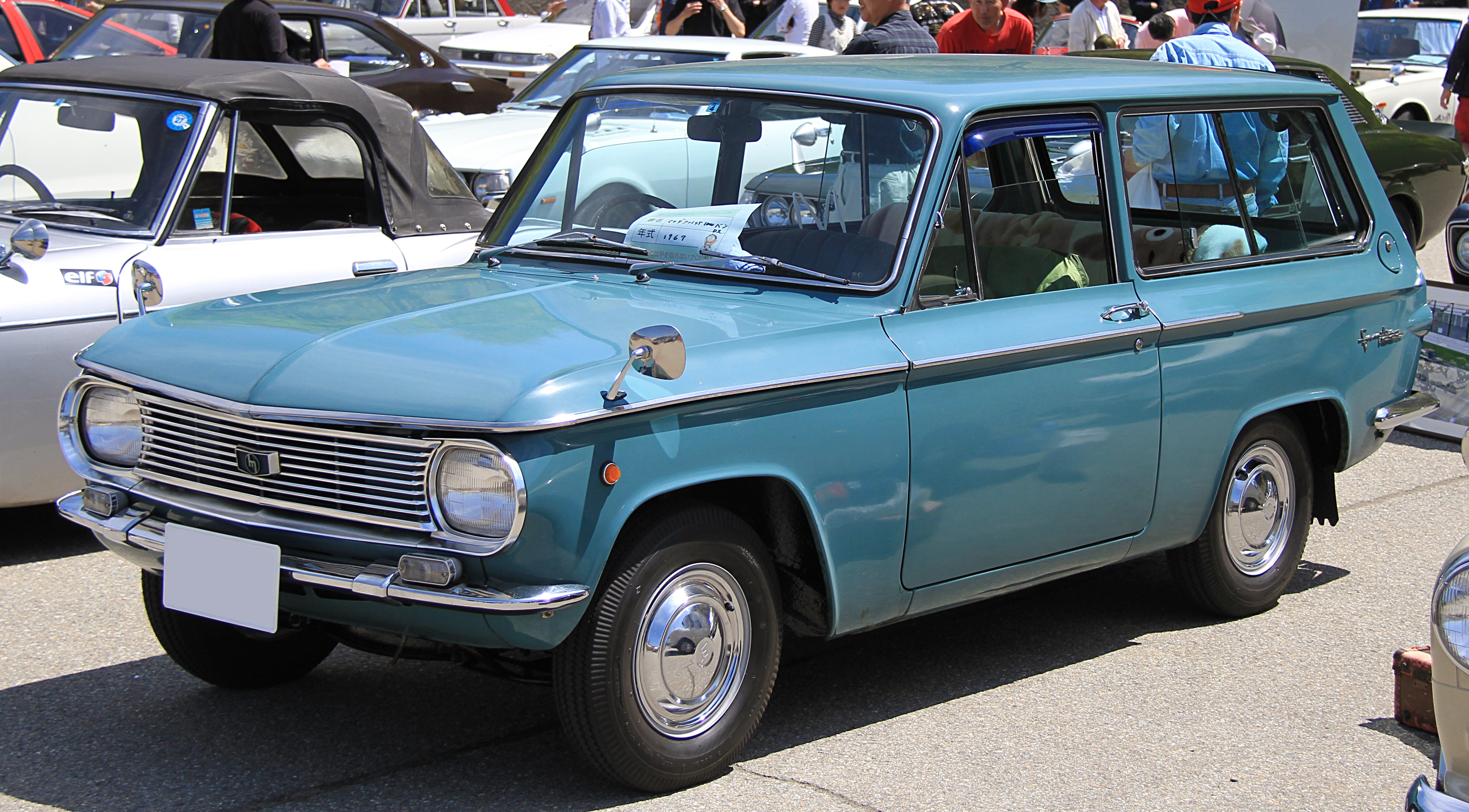
旅行車型
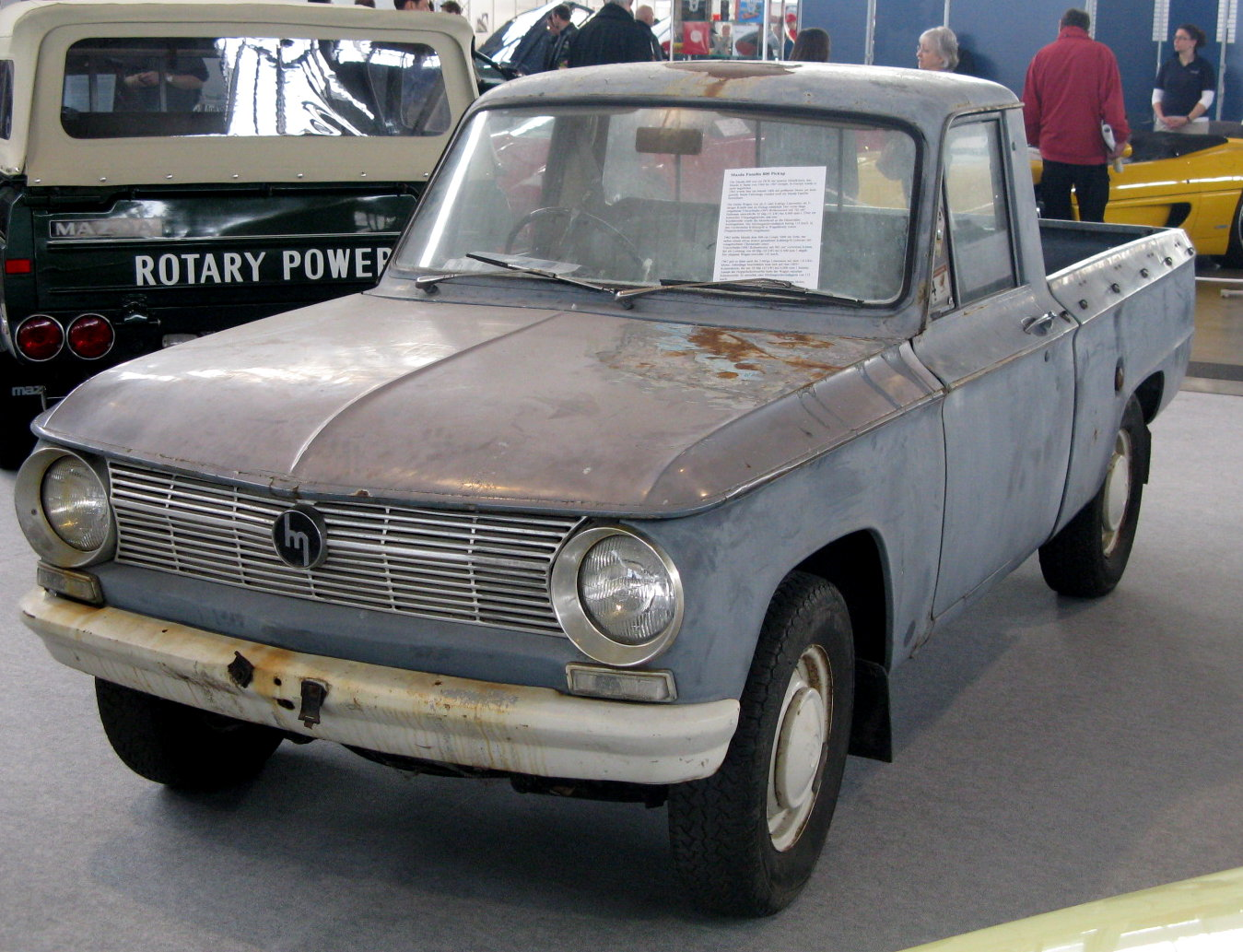
馬自達800皮卡貨車型車頭
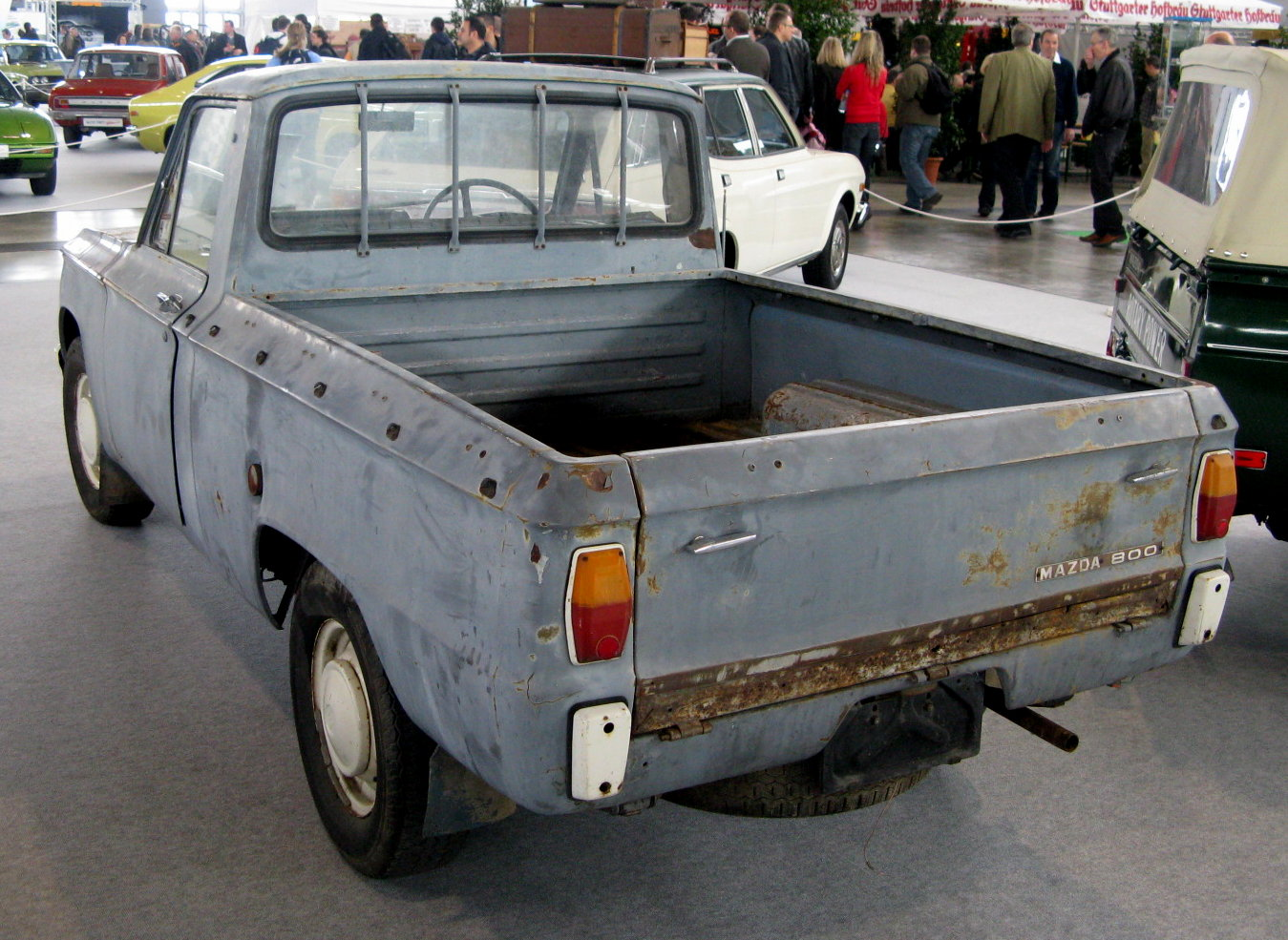
馬自達800皮卡貨車型車尾

### 第二代SPB/STA/STB/SPC/M10A/BPBV/BTAV/BTBV/BPCV/BPB55/BTA65系（1967年-1978年）
四門與雙門車型的生產年份為1967年至1973年，旅行車型則至1978年1月止停產。
1967年 - 11月進行大改款，廢除A柱旁的三角窗，並以馬自達1000之名銷售到美國及其他國家。皮卡貨車版本也同時進行大改款，引擎一律改成987c.c.水冷式OHV直列四缸PB型引擎。另外在日本國內的銷售方式是先打出最原始、最基本配備的車型（當然價格也最便宜），然後客戶訂車時再依照其需求逐項加上配備，稱為「全選擇銷售系統」（full choice system）。

#### 馬自達R100
詳情請參見馬自達R100

1968年 - 6月，馬自達發售第二輛搭載轉子引擎、開發代號為「0820」的汽車，國內稱作Familia Rotary Coupe，海外版稱為馬自達R100。該款車是以第二代馬自達323為基礎，採雙門式設計，最大馬力100hp / 7,000rpm，最大扭力125 N·m / 4,000rpm。同年9月，換裝排氣量更大的1,169c.c.水冷式OHV直列四缸TB型引擎，海外版稱為馬自達1200，並參加本年度的巴黎國際車展。
1970年 - 4月進行小改款，改搭載1.0L PC型和1.3L 直列四缸SOHC TC型引擎，在日本地區改稱之為Familia Presto（ファミリア・プレスト），外銷版本則按引擎容積大小分別稱為馬自達1000與馬自達1300。
1971年 - 9月發售RX-3（日本國內稱為Savanna〔〕）的往復式活塞引擎版兄弟車Grand Familia，這款Grand Familia的定位介於323和626之間。後來改搭載626的引擎，與RX-3一同在海外市場銷售。
1973年 - 9月四門與雙門車型大改款，進入下一代車型；但是旅行車與皮卡貨車型則繼續生產至1978年1月為止。
韓國起亞汽車曾在1974年至1982年間曾製造一款名為「起亞Brisa」的汽車，實為Familia第二代的雙生車款。
| 車型代號 | 車型等級                                                |
| -------- | ------------------------------------------------------- |
| SPB      | New Familia 1000二/四門ST                               |
| STA      | New Familia 1200二/四門ST、Familia 1200 Coupe           |
| STB      | Familia Presto 1300二/四門ST、Familia Presto 1300 Coupe |
| SPC      | Familia Presto 1000二/四門ST                            |
| M10A     | Familia Rotary Coupe、Familia Rotary SS                 |
| BPBV     | New Familia 1000 Van                                    |
| BTAV     | New Familia 1200 Van                                    |
| BTBV     | Familia Presto 1200 Van                                 |
| BPCV     | Familia Presto 1000 Van                                 |
| BPB55    | New Familia 1000 Truck                                  |
| BTA65    | New Familia 1200 Long Truck                             |

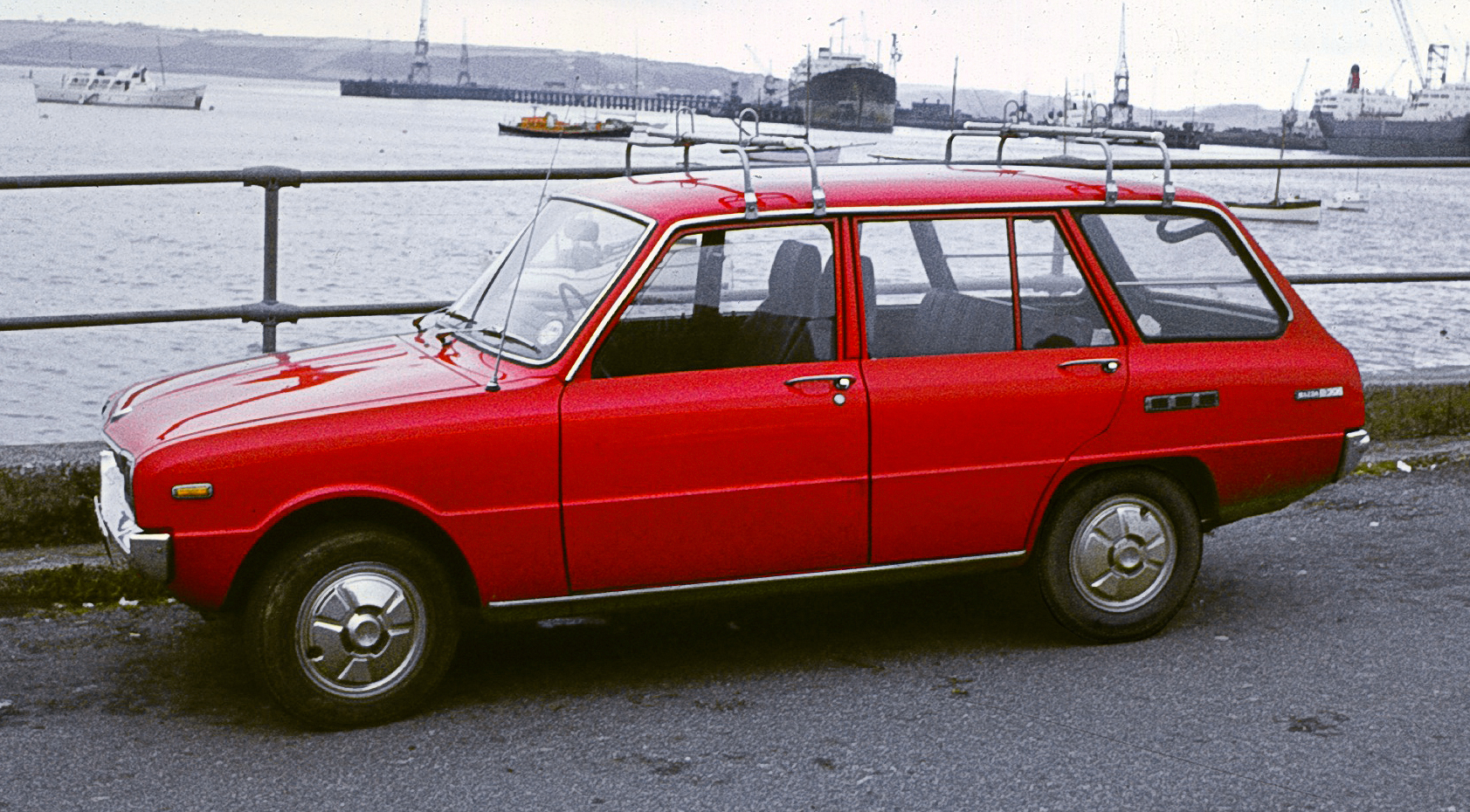
1972年馬自達1000旅行車型
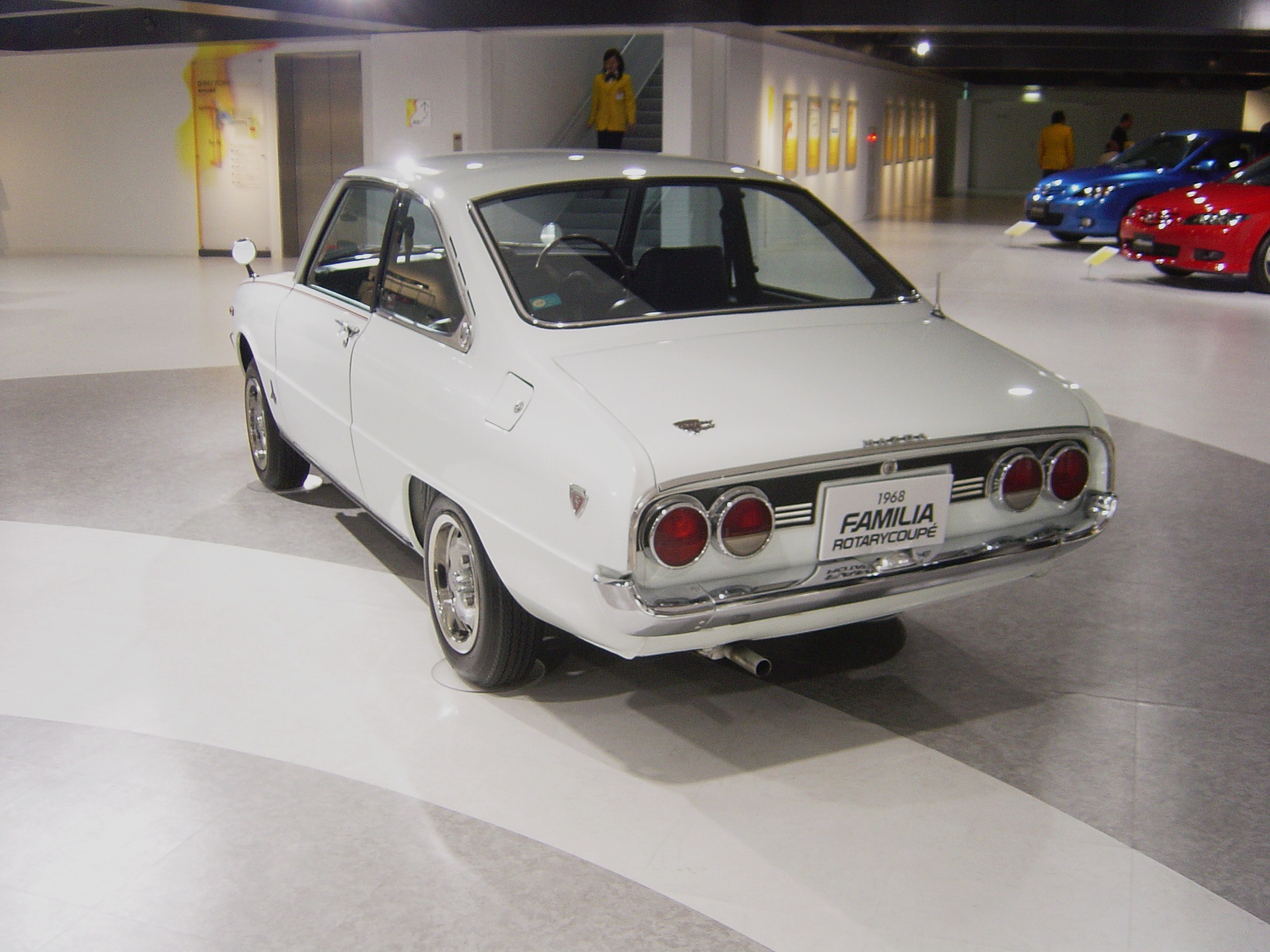
馬自達R100車尾
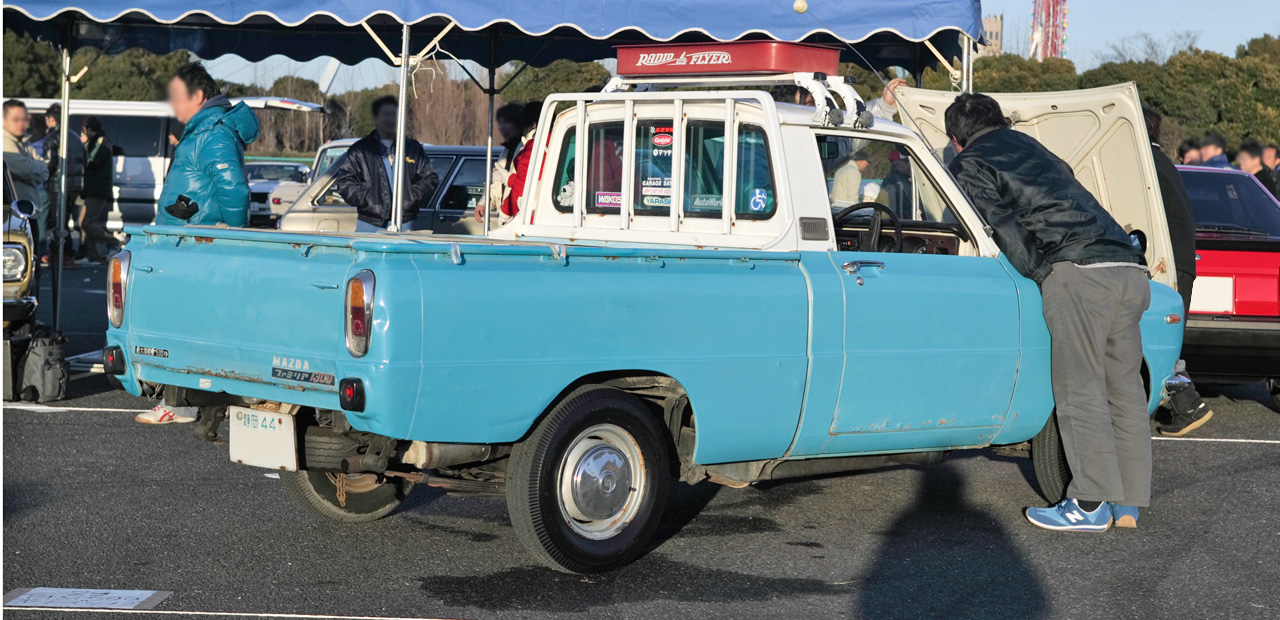
第二代皮卡貨車型車尾
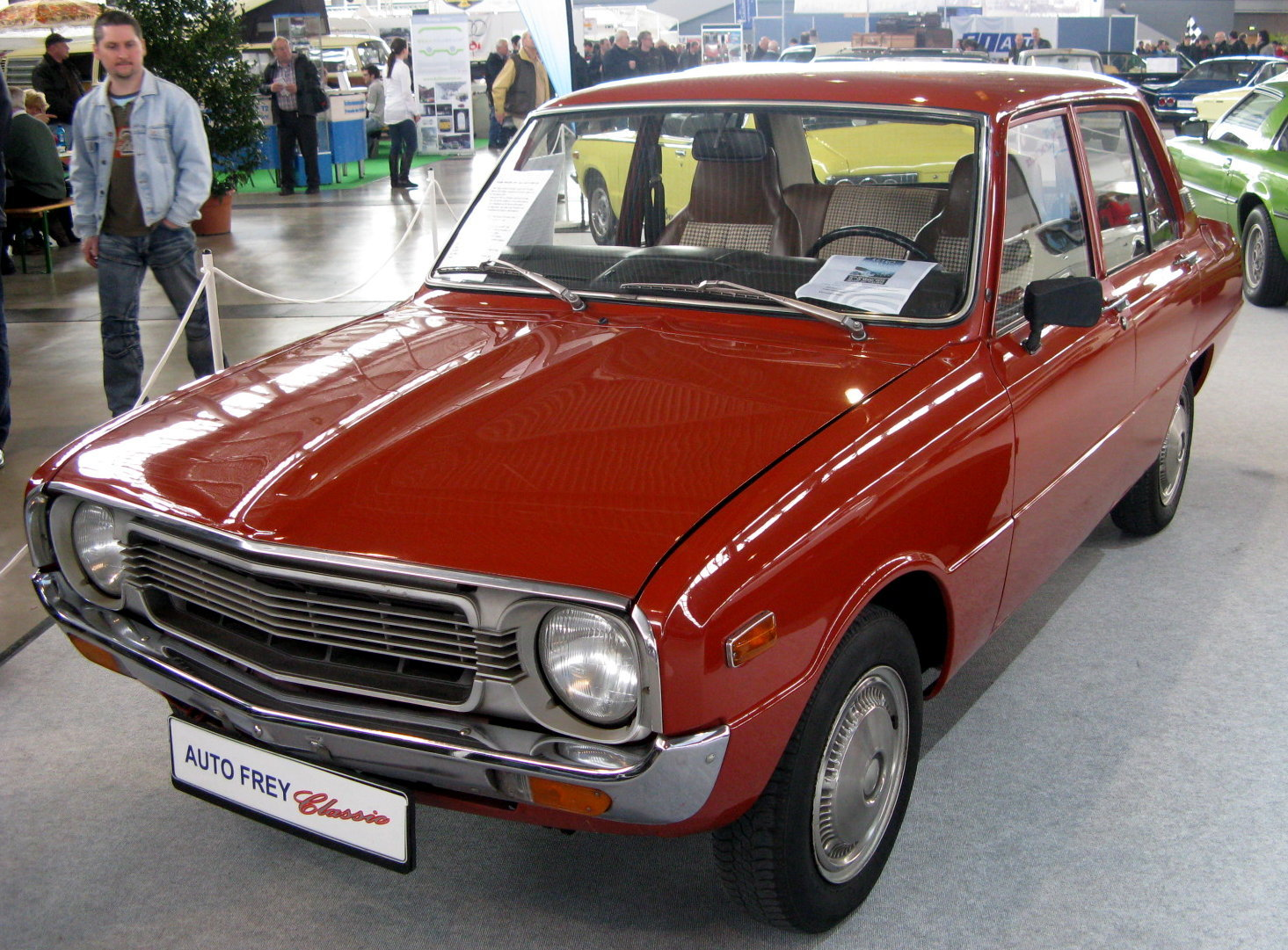
德國司圖加特展出的馬自達1300車頭
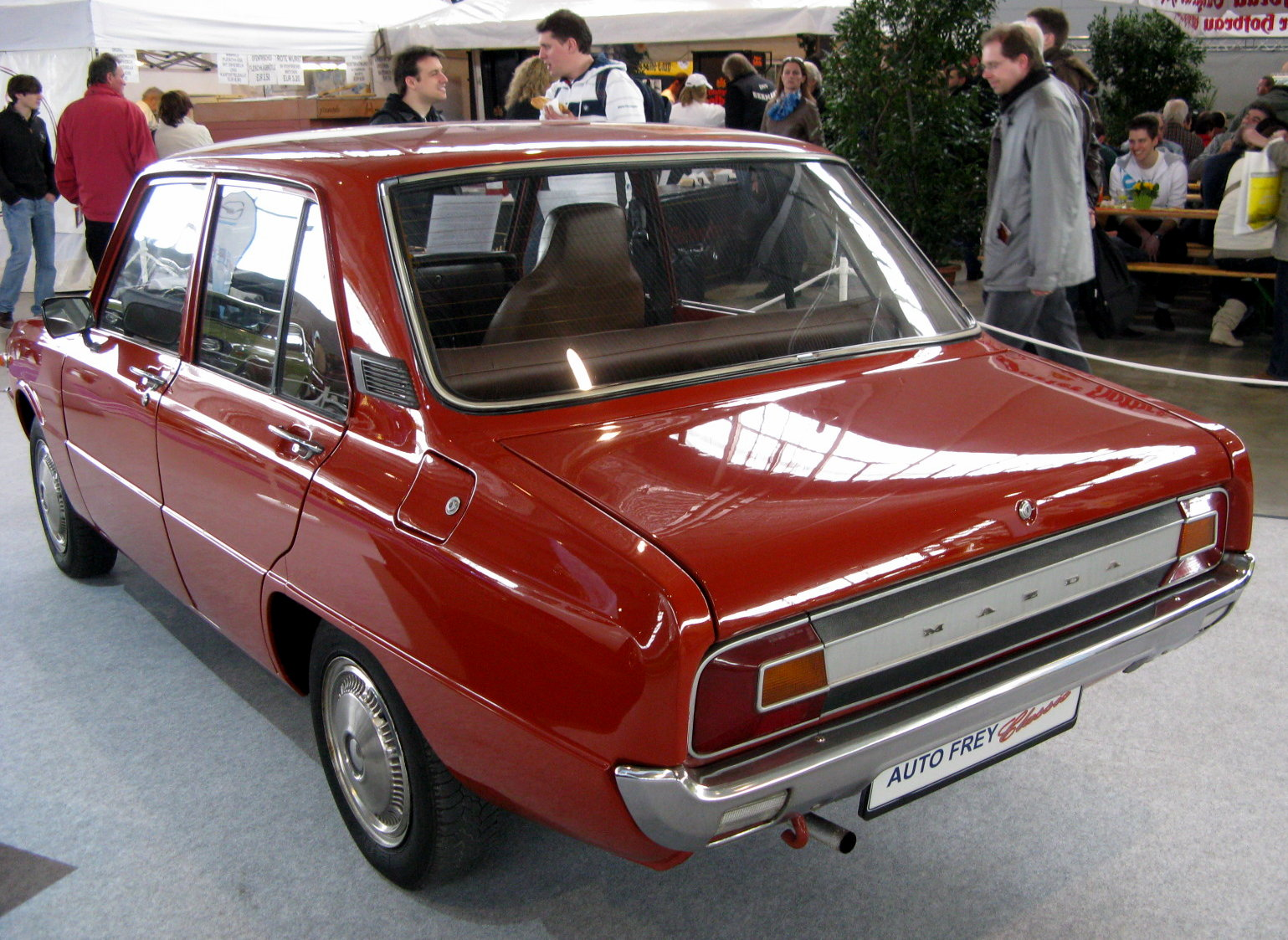
德國司圖加特展出的馬自達1300車尾

### 第三代FA3系（1973年-1977年）
1973年 - 9月針對日本汽車廢氣排放標準而改款，頭燈由方形改為圓形，車尾線條也重新設計。日本國內繼續沿用Familia Presto之名，而在紐西蘭、澳洲與其他亞太地區則稱為馬自達808；但歐洲地區改用馬自達818之名（據信是為了避開Peugeot標緻汽車之命名原則，因為該車廠習慣以中間為0的三位阿拉伯數字替車款命名）。
1976年 - 2月為了順應日本昭和51年（1976年）頒布的汽車廢氣排放規定（（日語）自動車排出ガス規制）而進行改款，廢止987c.c.的引擎，一律改成1,272c.c.稀薄燃燒型引擎，稱為Familia Presto 1300AP（ファミリアプレスト1300AP，AP是anti-pollution之意），該車型以馬自達Mizer之名外銷至美國地區。另外在1972年至1973年之間，搭載1.6L引擎的Familia則以馬自達808的名稱在美國市場銷售。

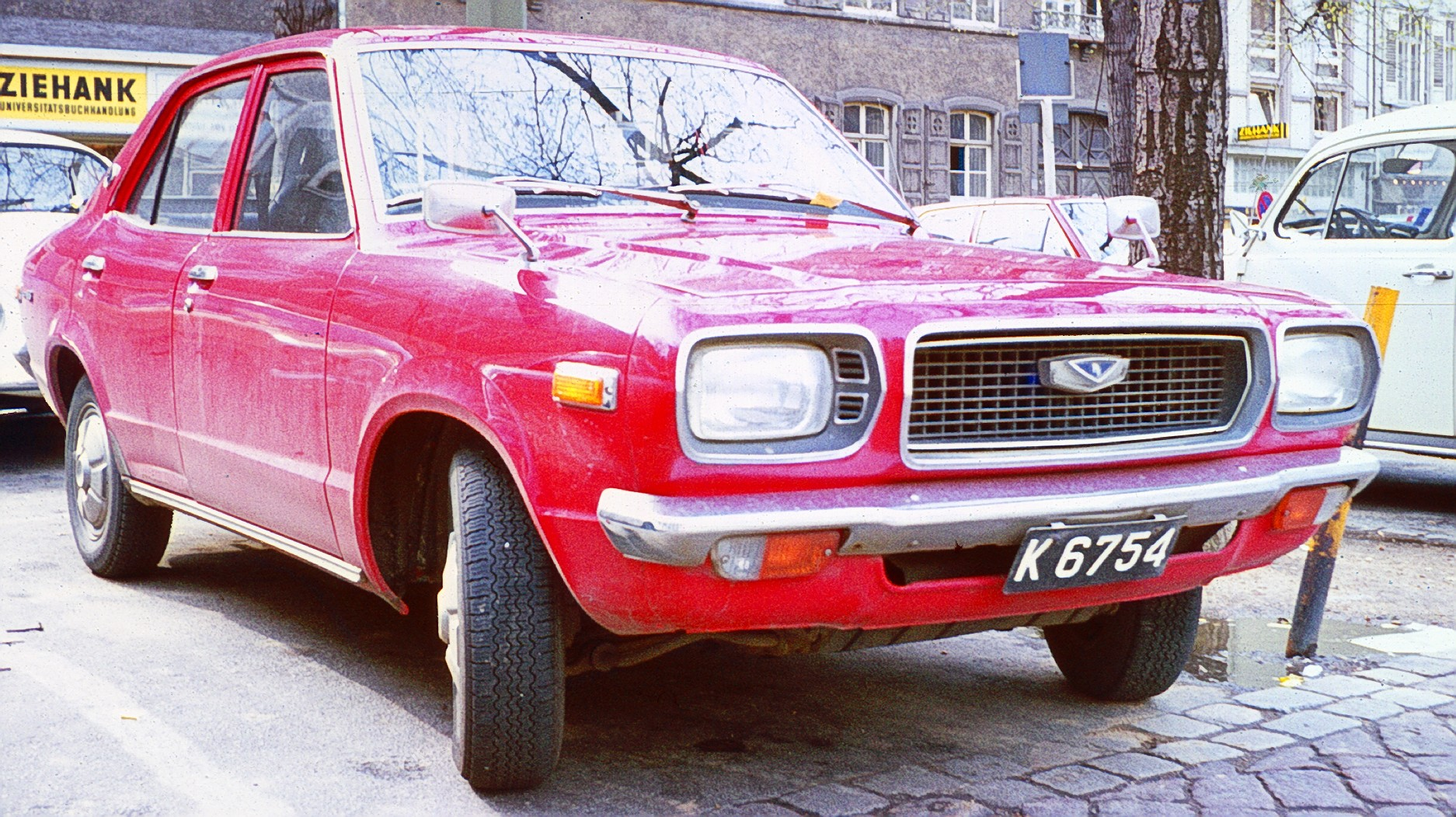
馬自達818四門轎車型車頭
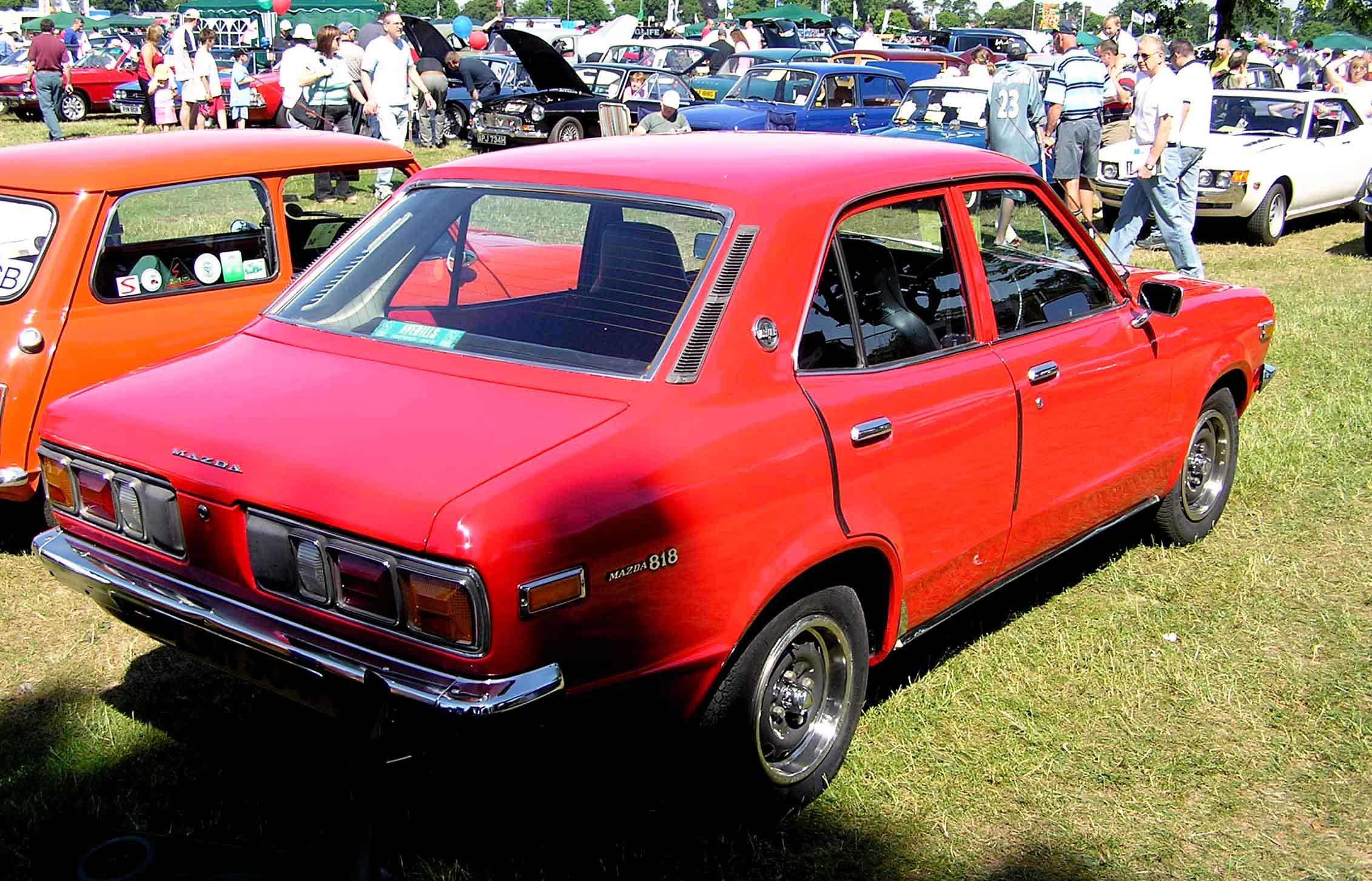
馬自達818四門轎車型車尾

### 第四代FA4系（1977年-1980年）
1977年 - 元月24日第四代323正式在日本發售。由於當時歐洲的小型車流行兩廂式的掀背車，馬自達順應此潮流設計第四代的外觀，依舊採用FR驅動方式，且此款車有許多零件跟RX-3共用。在南非，為了符合當地的市場需求，第四代323供應1.6L車型，但並不是馬自達自己生產的引擎，反而是三菱1.6L釷星（Saturn，代號4G32）引擎。在美國，由於廣告活動以「great little car」作為這款車的主要訴求，故以馬自達GLC稱之；其動力來源共有1.0L PC型、1.3L TC型與1.4L UC型三種可供選擇。
1978年 - 3月追加1.4L直列四缸SOHC UC型引擎，同時三門車型將鹵素燈泡及輻射層輪胎列為標準配備。同年6月旅行車進行大改款，分成二門或四門兩種車型。為了因應昭和53年廢氣排放標準，既存的掀背車也一併改良，同時加上前後保桿的橡膠護條、後視鏡改為方形、標誌大型化等。7月1.4L車型追加3速自排變速箱。
1979年 - 4月進行小改款，將方形頭燈改為圓形，原四速手排升級為五速，至於手排車型的低速齒輪比調大。
1980年 - 6月下一世代的323問世，改為FF驅動方式。可是第四代323的旅行車型與廂型車型依舊存在於市場上，因為馬自達並沒有更新這兩種車型。直到更嚴格的廢氣排放標準頒布出來，旅行車型才在1985年12月停產。
在印度尼西亞，此代車型由印多汽車製造並重新命名上市：掀背車型稱為馬自達MR90（1990年至1992年）與馬自達Baby Boomers（1992年至1994年），旅行車型叫做馬自達Vantrend（1993年至1997年）。所有印多汽車製造的此代車型使用第四代馬自達626的頭燈，且防撞桿的外型不同。動力來源為1.4L直列四缸SOHC UC型引擎，搭配五速手排變速箱。

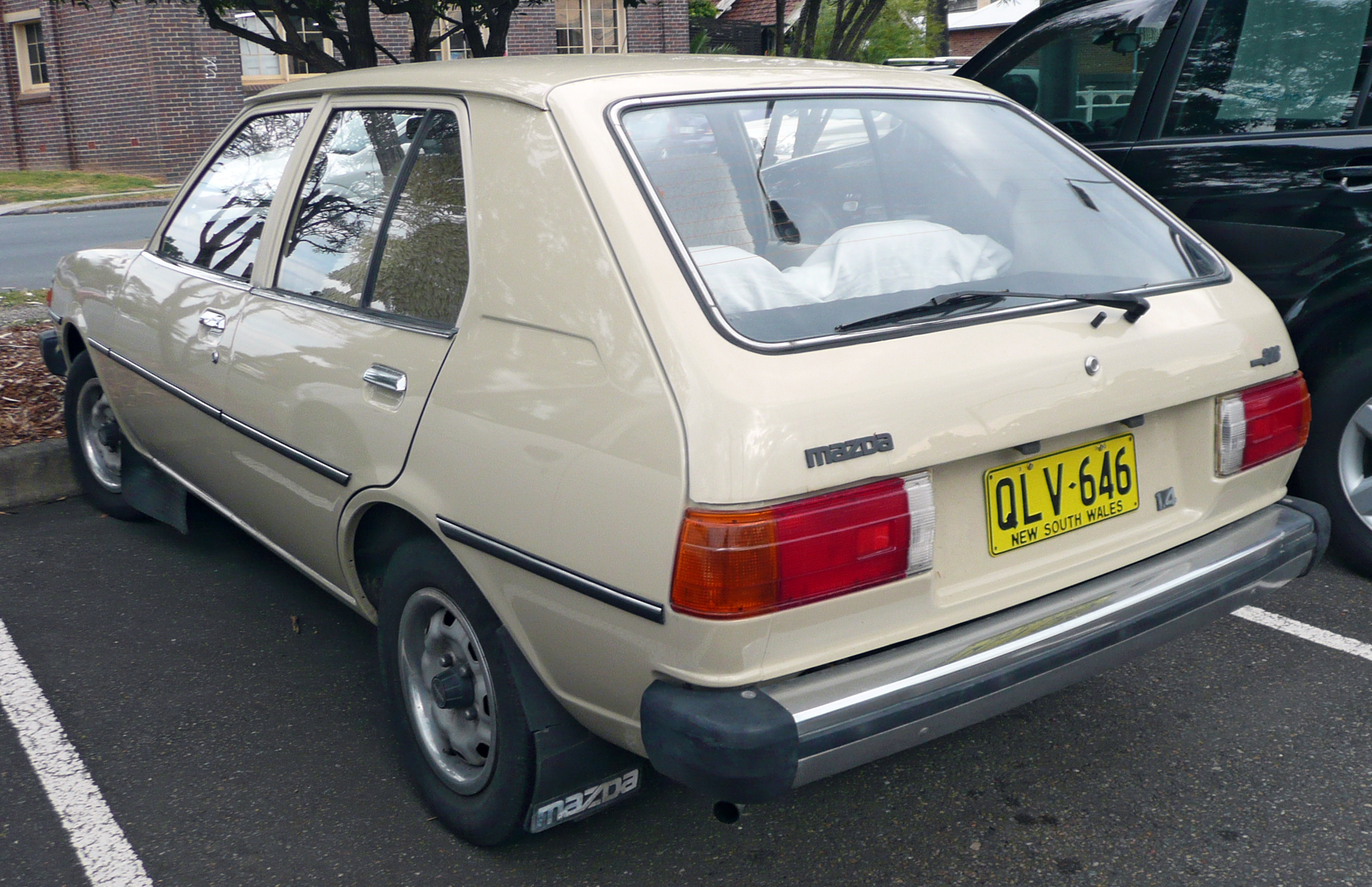
澳規版第四代323掀背車型
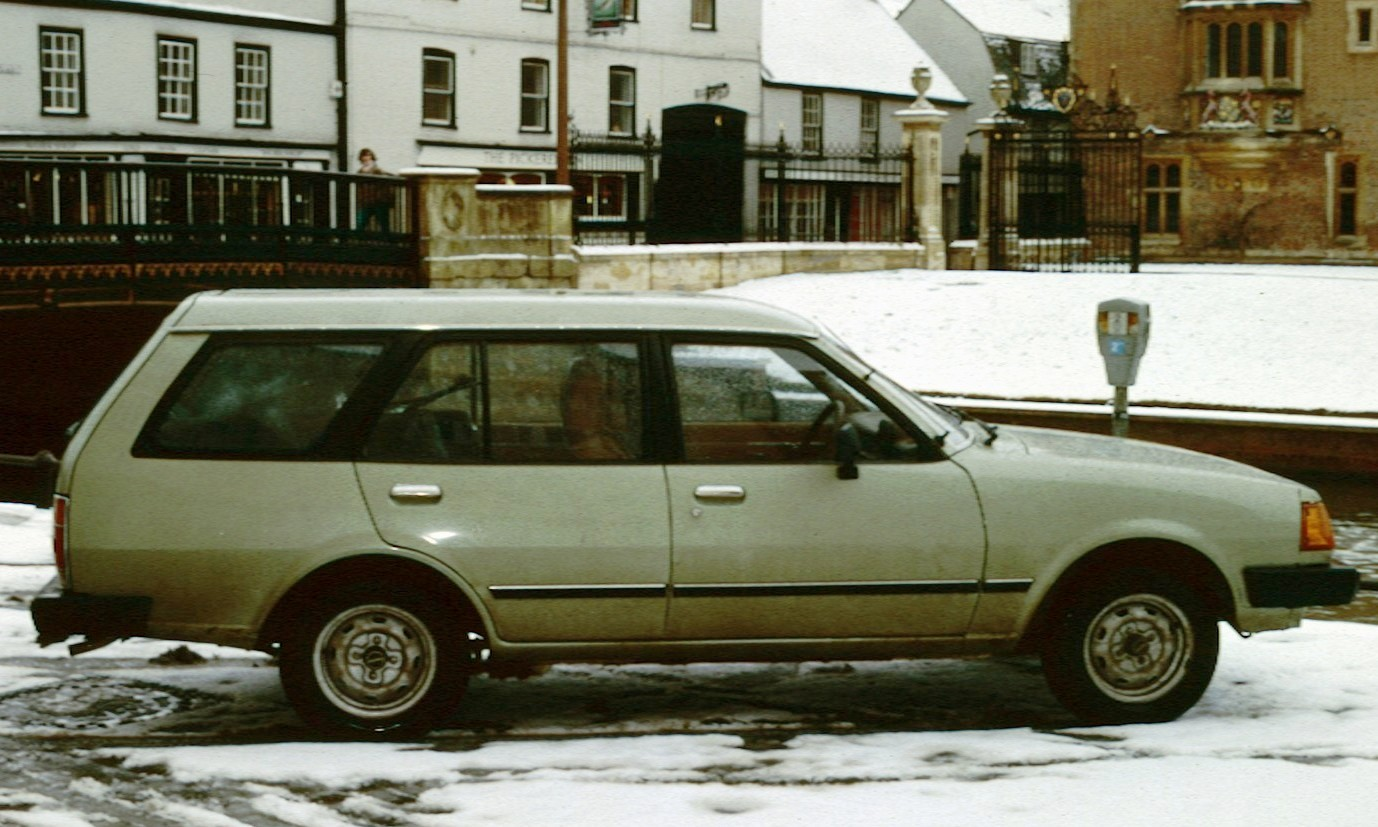
第四代323廂型車型
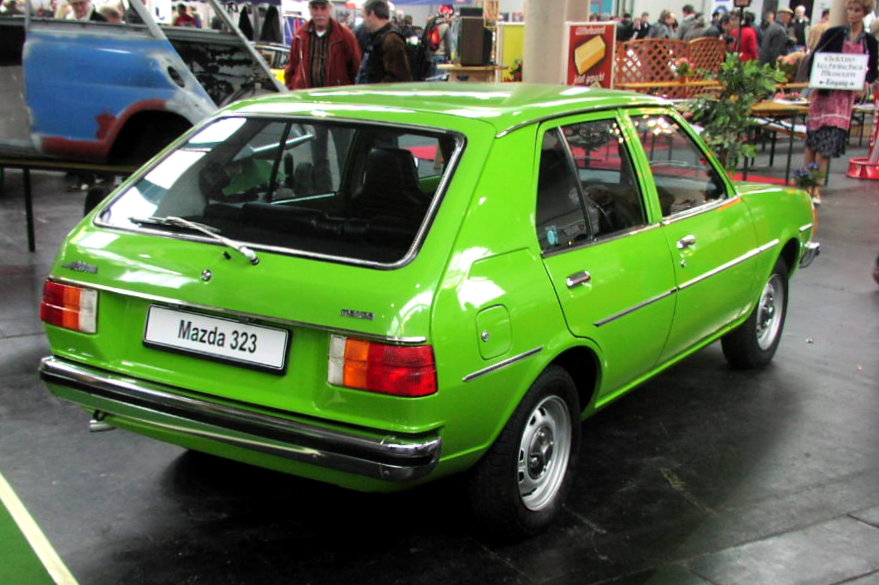
第四代323五門掀背車型
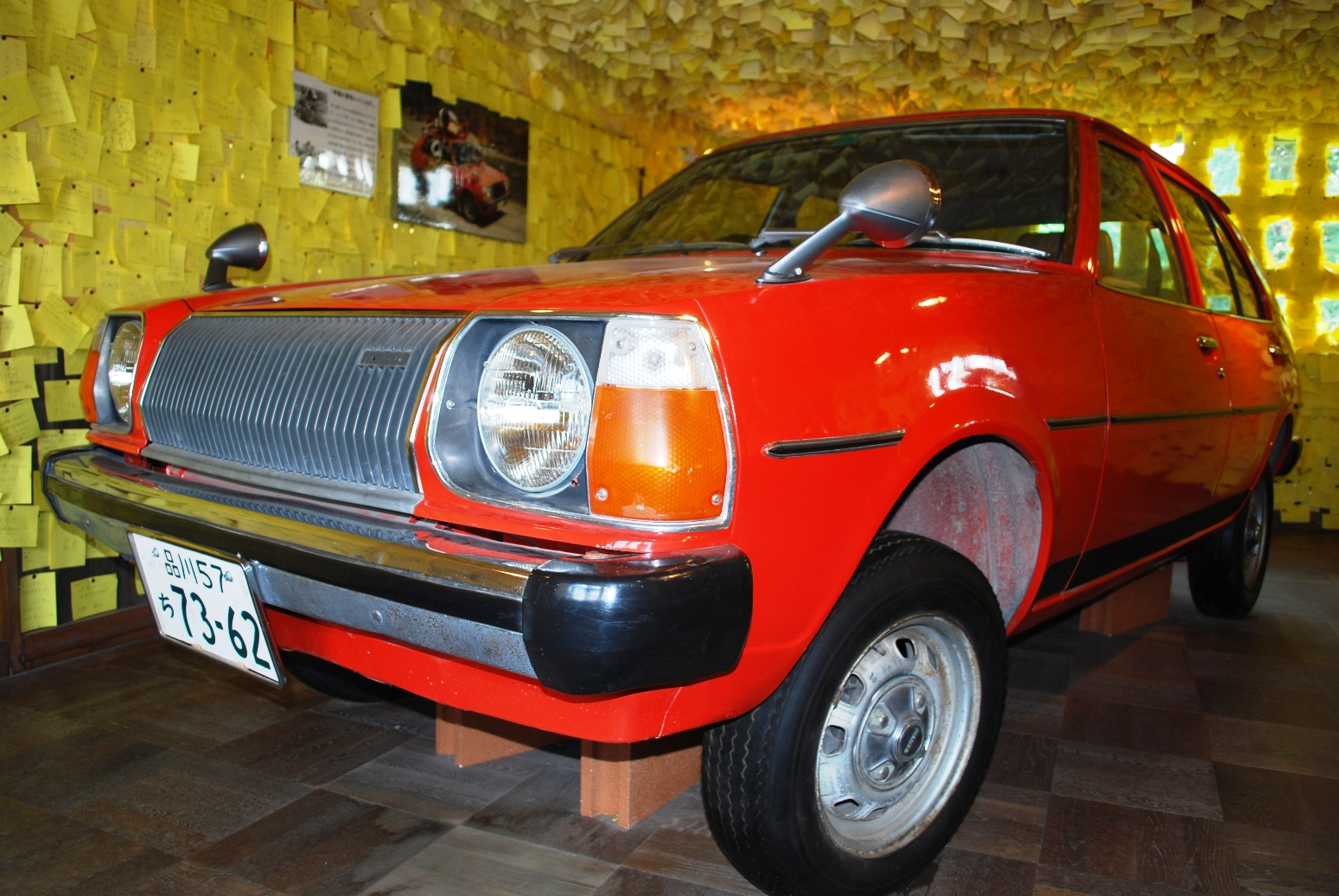
當年日本電影《幸福的黄手绢》使用的第四代323
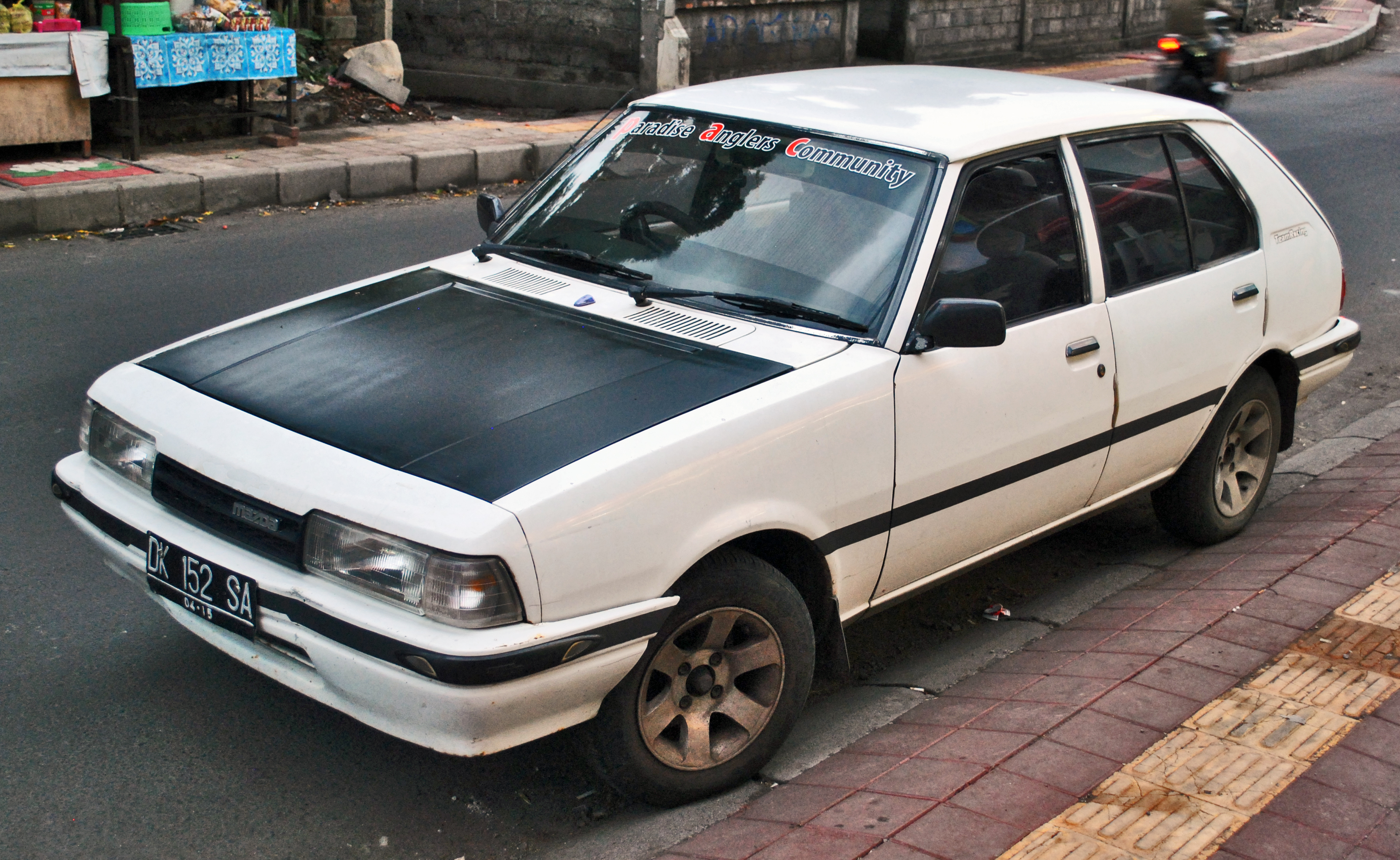
馬自達MR90車頭
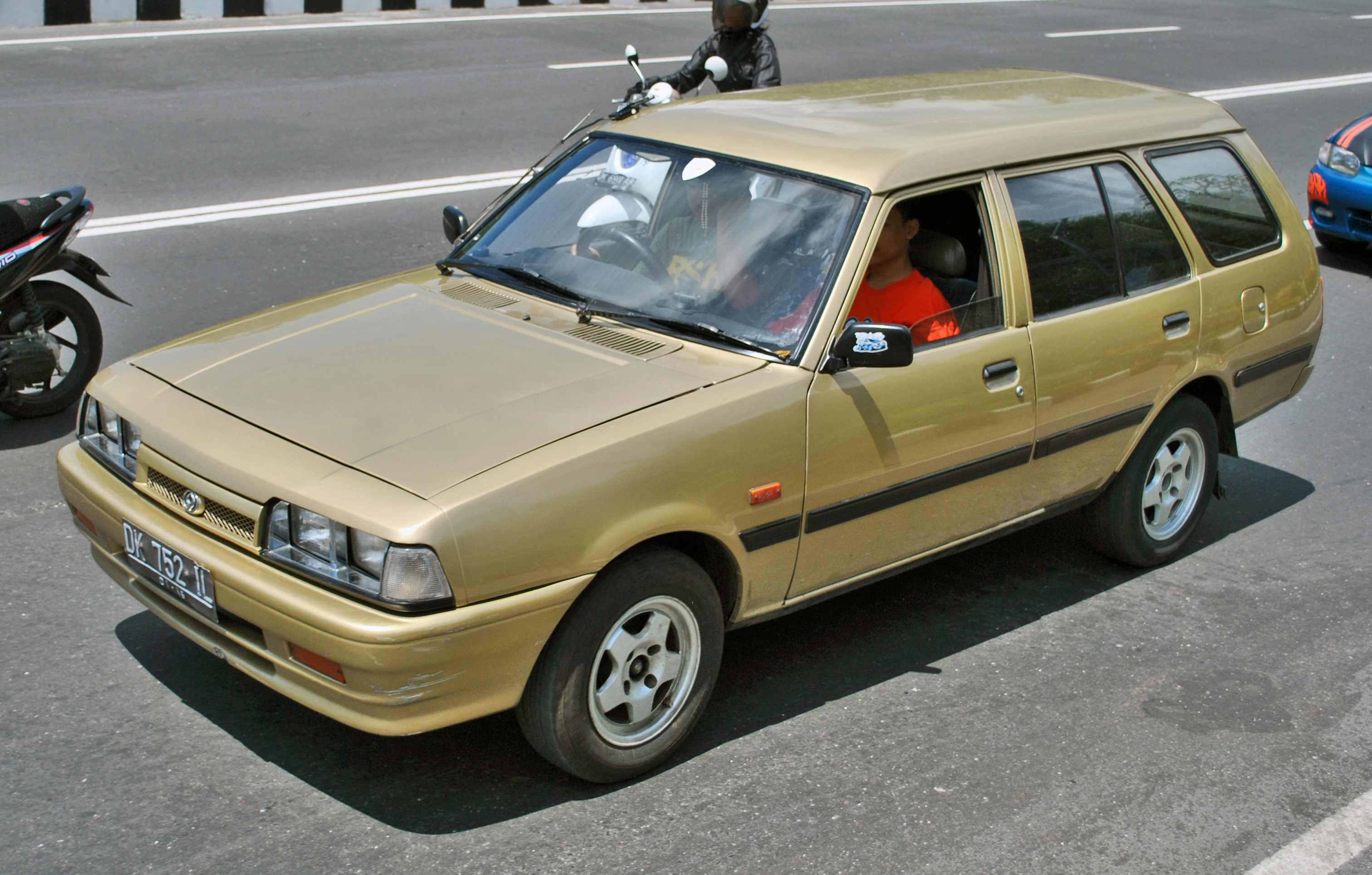
馬自達Vantrend車頭
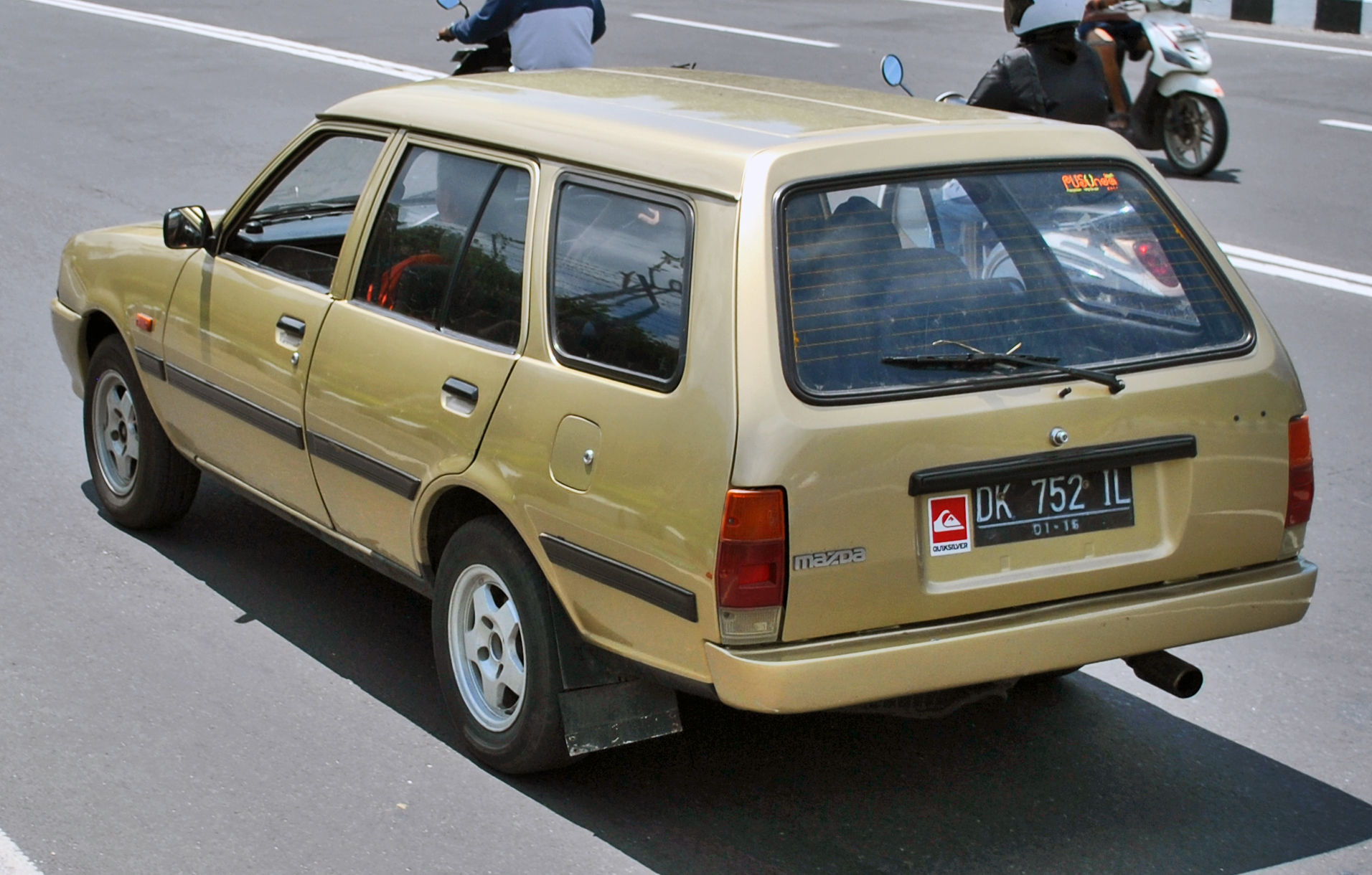
馬自達Vantrend車尾

### 第五代BD系（1980年-1985年）
1980年 - 6月馬自達發表第五代323。該款車採用BD平臺，為該公司第一款採用FF方式的緊湊型轎車。其雙生車款是福特Laser，以及在澳洲銷售的四門型轎車Meteor；而臺灣福特六和曾引進此代福特Laser，以「福特全壘打」之名在市場上銷售。在日本市場，其高階車款雙門XGI型配備了1,500c.c.、單凸、單點燃油噴射引擎，XGI Turbo型的E5T型引擎則額外增加渦輪增壓裝置，這是Familia車款首次搭載渦輪增壓引擎。雙生車款福特Laser也提供相同規格的引擎，但是生產數量不多。內裝方面，前排座椅可做七段式調整，甚至拆掉頭枕往後打平，可與後排座椅連成平面。另外，部分較高的等級可選購電動天窗。此代車款在日本市場屬於馬自達的常勝軍，銷售量甚至曾數度超越同級的豐田Corolla。
1981年在美國市場繼續以馬自達GLC之名推出，僅搭載1.5L直列四缸SOHC E5型引擎，採用四輪驅動設定。

#### 獲獎紀錄
此代車款榮獲1980年第一屆日本年度風雲車（日本カー・オブ・ザ・イヤー，Car Of The Year Japan），也分別獲得美國與澳洲《風火輪雜誌》（Wheels Magazine）的1980年年度風雲車大獎。此外，在汽車賽事上亦獲得優異的成績，曾在WRC的摩納哥蒙地卡羅站取得優勝。

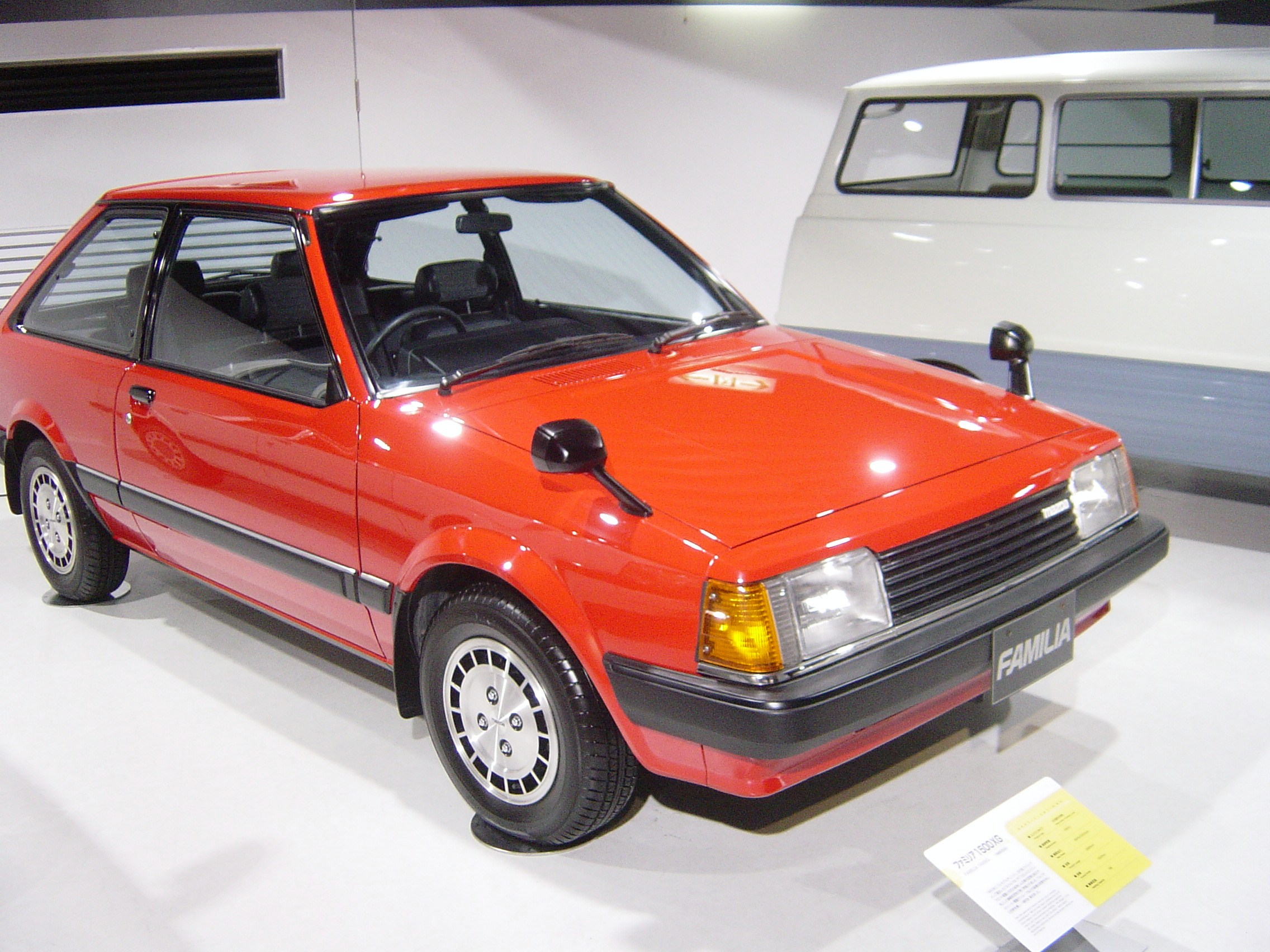
第五代323三門掀背車型車頭
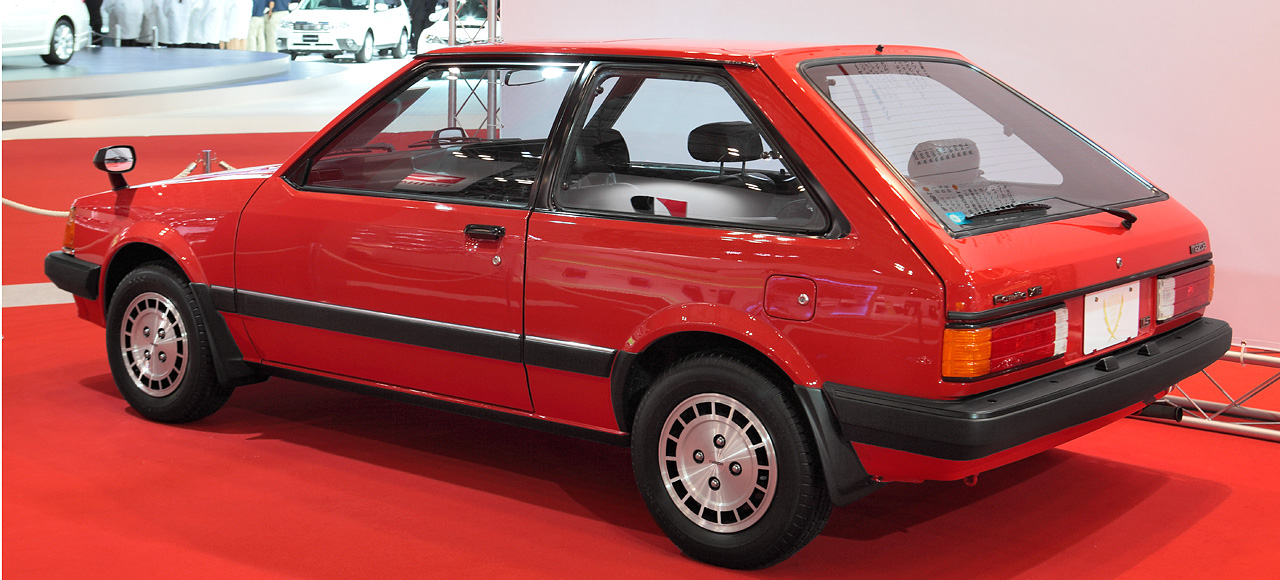
第五代323三門掀背車型車尾
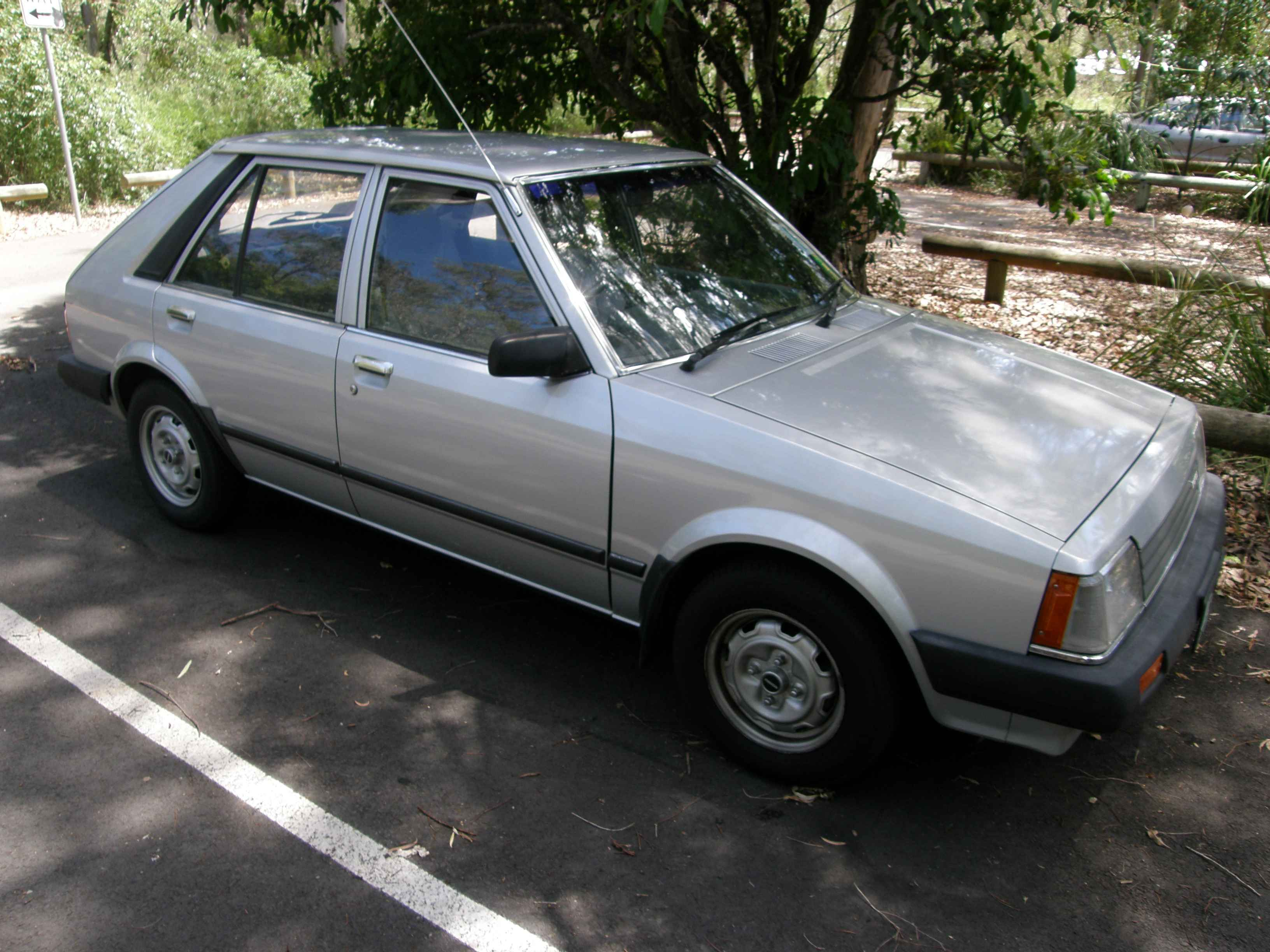
第五代323五門掀背車型

### 第六代BF系（1985年-1994年）
掀背車與轎車型的生產年份為1985年至1989年，旅行車型則至1994年才停產。
1985年 - 延續上一代銷售成功的氣勢，此代車型的外觀修飾得更加洗鍊成熟。而且出現許多首創的紀錄，比如推出Familia車系第一次也是唯一的敞篷車型、Familia車系第一次搭載柴油引擎（1.7L直列四缸PN型）、日本車壇第一輛全時四輪驅動車、日本車壇首度出現後輪裝置了LSD限滑差速器（limited slip differential）的GT-A車型等。
如同上一代，福特在亞太地區也推出了雙生車款Laser，兩部車的車身設計非常相近，除了掛上的廠徽標誌不同。Laser的掀背車型在美國由福特旗下另一品牌水星（Mercury）推出名為Tracer的車款，但其儀錶板設計與323大不相同。
此代車型在南非仍以入門級車款持續製造，且直至2003年才停產，其雙生車款為福特Tonic。南非馬自達公司也以此代車型的車頭外觀設計出一款皮卡貨車，稱之為馬自達Rustler（雙生車款叫作福特Bantam）。在1991年至1994年間，南非馬自達於此代323上裝載與馬自達626相同的2.0L DOHC十六汽門FE型引擎，當然懸吊系統與煞車系統皆經過升級調校。
1991年 - 南非製造的323版本回銷英國，以馬自達Sao Penza之名上市，配備1.3L噴射引擎；該款車也曾經過小幅度修改於1989年至1991年間在澳洲販賣。

#### Familia GT-A
1987年 - 2月日本地區推出一款專為拉力賽開發的GT-A競技車，搭載1.6L渦輪增壓DOHC B6T型引擎附中冷器，最大馬力140ps / 6,000rpm、最大扭力19.0kg·m / 5,000rpm。搭配五速手排變速系統、全時四輪驅動、以及日本車界首創的後輪LSD限滑差速器。

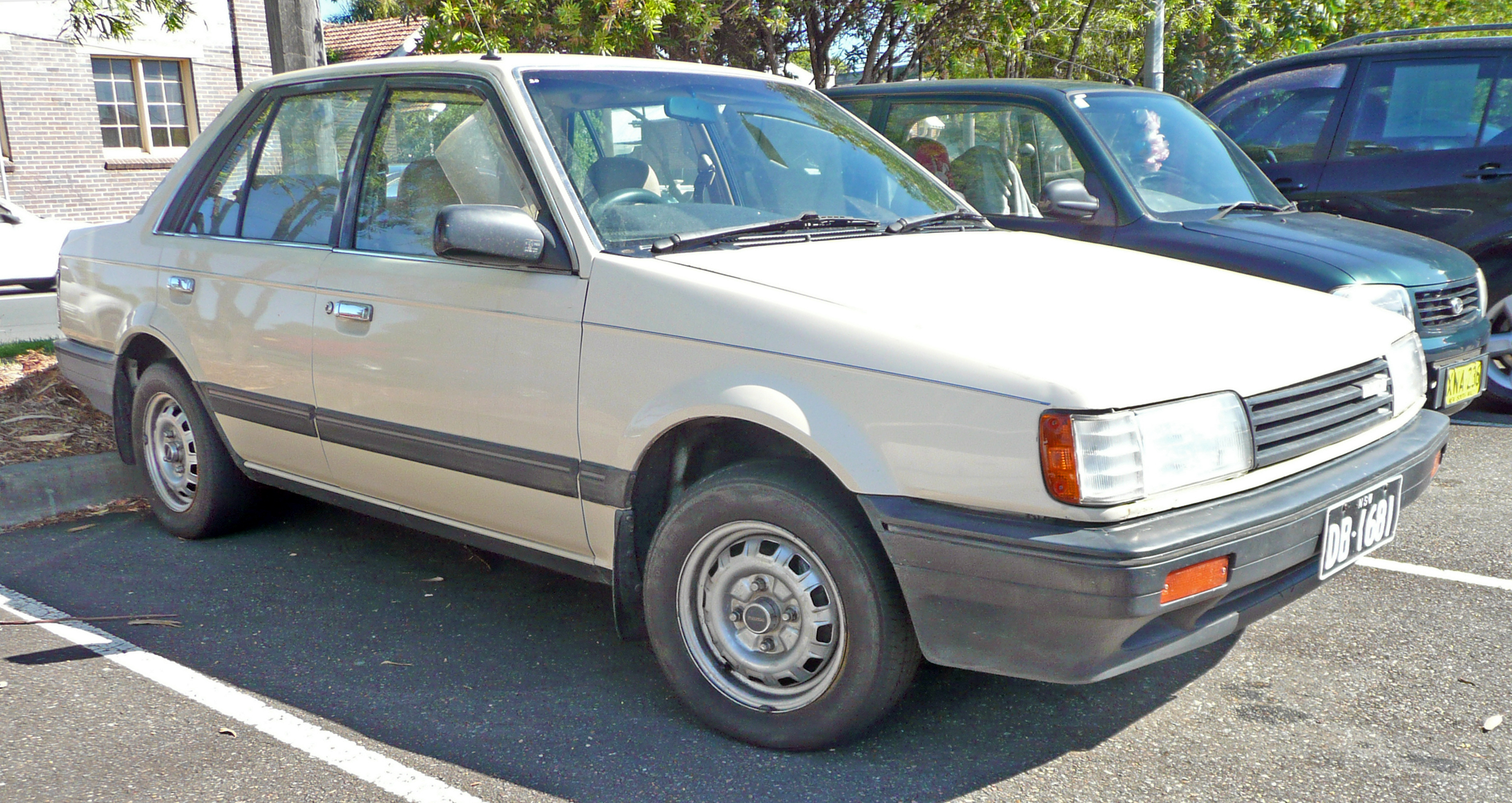
第六代323四門轎車型車頭
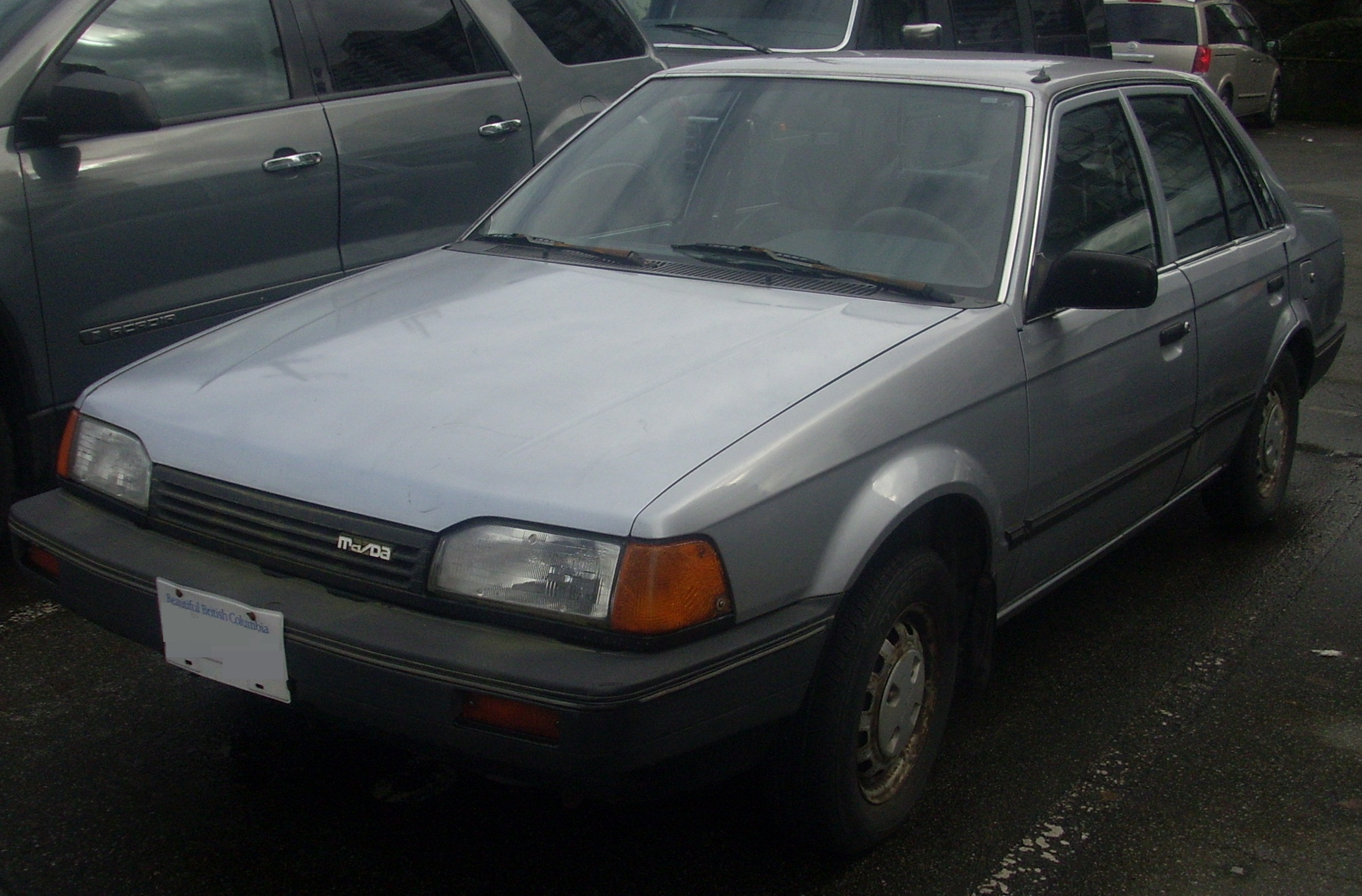
第六代323四門轎車型（美規）
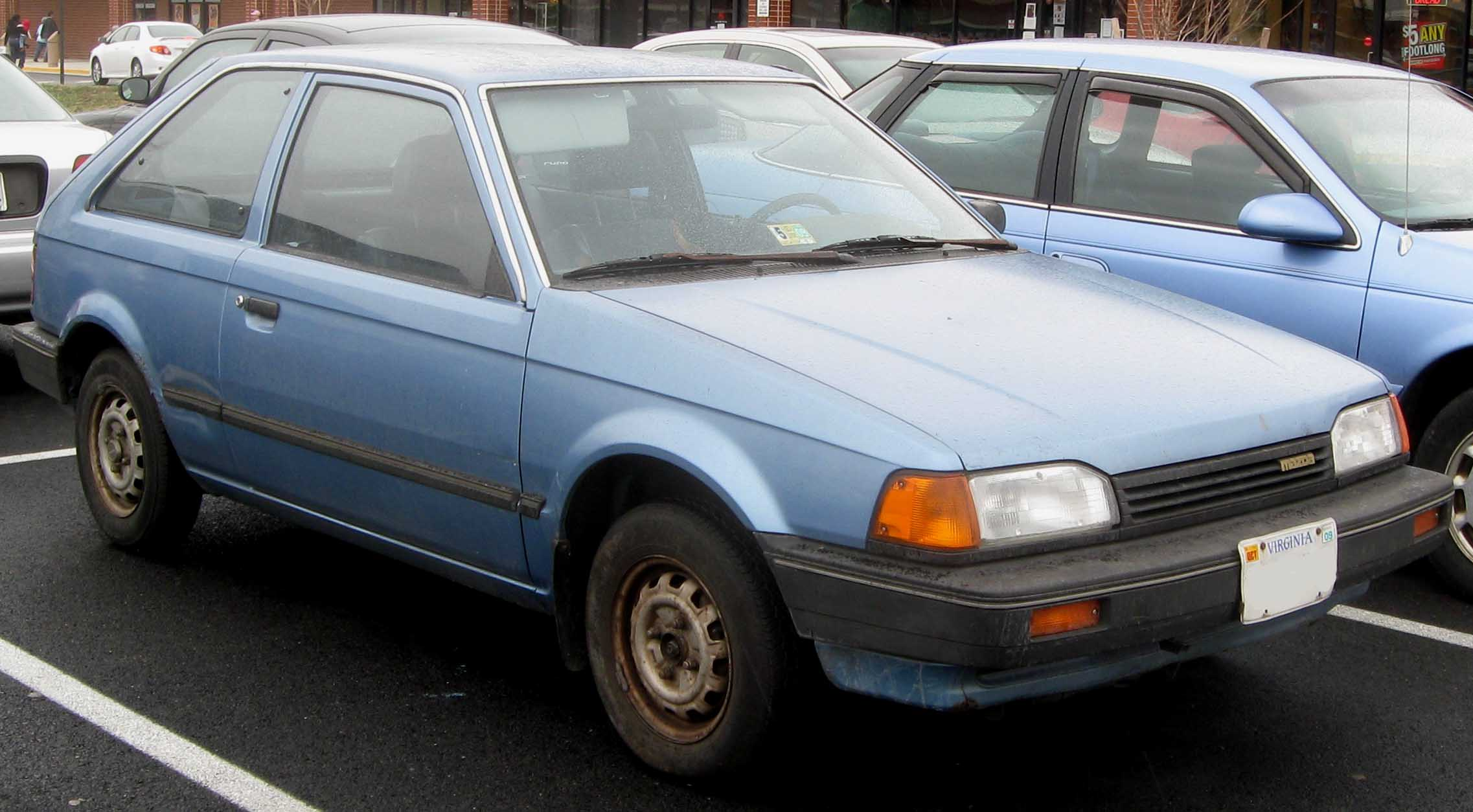
第六代323三門掀背車型（美規）
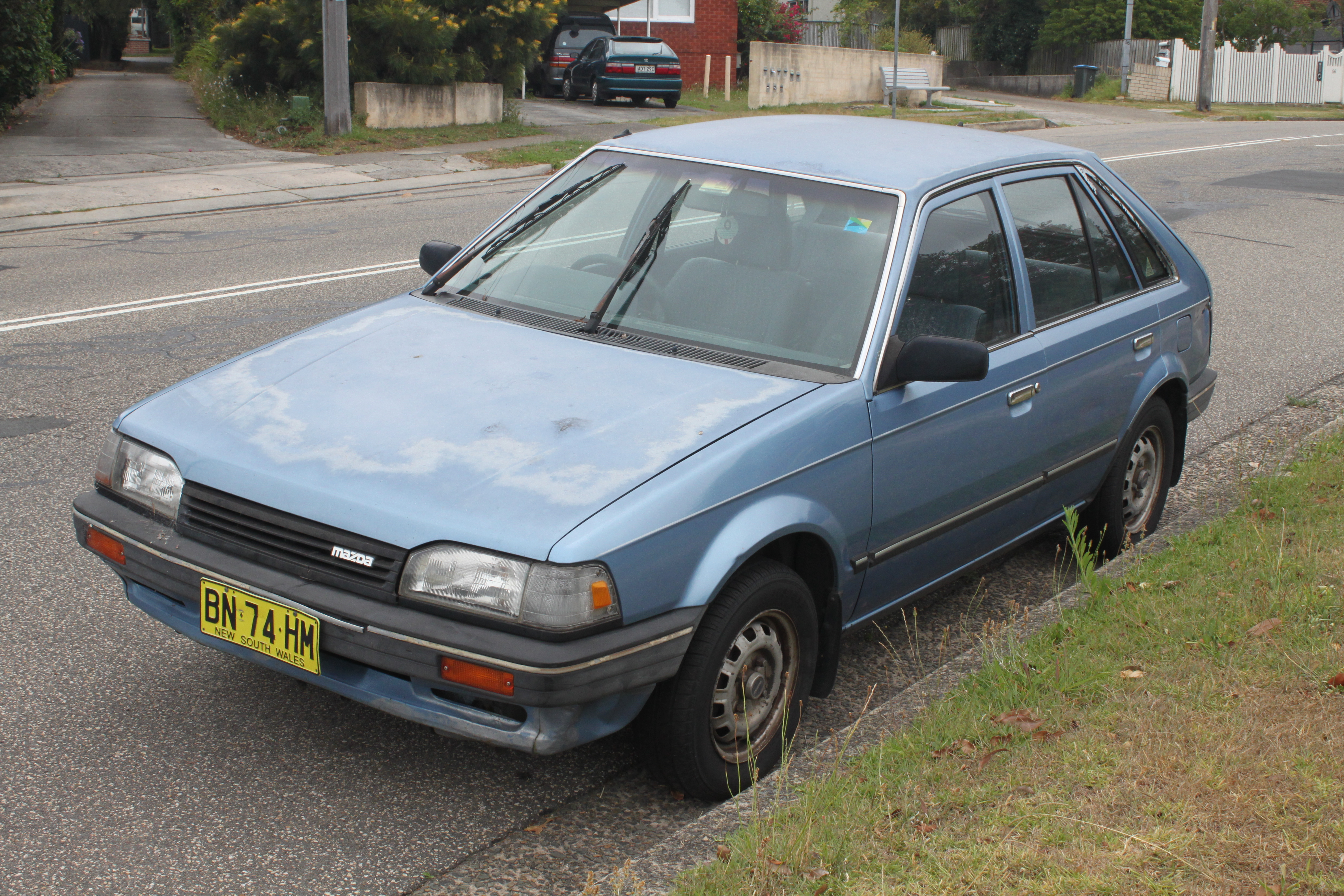
第六代323五門掀背車型（澳規）
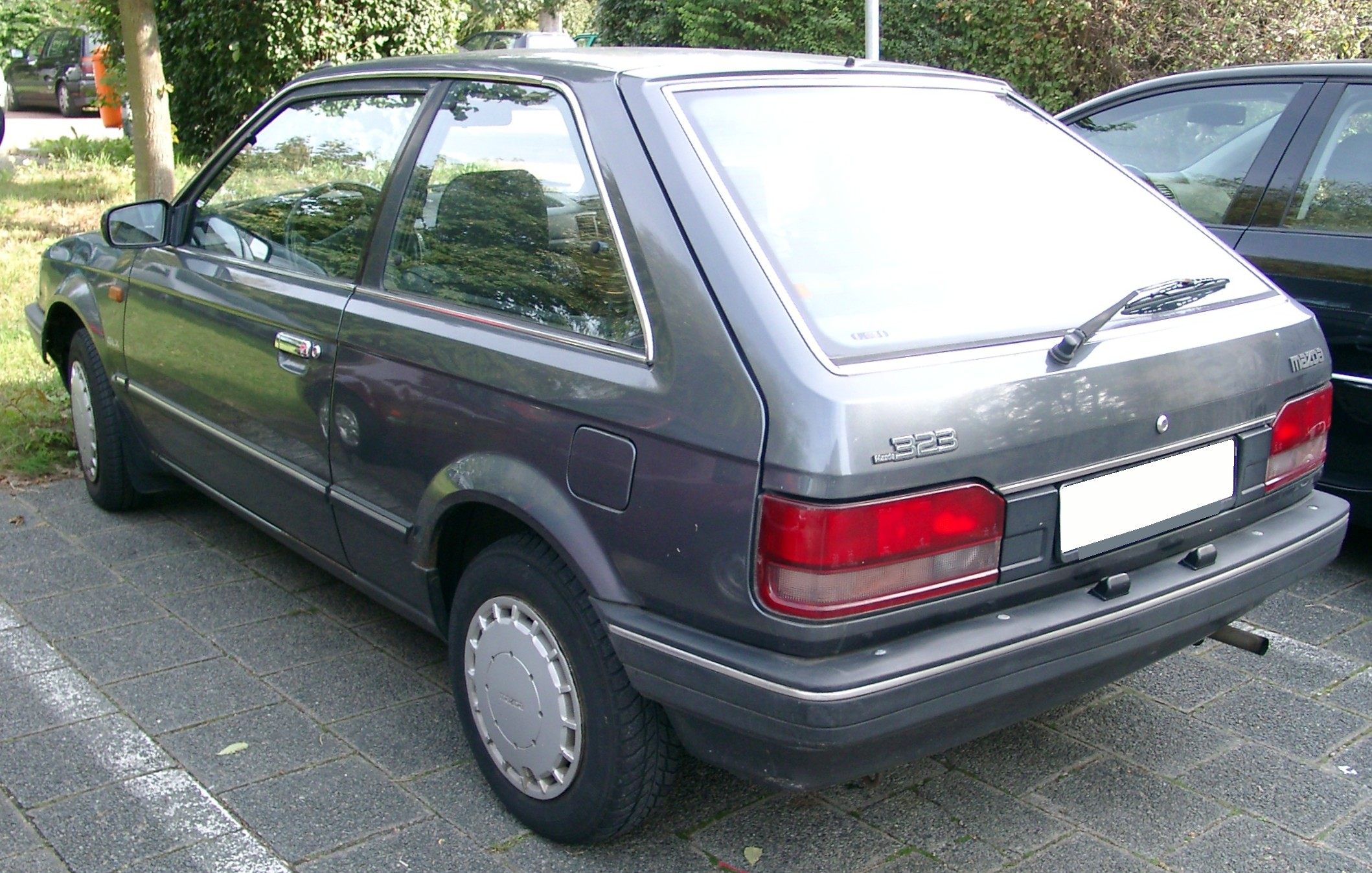
第六代323三門掀背車型
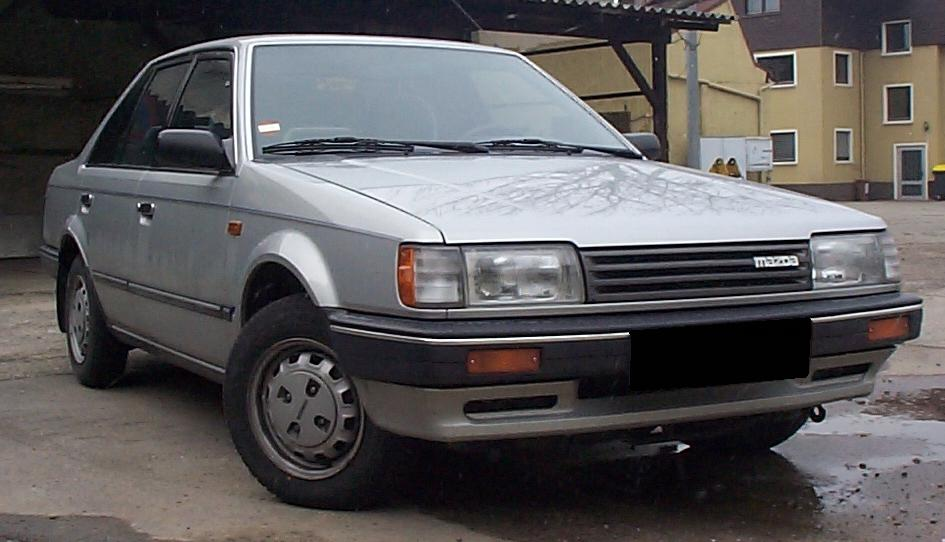
第六代323四門轎車型（歐規）
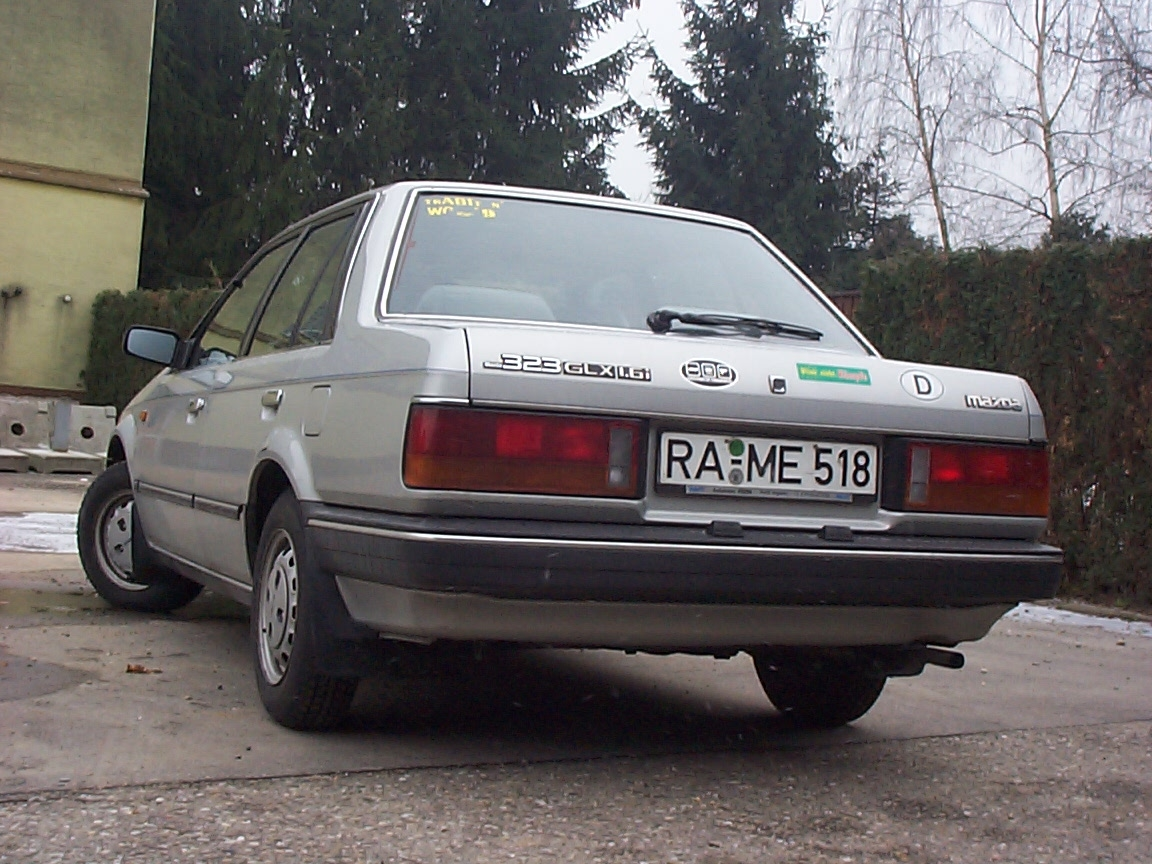
第六代323四門轎車型（歐規）
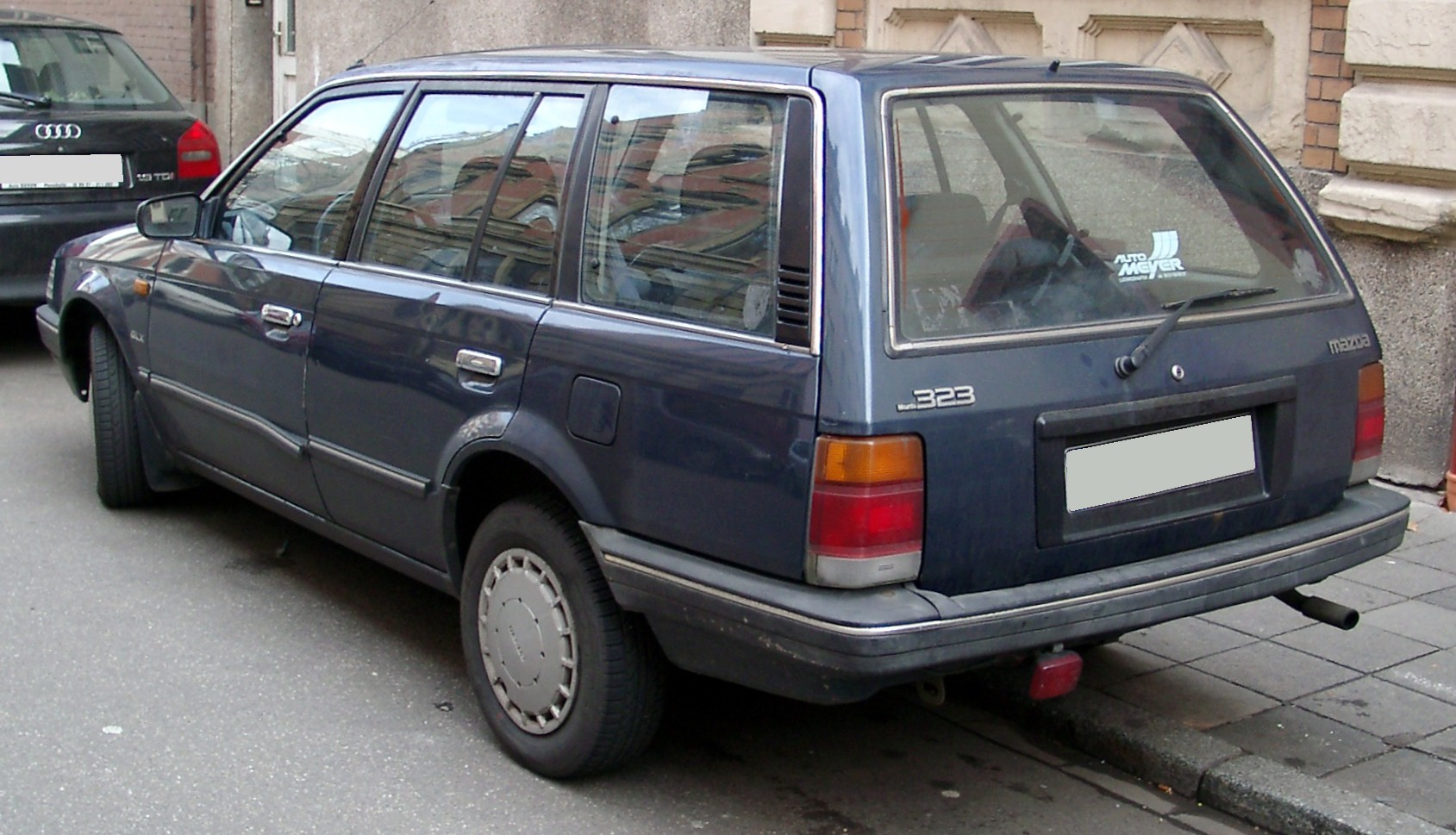
第六代323五門廂型車

### 第七代BG系（1989年-1996年）
四門轎車型與323 Astina的生產年份為1989年至1994年。
1989年 - 2月大改款的第七代323上市，採用BG平臺，車型有三、五門掀背型與四門轎車型，繼續沿續上一代的全時4WD與FF系統。在北美洲市場，四門轎車型稱作Protegé，掀背車型則維持323的名字。第七代323的雙生車款在亞太地區稱為福特Laser，而美國地區則稱福特Escort。1994年至1997年韓國起亞汽車銷售的Sephia，其機械結構與車身底盤也衍生自此代車款。
Protegé GT版僅在1990、1991、1993年於加拿大地區發售，配備1.8L BP型引擎（1991至1994年生產的福特Escort GT亦採用該型引擎）。

#### Familia Astina
詳情請參見馬自達323 Astina
Familia Astina（ファミリアアスティナ）事實上即為第七代323的五門快背（fastback）版，擁有較運動化的外觀及上掀啟閉式頭燈（retractable headlight）。在歐洲地區稱為323F，在香港或其他地區稱作323 Astina。在日本，由於馬自達當時採「五行銷管道」之策略，市面上甚至還有一款名為Eunos 100（ユーノス100）的車，只是配備上比Astina豐富許多。
由於此款車具有運動化的外型，加上四人乘坐空間與後車廂置物空間相當實用，在歐洲市場一推出便造成轟動，也促成了後繼車Lantis的問世。

#### Familia Infini
Familia Infini是一款1989年至1990年於日本地區上市的特殊版本，原廠代號「E-BG8P」。大部分的配備規格近似美規版的323 LX級：1.8L DOHC BP型自然進氣（N/A）引擎、四輪碟煞系統等，並包括幾個特殊之處：只有右駕版、五速手排變速系統、重新調校的懸吊系統、前輪LSD限滑差速器、車身塗裝只有深綠色、引擎蓋與上掀啟閉式頭燈類似323掀背車版、只生產四門轎車型、車頭有個「∞」的Infini標誌。不過此車型的數量稀少，大約只製造了1,000輛左右。

#### Familia Supreme
此高檔豪華等級在日本市場特別被獨立出來，外觀特色包括加長的美規前後保險桿，後車牌被置於後車廂開關的側邊等。內裝尚包括當時同級車所缺乏的駕駛座電動調整座椅，而引擎則採1.5L直列四缸B5型。

#### Familia GT-X、GT-R與GT-Ae
馬自達為了參加WRC開發了Familia GT-X車型，配備4WD、附有渦輪增壓器與中冷器的1.8L BPT型引擎（馬力180ps）、LSD限滑差速器。前、後輪的驅動力分配為：前43、後57。Familia GT-X於WRC獲得1989年度N組賽車的「原廠組」冠軍，以及1991年度的車手冠軍。但是由於中冷器（intercooler）橫置在引擎室內，發生不容易散熱的問題。
1992年4月馬自達發表更強化的Familia GT-R（原廠代號「E-BG8Z」）三門掀背車，搭載1.8L BPD型引擎，最大馬力210ps / 6,000rpm、最大扭力25.5kg·m / 4,500rpm，並將加大的中冷器改置於車頭迎風面。除了經過強化的引擎內壁，另採用石川島播磨重工業製造的RHF6CB型水冷式渦輪增壓器、鈉冷卻排氣門、440c.c.低阻抗噴油嘴等。外觀方面換裝大型化的前、後保險桿，誇張的進氣壩格柵與霧燈也經過重新設計，配合偏硬的懸吊系統與防傾桿，以及五爪輻射式輪圈與加大的煞車碟盤。但是受到日本泡沫經濟影響，馬自達公司的資金運作困難，因此宣布無限期退出WRC。
GT-Ae版是基於GT-R版而改造的，限量300輛。由於ABS防鎖死煞車系統、電動窗、天窗、電動調整照後鏡、自動上鎖等裝置設備全部移除，故車重比GT-R少了30公斤。動力仍舊沿用1.8L BPD型引擎，且變速箱的齒比調得更緊密；並將原GT-R版的尾翼加大，以便導正行進時的氣流至下方新設的小尾翼。此外，此版本的內裝顏色也比GT-R版更淡。

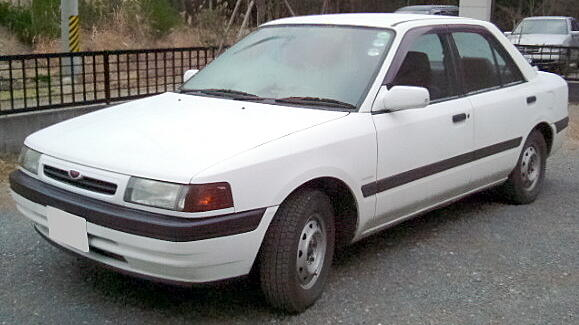
第七代323四門轎車型車頭
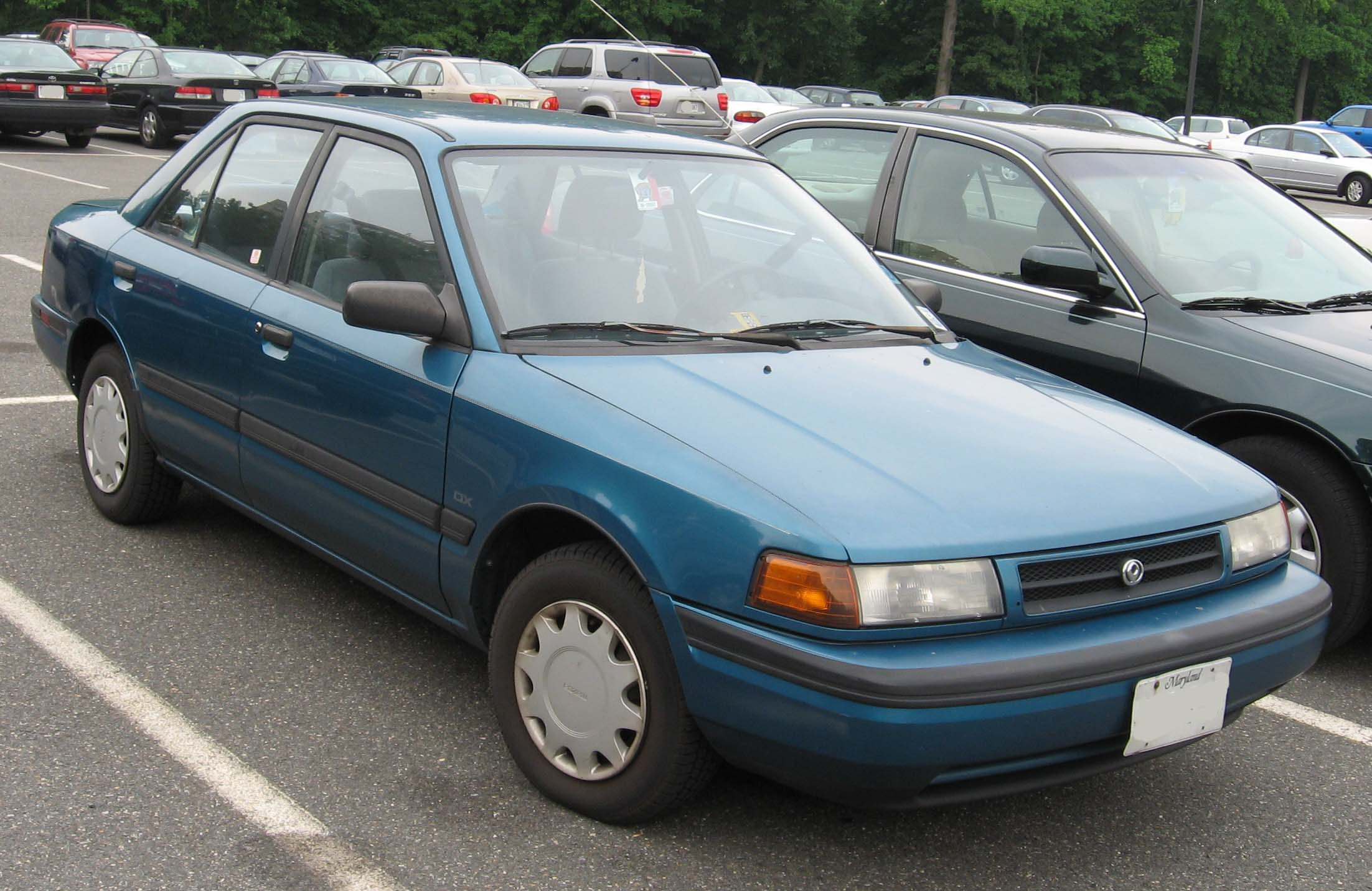
第七代323四門轎車型（美規）
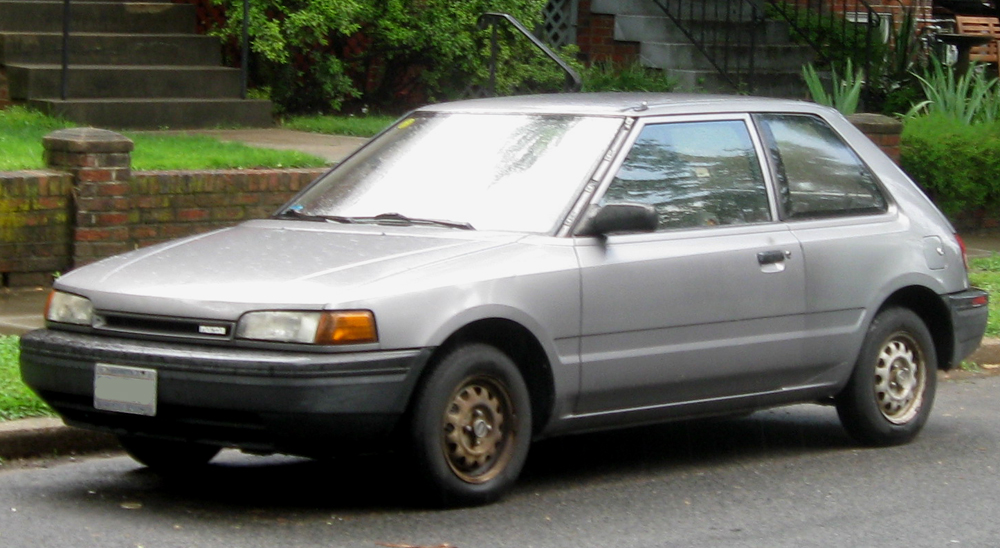
第七代323三門掀背車型（美規）
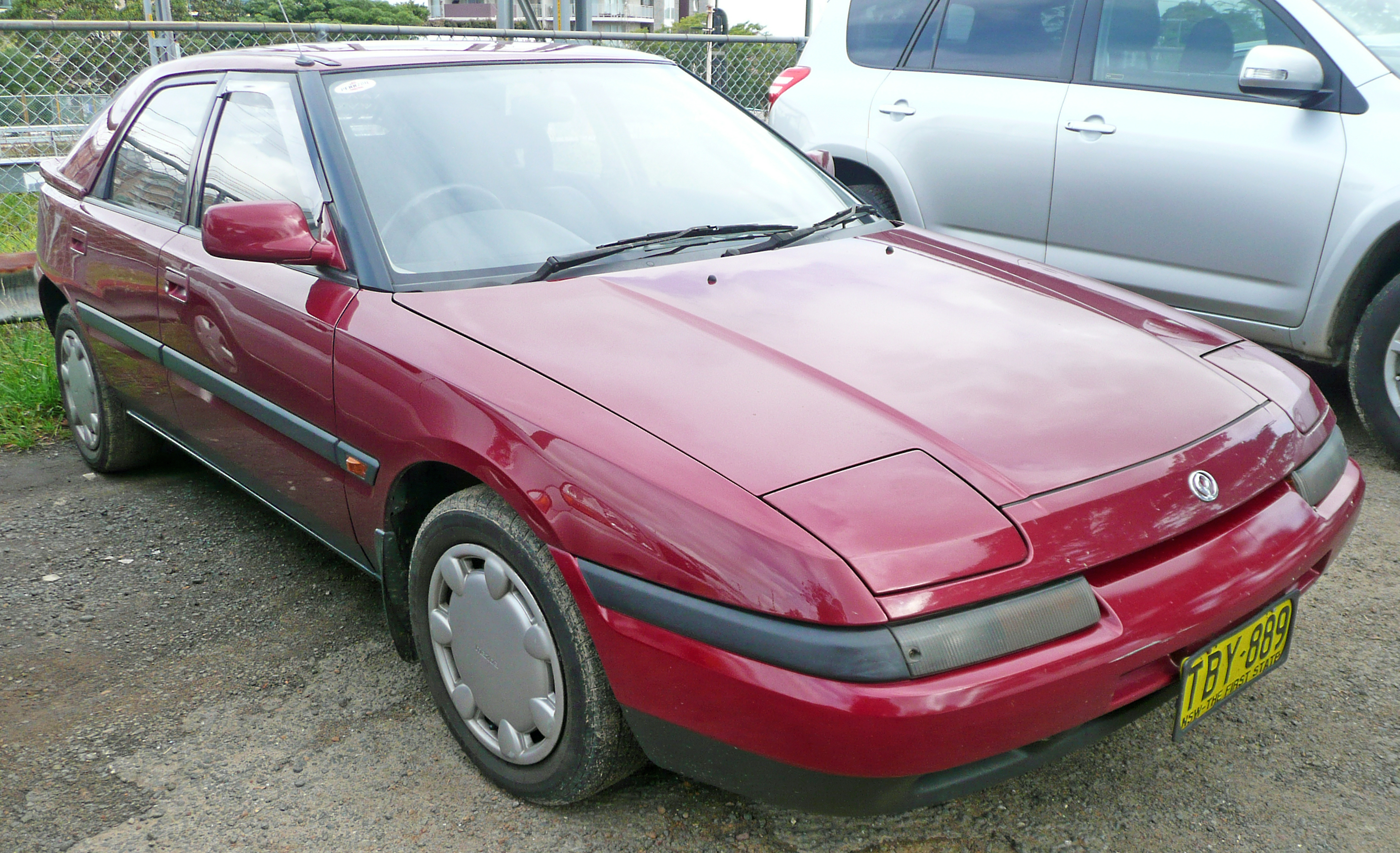
第七代323 Astina五門掀背車型（澳規）
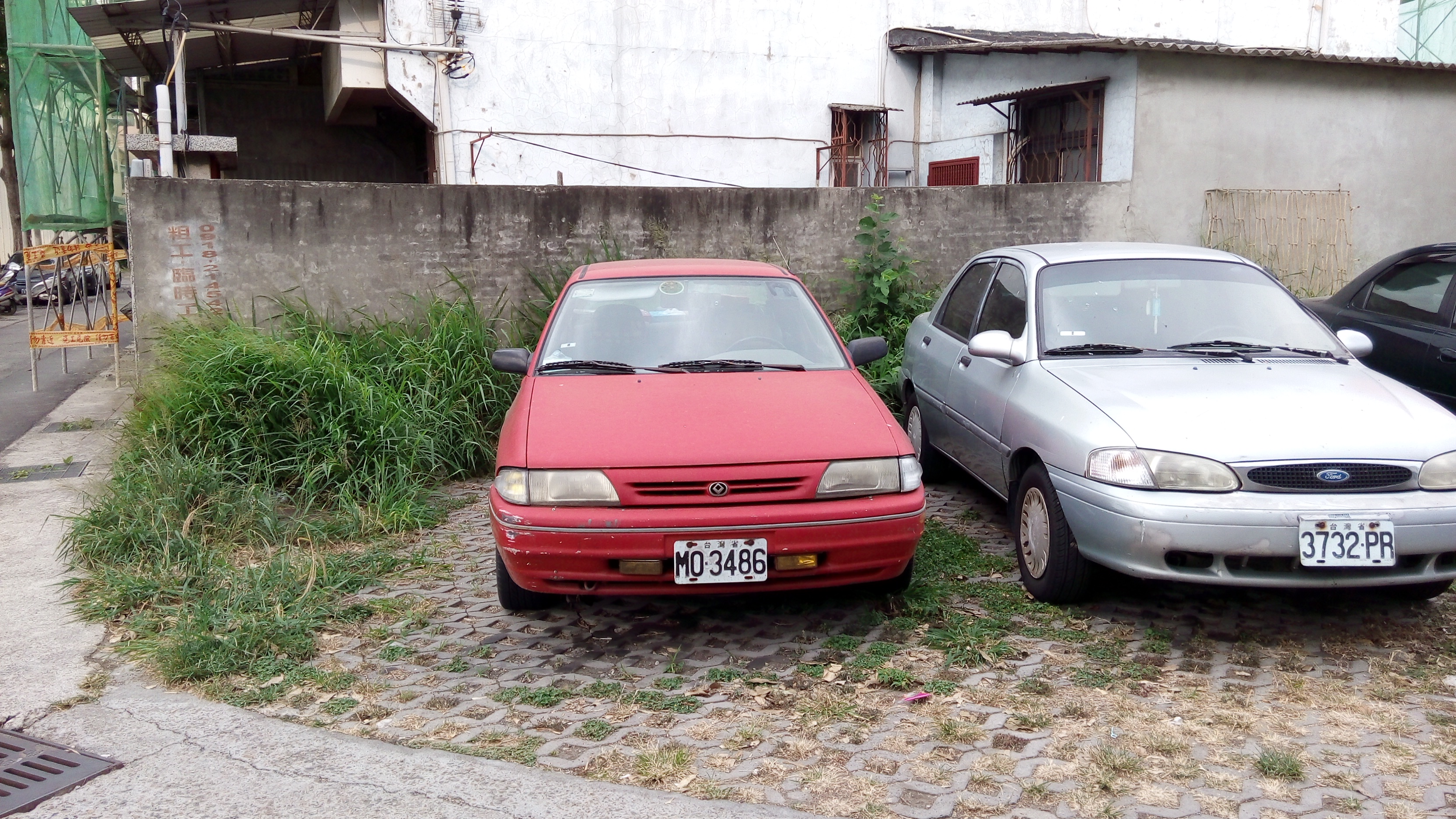
攝於臺灣

### 第八代BH系（1994年-1998年）
1994年 - 6月在日本發售，8月遍及全球市場。此代車型採用BH平台，加長了軸距，四門轎車型外觀則以當年流行的義大利式風格作為設計。此代車型在全球市場出現了好幾種名字：
- 四門轎車型：北美洲稱作Protegé，澳洲稱作323-Protegé，南非叫作Étude。雙生車款是福特Laser，但在臺灣卻稱為「你愛她」Liata，當年配合張學友演唱的〈真愛〉作為廣告主題曲，造成轟動，間接促進福特Liata與馬自達323熱銷。
- 三門掀背車型：日本稱作Familia Neo，歐洲叫馬自達323c。雙生車款為福特Laser Lynx，但到了臺灣改稱Aztec。

#### 323f / Lantis / 323 Astina
詳情請參見馬自達Lantis

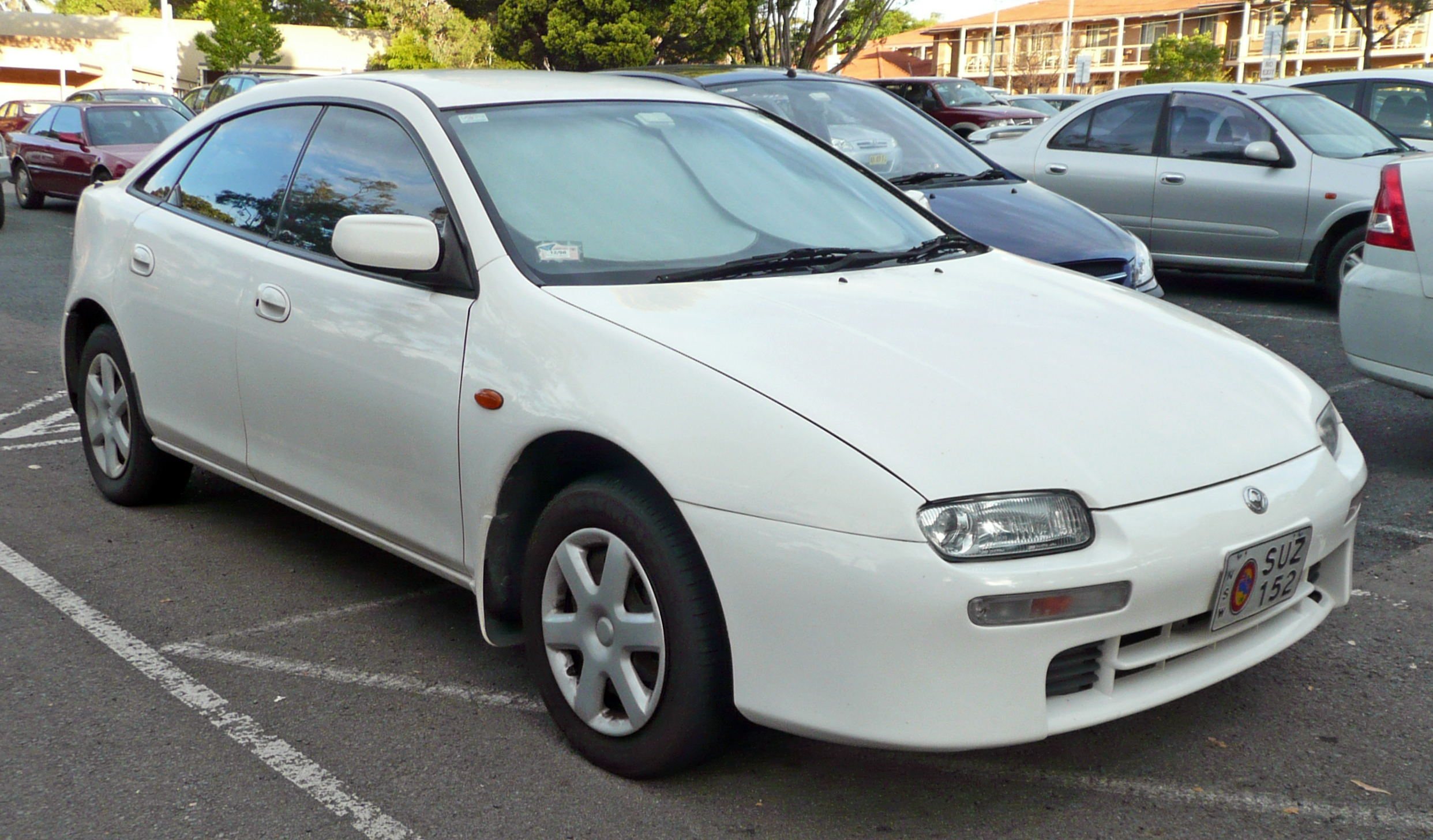
澳規版323 Astina五門掀背車

此款共有四門轎車與五門掀背車兩種車型，特色是沒有B柱，其車身式樣由保時捷工程師主持設計。在日本稱為Lantis，香港、澳洲跟南非稱為323 Astina，哥倫比亞稱作Allegro，而歐洲則叫323f。動力輸出除了1.5L B5-MI型或Z5型和1.8L BP型引擎外，還有一具與Eunos 500（用料比較豪華高級、掛上馬自達副品牌「Eunos」車款）共用的2.0L V型六缸KF型引擎。

#### Familia Neo / 323c / Laser Lynx / Aztec

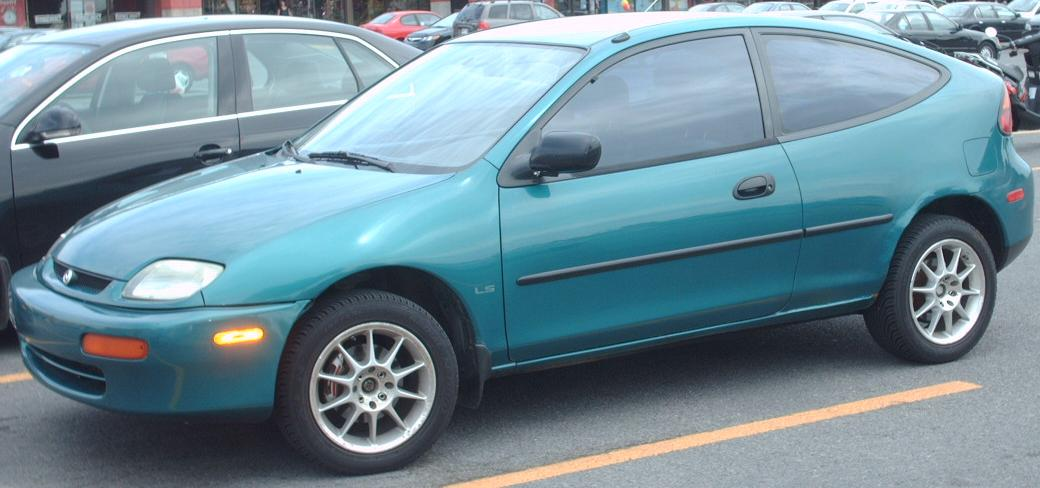
加拿大版323 Neo三門掀背車

日本馬自達從1994年起製造Familia Neo供給本土市場，福特則另外生產一款雙生車，在日本與澳洲稱為Laser Lynx，臺灣版則叫Aztec，可是其前後保險桿、頭燈與引擎蓋與Familia Neo有些許差異。Familia Neo的頂級車型搭載了1.8L直列四缸DOHC BP型引擎，與Lantis相同。
在歐洲市場，此款車名為323c（coupé之意），搭載1.3L SOHC 75ps馬力之B3型引擎、1.5L DOHC 16V 88ps馬力之Z5型引擎、1.8L DOHC 16V 115ps馬力之BP型引擎等三種動力。

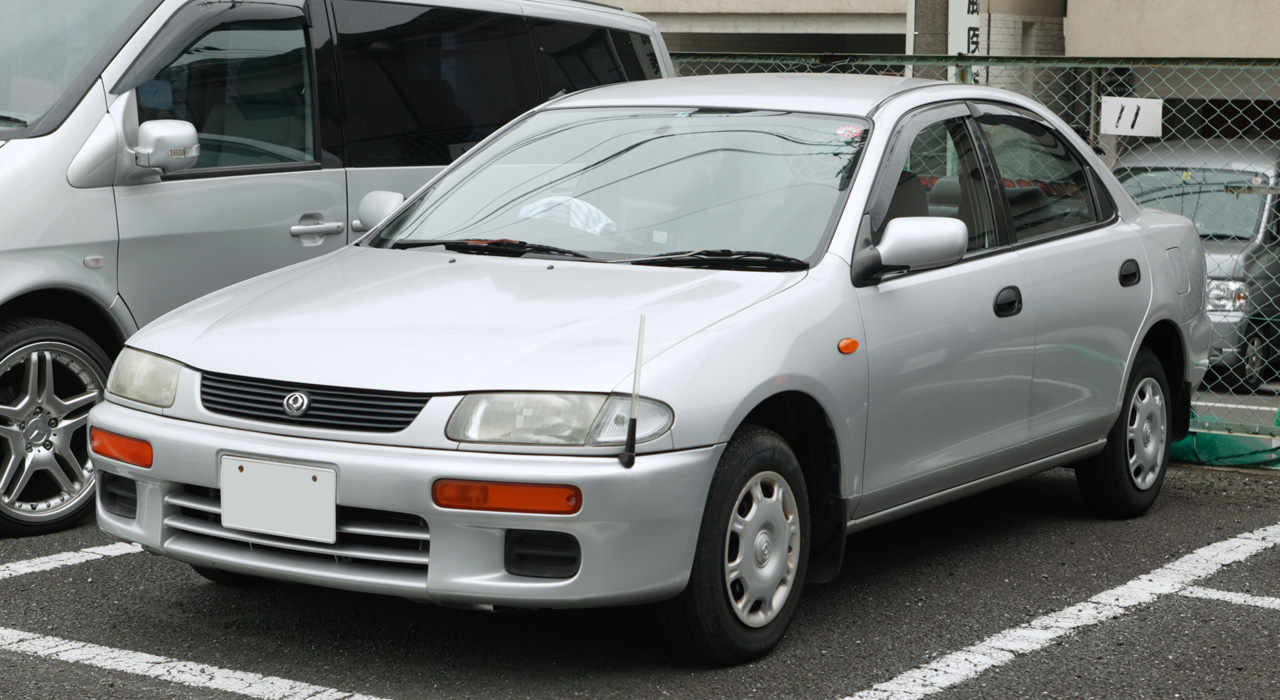
第八代323四門轎車型車頭（日規）
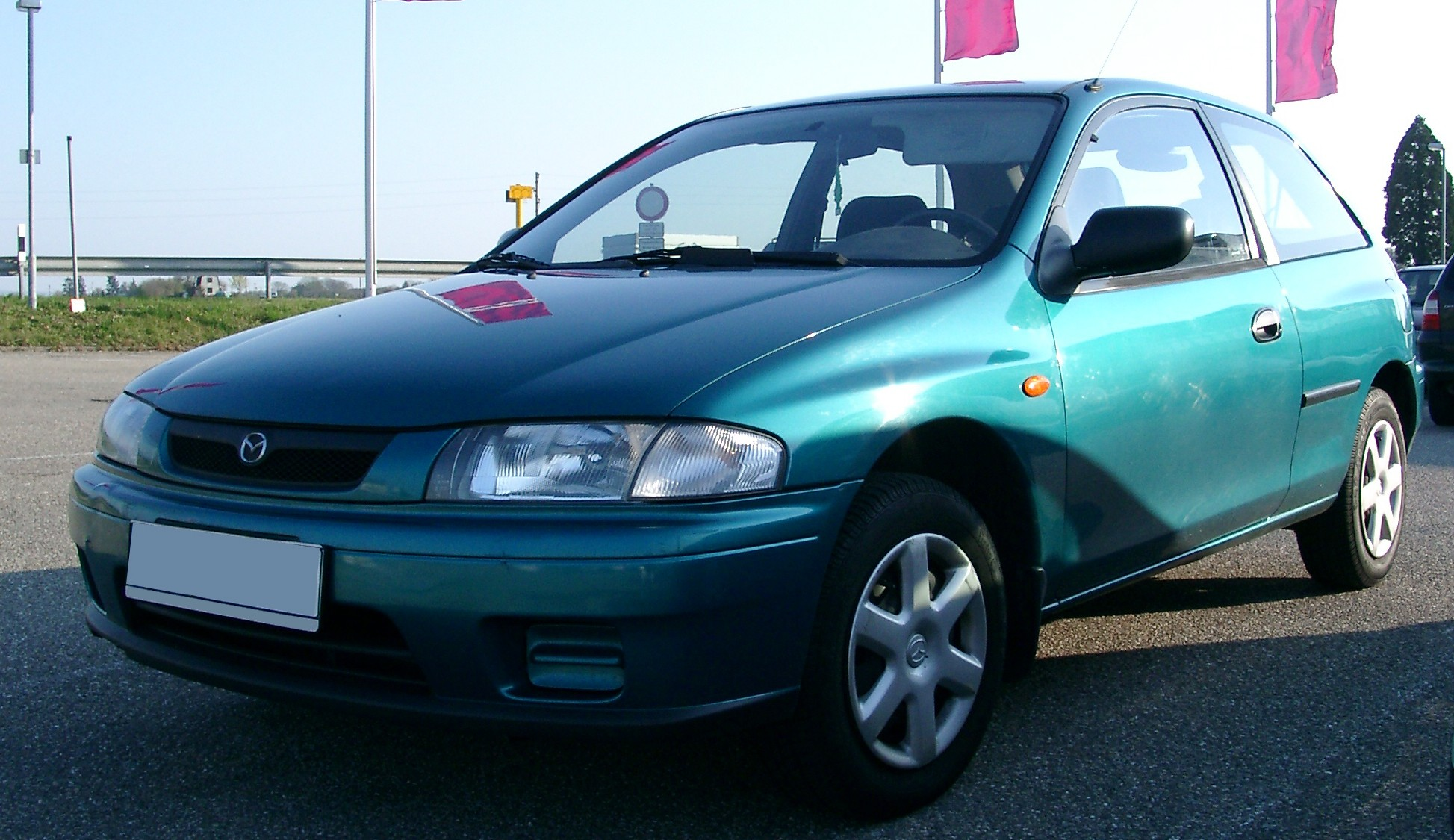
第八代323三門掀背車車頭（歐規）
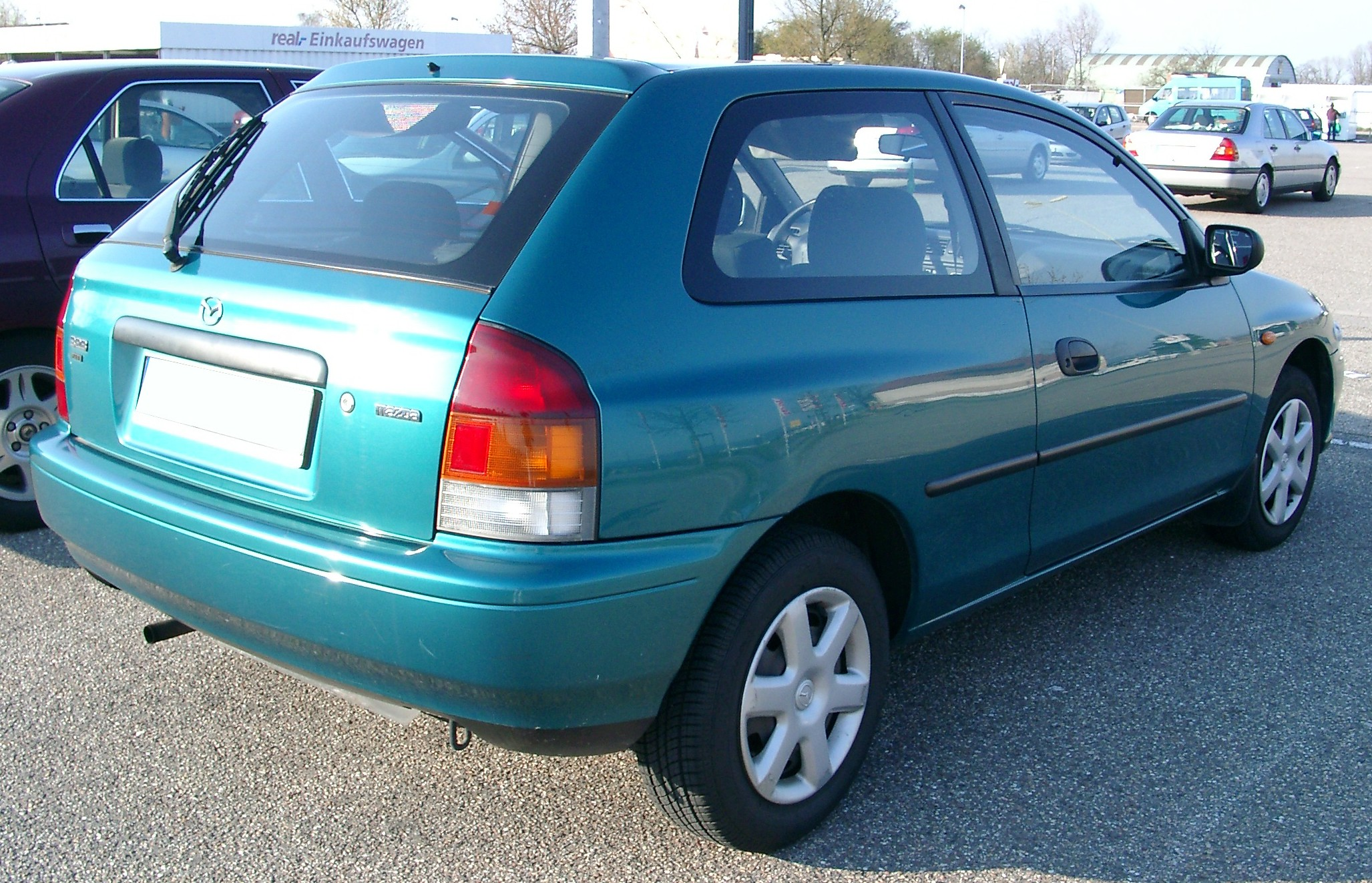
第八代323三門掀背車車尾（歐規）
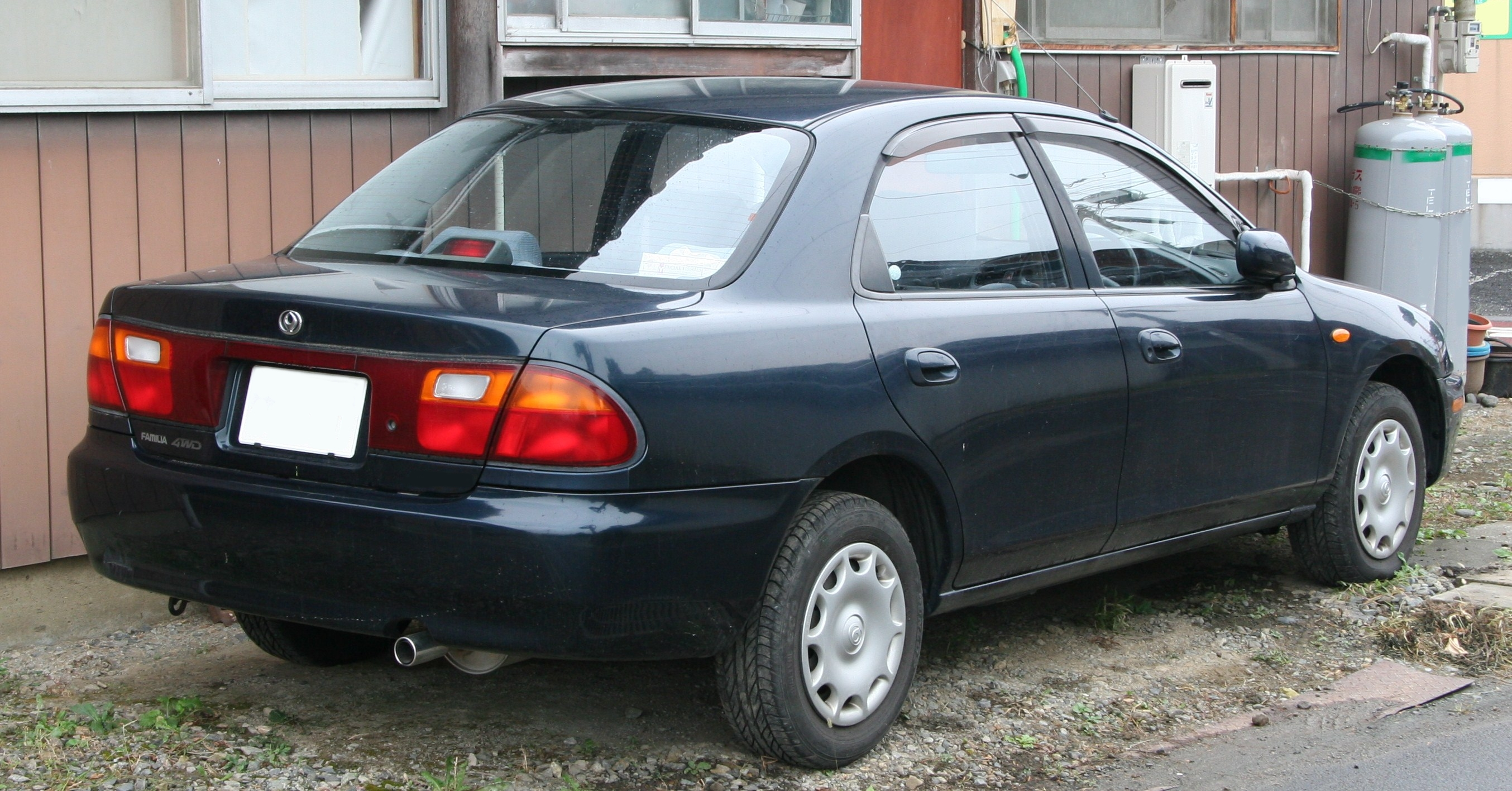
第八代323四門轎車型車尾（日規）
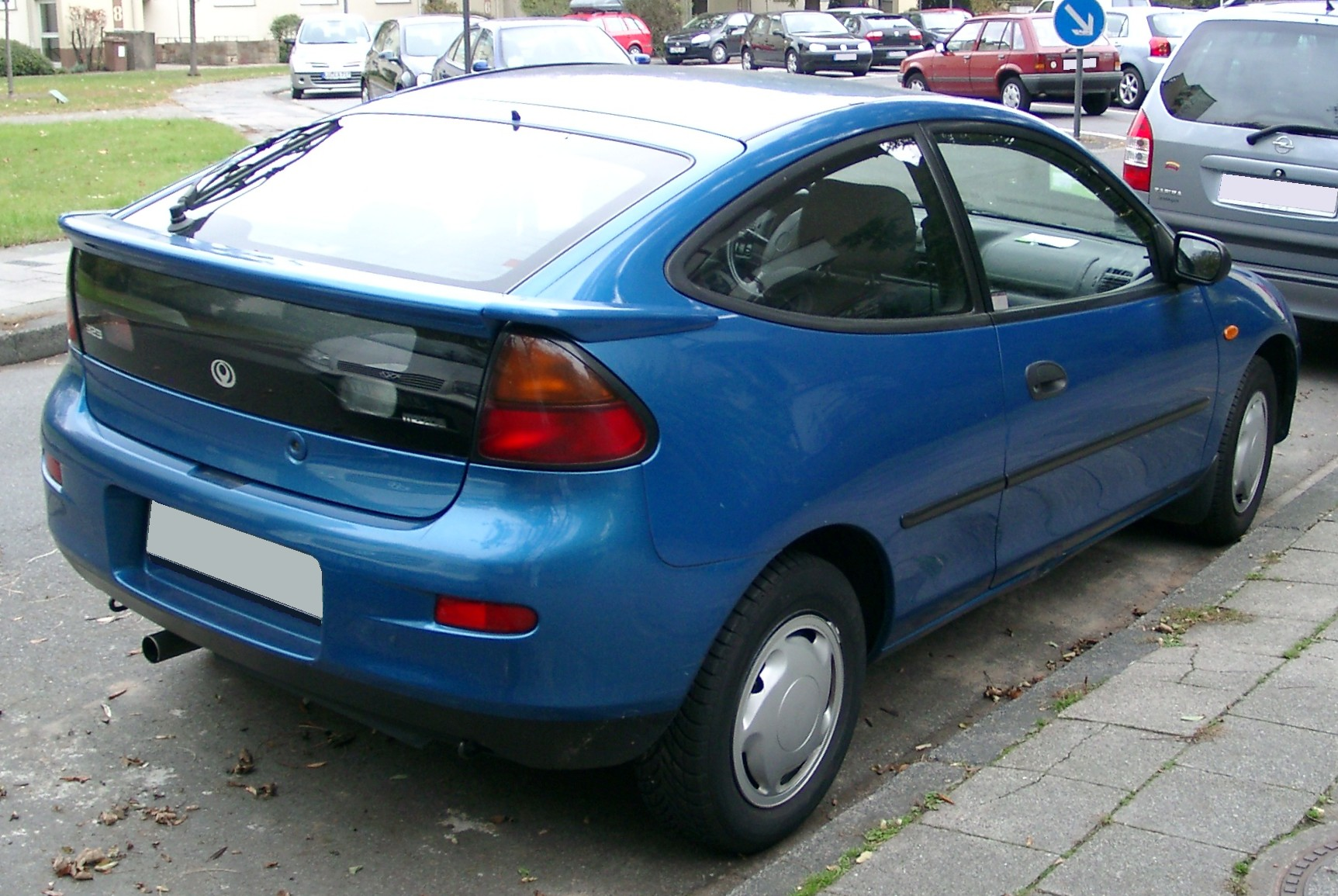
第八代323 Neo三門掀背車型車尾（歐規）
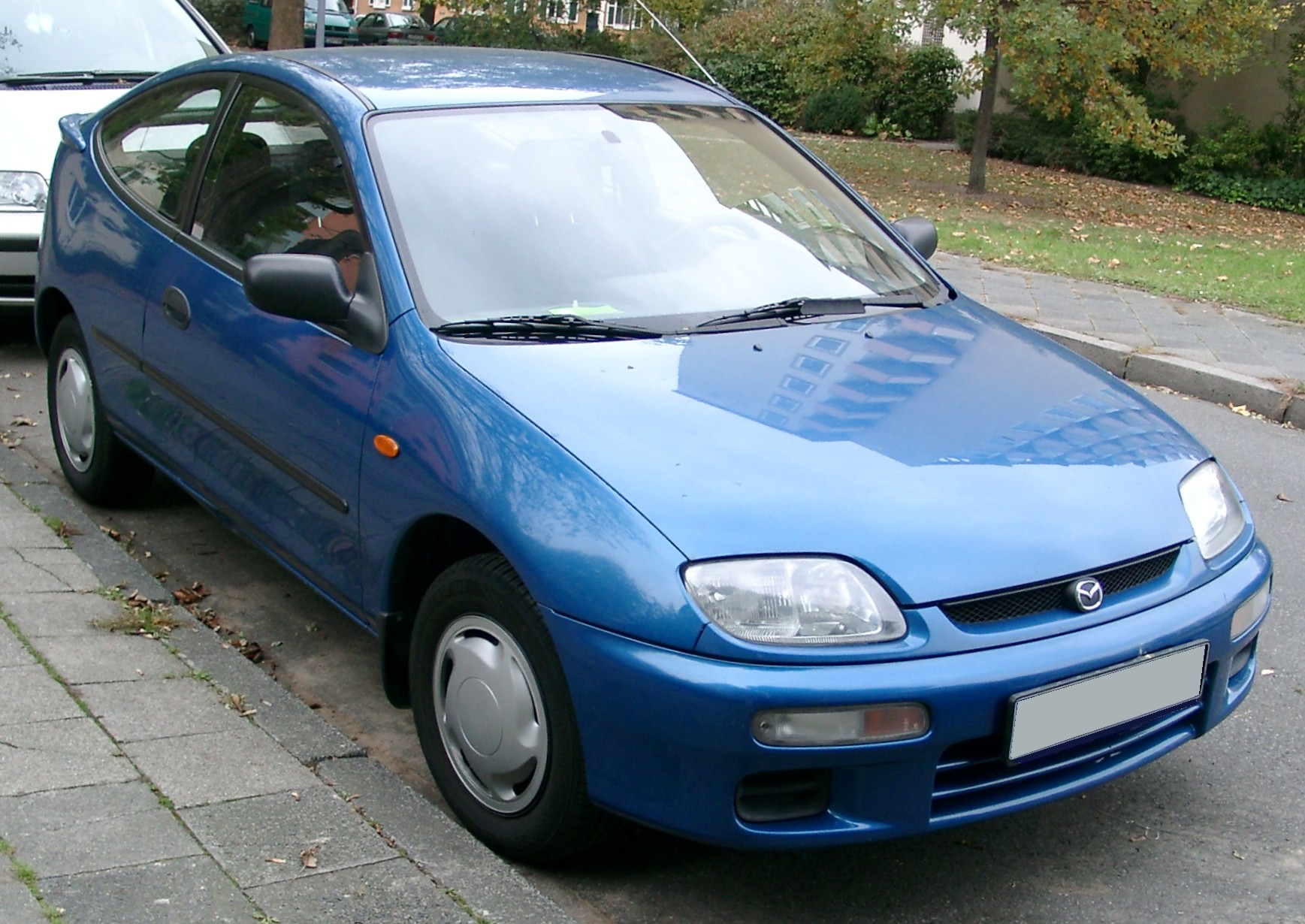
第八代323 Neo三門掀背車型車頭（歐規）
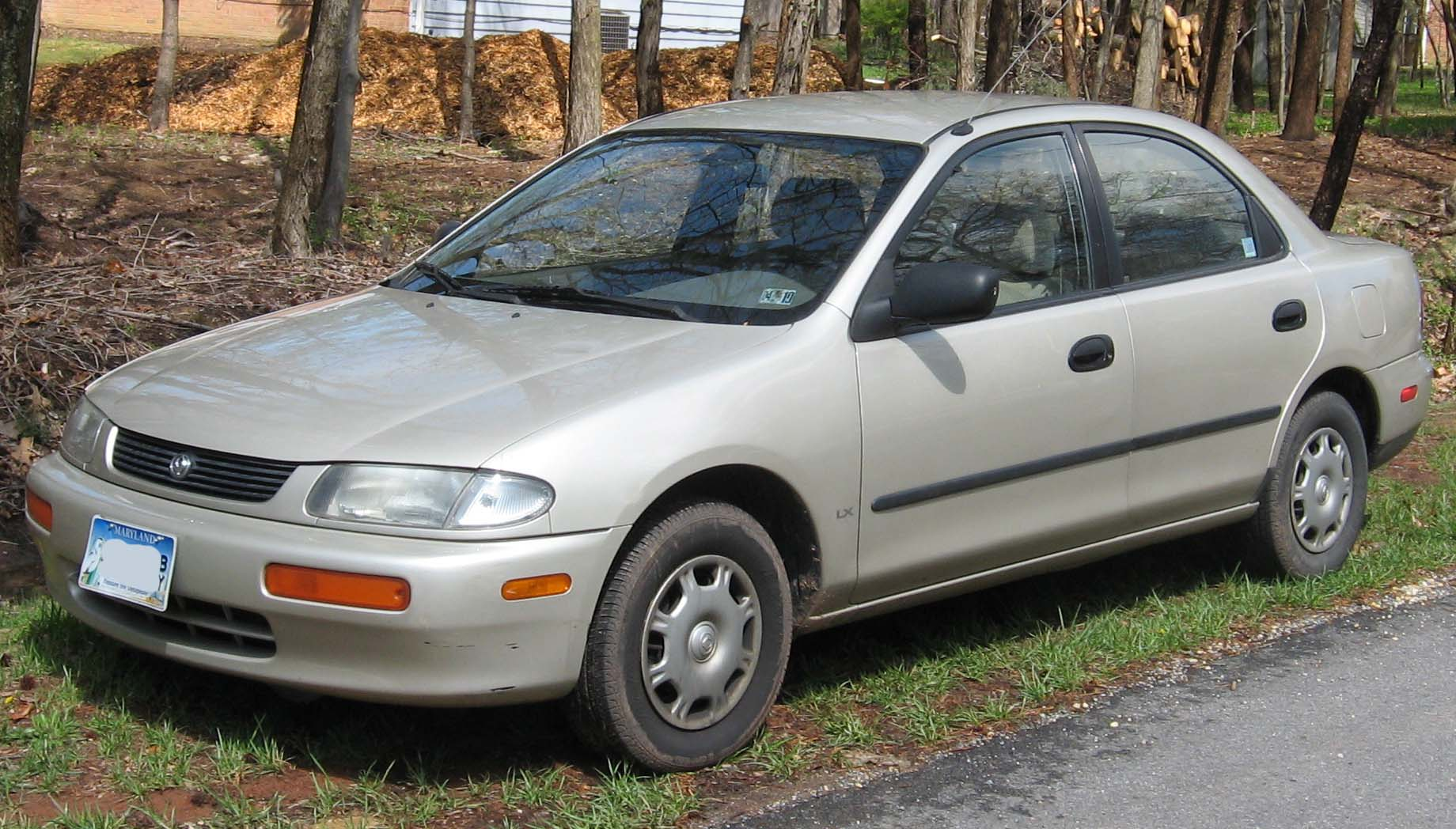
第八代Protegé四門轎車型車頭（美規）

### 第九代BJ系（1998年-2003年）
1998年6月，馬自達323最後一個世代車型於日本上市，代號BJ，雙生車款為第五代福特Laser。受到開發費用削減的影響，該代車型有許多主要元件與馬自達626共用。該車型主打新開發的1.5升ZL-VE引擎，其搭載了新開發之S-VT可變氣門正時技術，峰值馬力達130ps。五門掀背車型因行銷策略稱呼為Familia S-Wagon（在北美洲市場稱作Protegé5，某些亞洲國家則稱Astina NU，臺灣市場則稱M-RV），以車內豐富的空間變化為主要亮點。安全性上，以3H高剛性車體作為溝通，而雙前座安全氣囊及ABS在日本國內為標準配備，並提供駕駛座側氣囊作為選配。1999年，全車系新增EBD，主打運動風格之Sport-20車型也同時誕生。Sport-20車型上新增四速手自排、節圓直徑(PCD)由4*100變更為5*114.3，車頭造型也更具侵略性，並提供TCS作為選配。

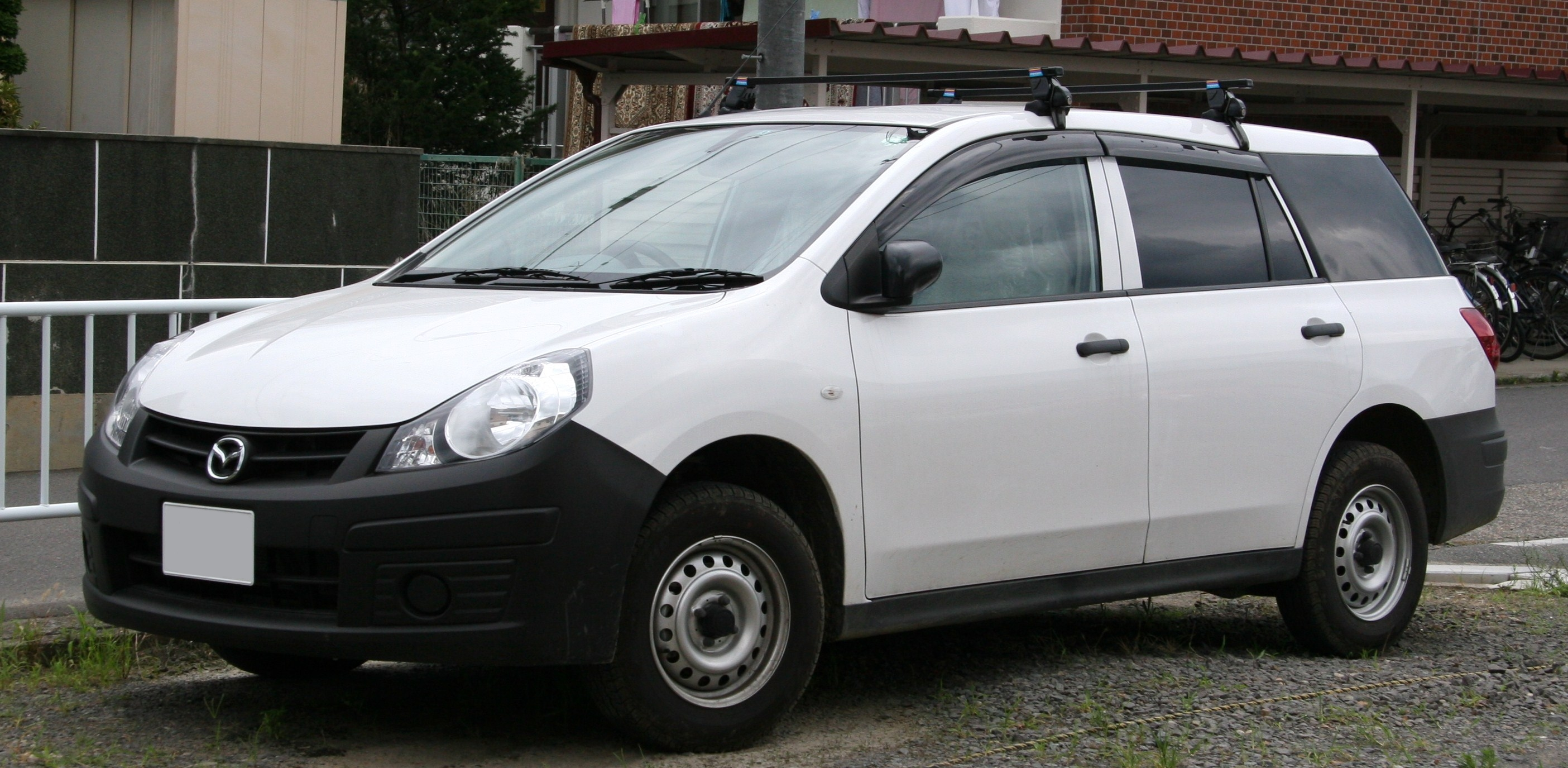
日規Familia Van Y12型

2000年10月，小改款車型上市。外觀與內裝皆有相當程度之改變，主要聚焦於車頭鈑件變動及角燈一體式的大燈，內裝則具備更豐富的配色，Sport-20並提供TCS與DSC作為選配，亦有Familia Field Break特仕版。另外有兩款由日產汽車OEM代工的Familia Van與Familia Business Wagon車型，其原型為日產Wingroad。
2001年 - 馬自達在北美洲市場推出限量的Protegé MP3，其中1,000輛為藍色、500輛為黃色。改裝內容包含重新調校過的懸吊系統、17吋Racing Hart鋁合金輪圈、美國Racing Beat公司製「貓背」排氣尾段、日本Kenwood製MP3立體音響附高音喇叭等。此外所搭載的2.0L FS-DE型引擎，移除了VTCS可變渦流控制系統，且改寫ECU行車電腦之點火時間程式，故需要加入高辛烷值的汽油；該具引擎可輸出140bhp / 6,000rpm的最大馬力、142lbs-ft / 4,500rpm的峰值扭力。
臺灣市場由福特六和生產的第九代323，四門車型稱為323 Protegé，五門車型則於1999年至2000年前期稱為M-RV，2000年10月後更新為Isamu Genki，作為調整配備後的入門車型。相較於其臺灣雙生車福特Tierra/Activa，兩者僅在內外裝零件上出現差異，如車頭造型、內裝配色等，動力單元與變速系統則完全相同，搭載1.6升直列四缸ZM-DE引擎、直列四缸1.8升FP-DE引擎或直列四缸2.0升FS-DE引擎，產品更新週期與Tierra/Activa相近，此車系並生產至2008年行政院環境保護署實施四期環保新制上路為止。而在南美洲部分國家如厄瓜多爾、委內瑞拉、哥倫比亞等，該代車款以Allegro之名銷售。
在中國大陸，海马汽车將該車外觀略微調整，取名為福美來銷售。該車搭載1.6升直列四缸DOHC ZM-DE或1.8升直列四缸FP-DE引擎，配上五速手排或四速自排變速箱系統。
2003年 - 10月原廠發表新款Axela，意味著Familia / 323車系歷經九個世代、四十個年頭的演變後謝幕退位，改由馬自達3接棒。

#### Mazdaspeed Familia / Mazdaspeed Protegé

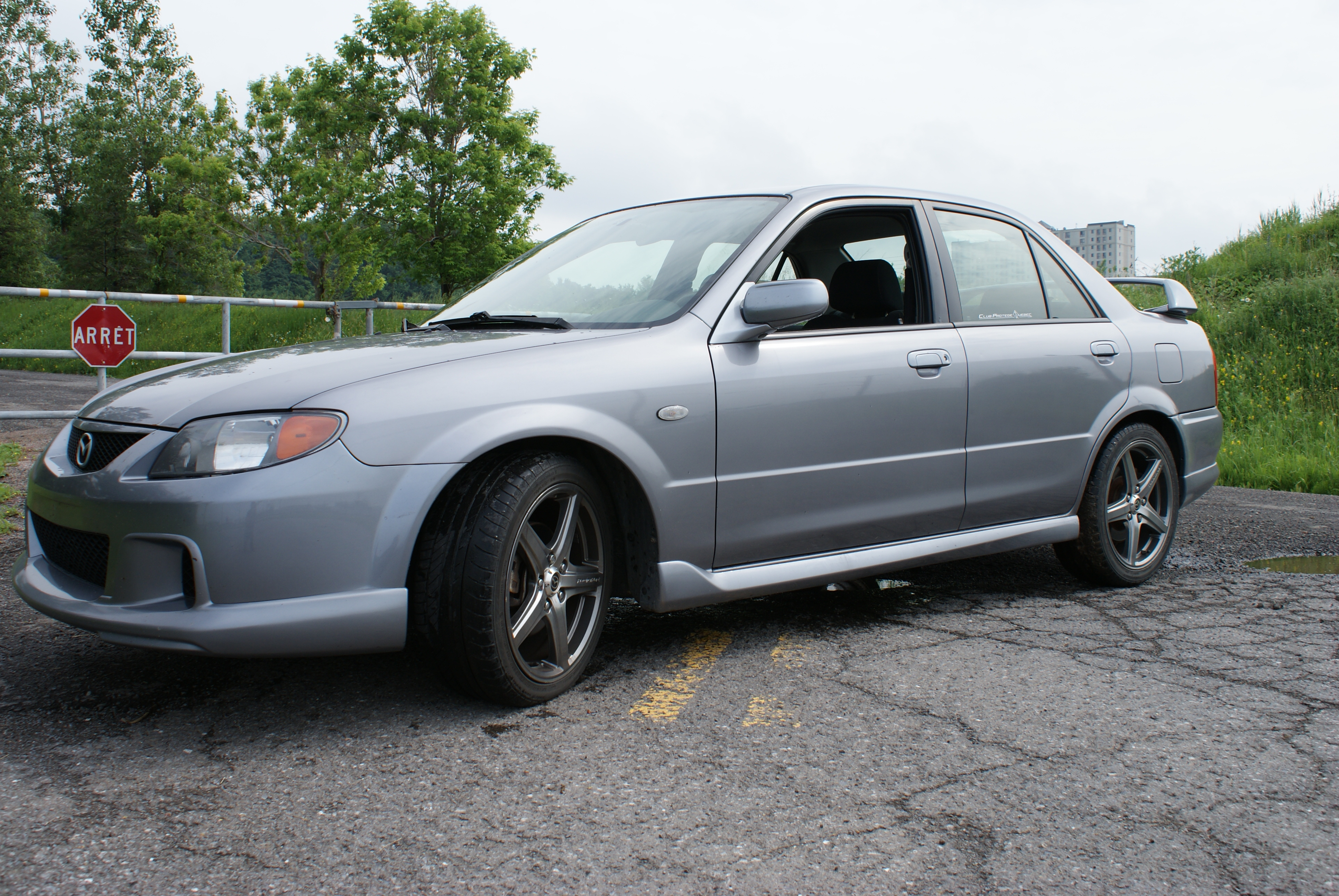
美規2003.5.MazdaSpeed Protegé

日本國內在2001年5月以限量100輛的方式發售Mazdaspeed Familia（マツダスピードファミリア），但同年9月又追加100餘輛。動力來源採用2.0升 FS-ZE引擎，並重新調校引擎壓縮比、凸輪軸、飛輪，變更進排氣埠等，使得最大馬力向上提升至175ps。車身外觀部分，後保險桿採北美式樣，輪胎為205/45R17，前後輪皆裝配15英吋煞車碟盤，車身塗裝為專用之青色，以及搭配Mazdaspeed空力套件。美規版Mazdaspeed Protegé則搭載2.0L FS-DET單渦輪增壓引擎，最大馬力170hp / 6,000rpm，最大扭力160lbs·ft / 3500rpm。2003年美國地區又發售了一款車名附加「2003.5.」字綴的Mazdaspeed Protegé，換裝不同式樣的空力套件與全新訂製的內裝，最後此市場生產了4,500輛的Mazdaspeed Protegé。

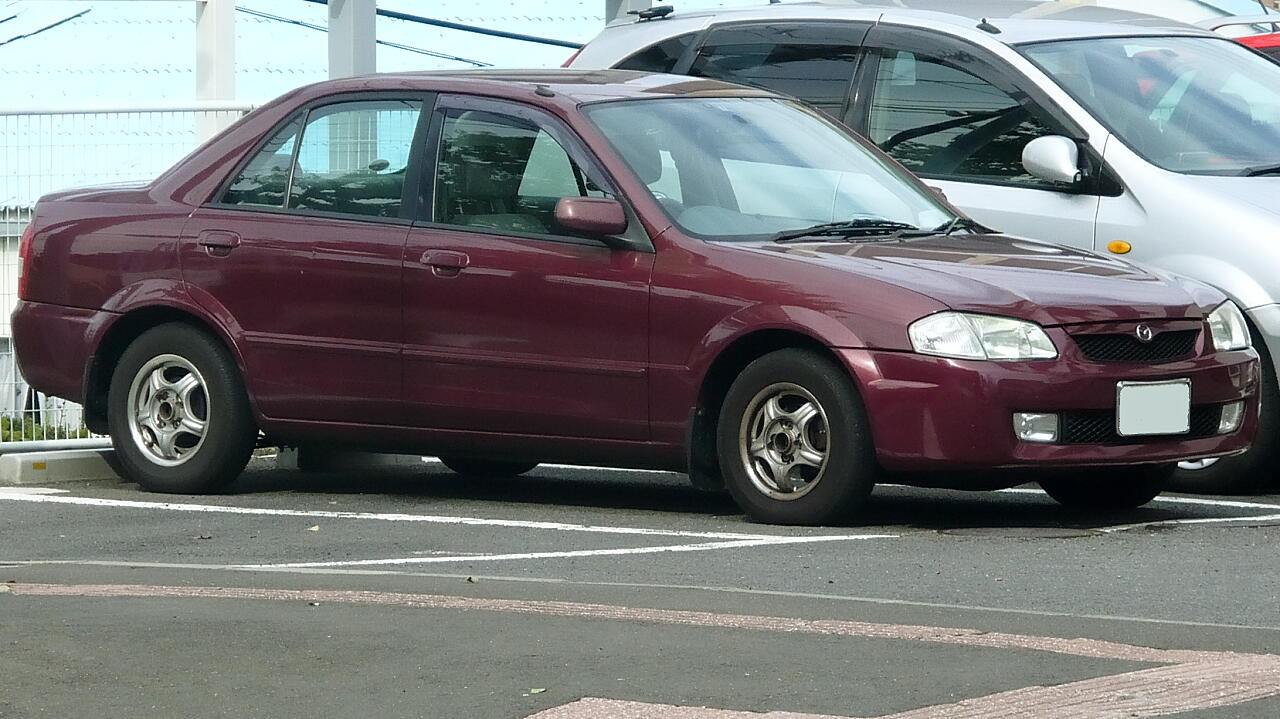
第九代323四門轎車型車頭（日規）
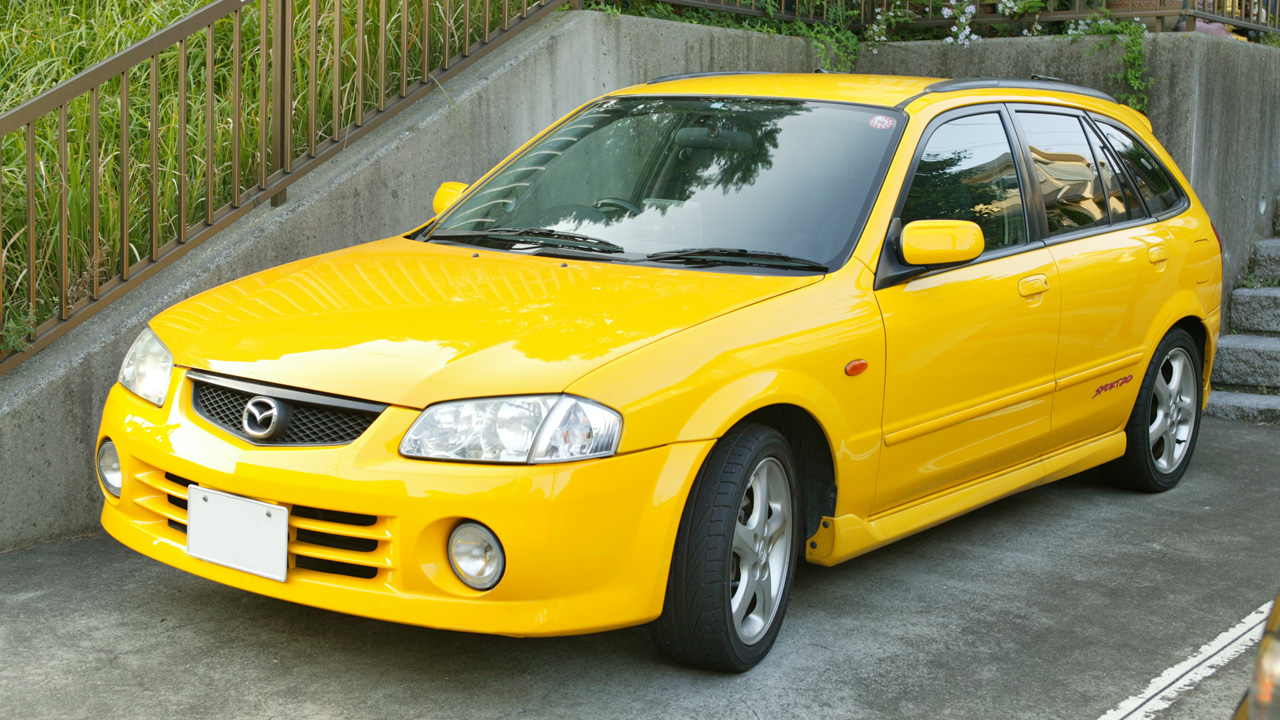
第九代323五門掀背車車頭（日規）
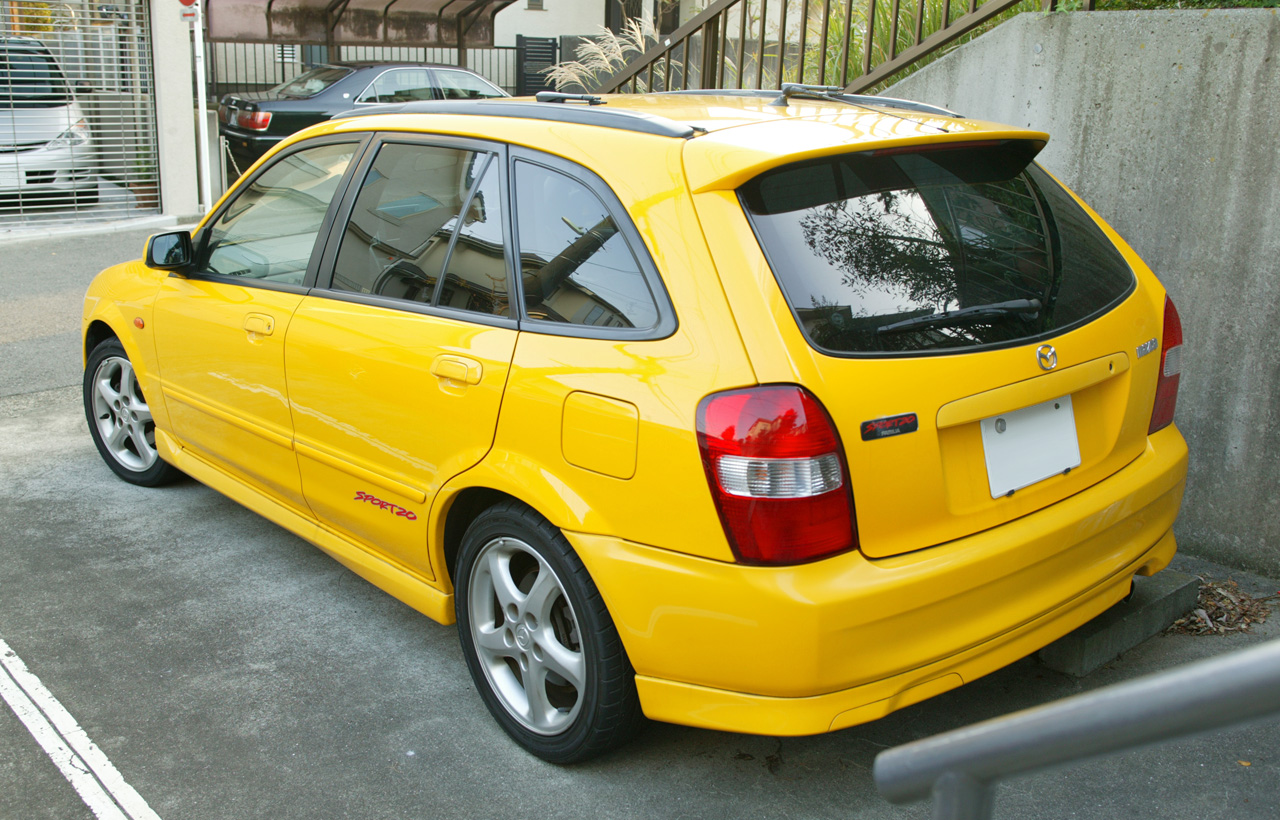
第九代323五門掀背車車尾（日規）
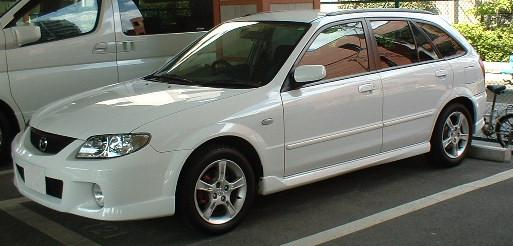
第九代323 S-Wagon車頭（日規）
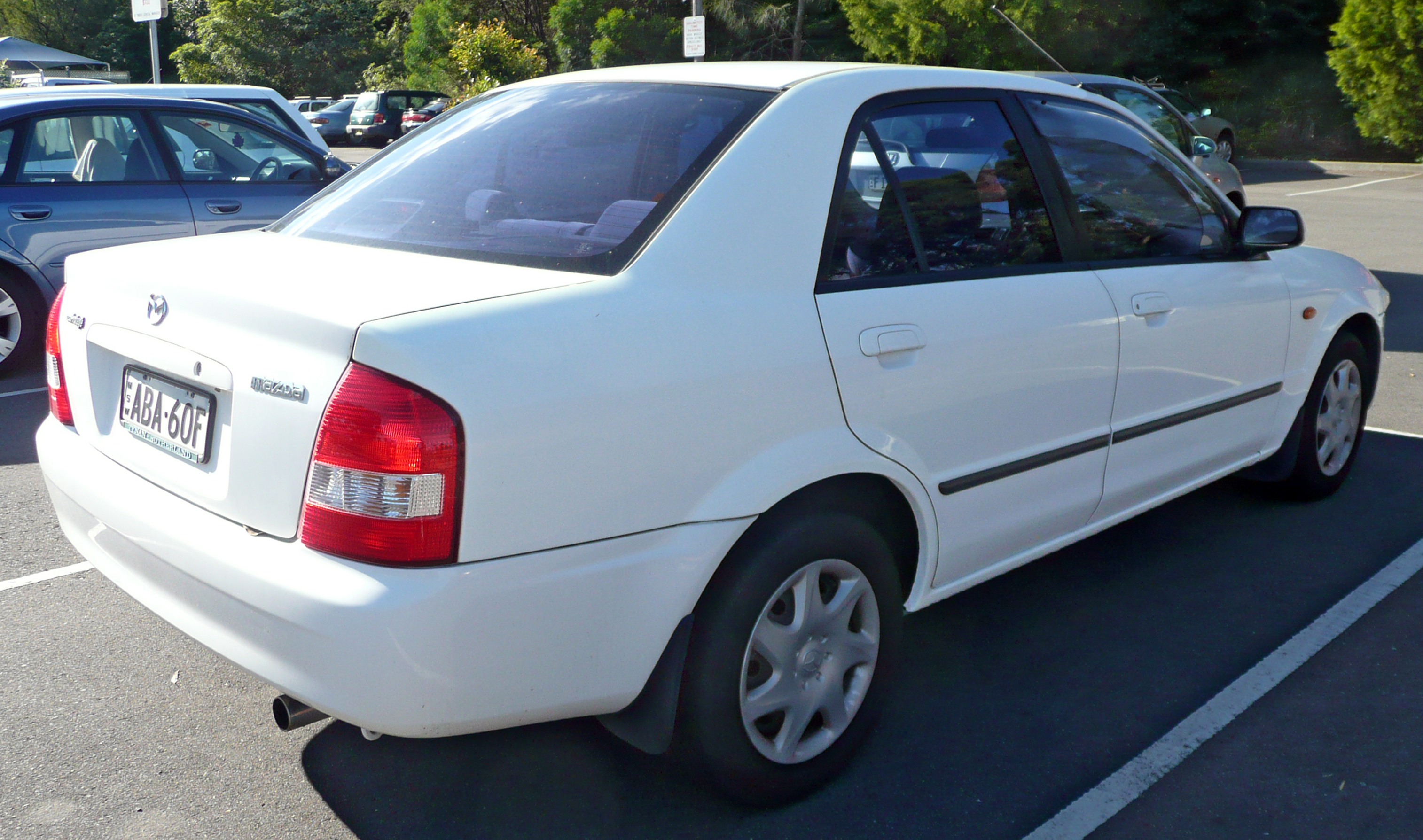
第九代323四門轎車型車尾（澳規）
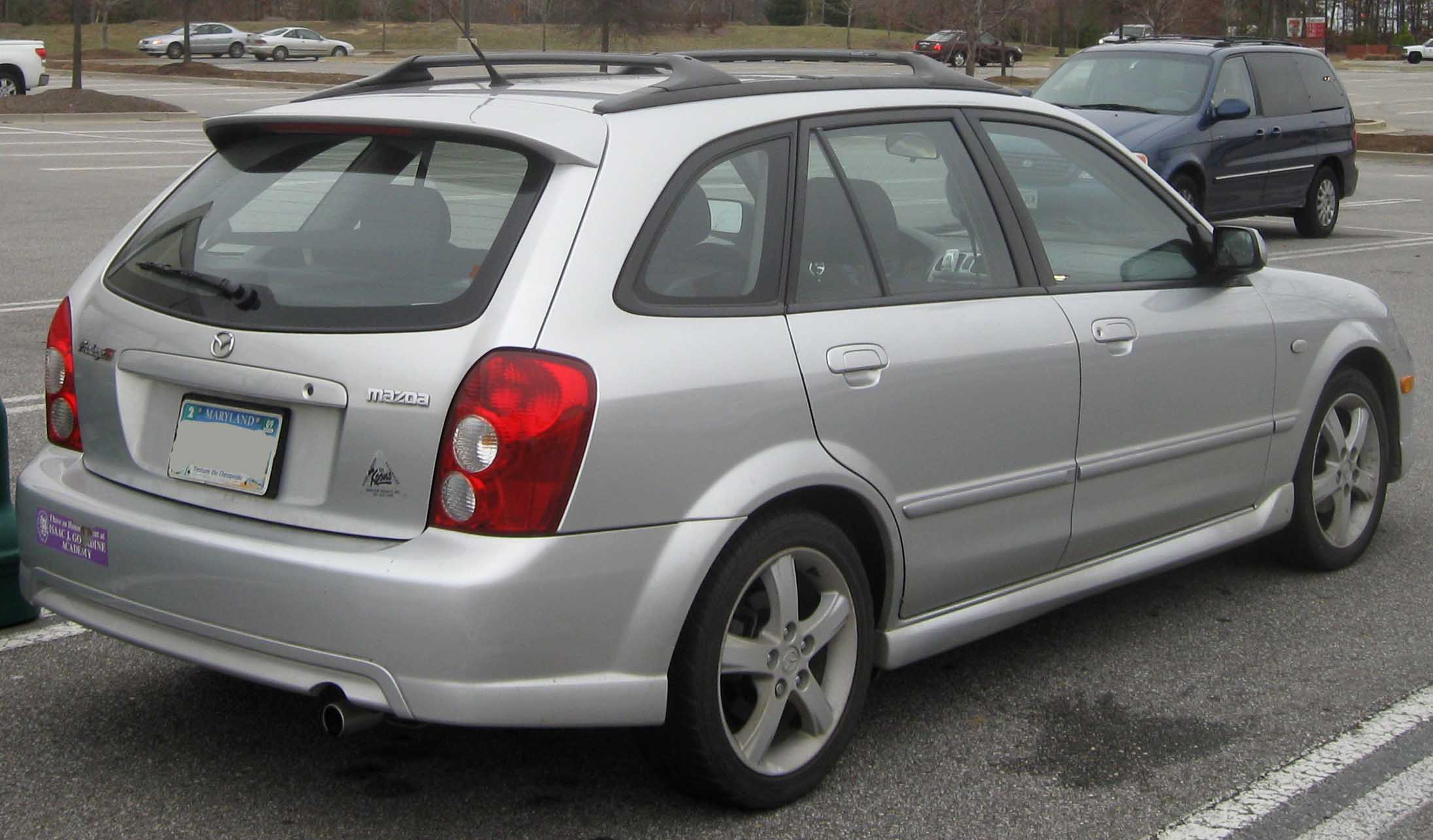
第九代Protegé5五門掀背車型車尾（美規）

## 歷史（日產OEM時期）

### 廂型車旅行車第七代Y10系（1994年-1999年）
詳情請參照日產AD與日產Wingroad。

1994年 - 9月正式上市，以日產AD更換廠徽銘牌而成，故整體構造與日產AD並無太大之差異。此外，富士重工業（速霸陸前身）的第四代速霸陸Leone Van也是從日產AD換牌而成，故為兄弟車。動力心臟共有1.5L直列四缸DOHC QG15DE型、1.8L直列四缸DOHC QG18DE型等二種引擎，配合四速自排或五速手排變速系統；車體型式則分成廂型車與旅行車二種。
1996年 - 由於日產AD的旅行車車型在5月23日獨立成日產Wingroad車系，Familia Wagon亦隨之小改款，追加搭載1.8L直列四缸DOHC SR18DE型引擎的「XG Touring」車型。
1999年 - 6月隨著Familia改朝換代成第九代而停售。

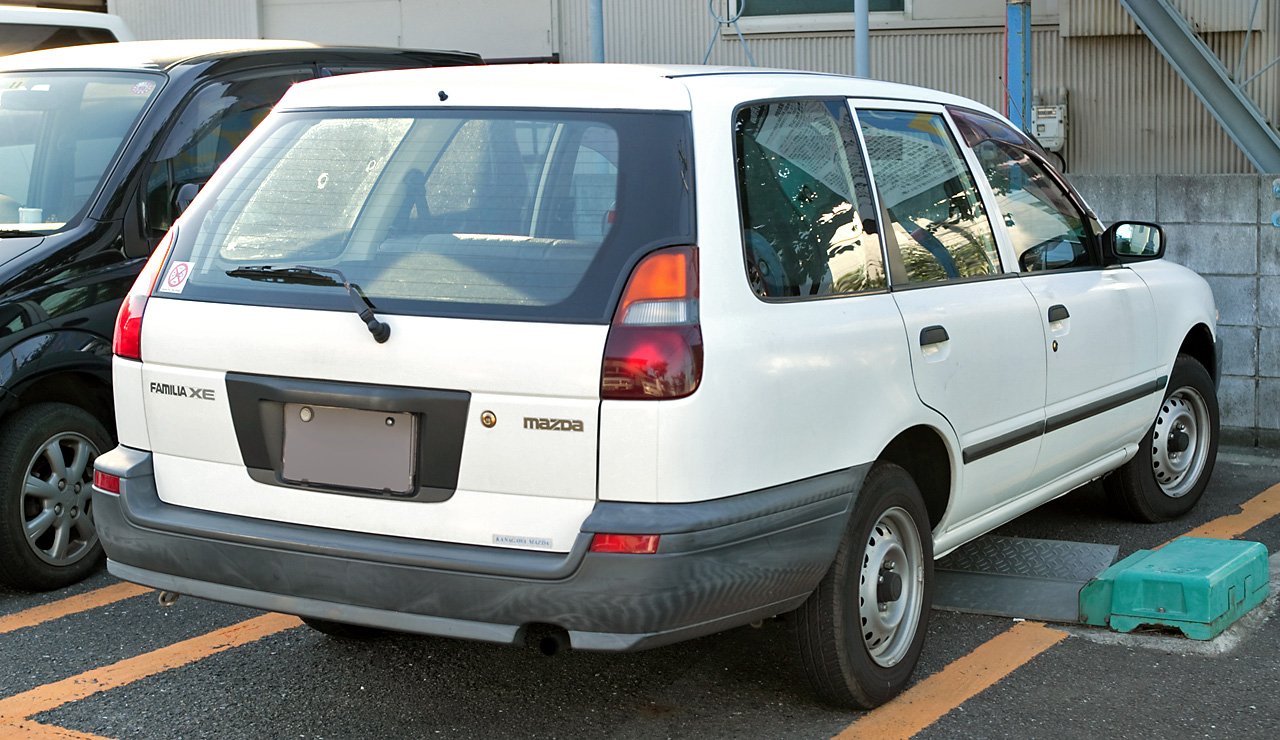

### 廂型車旅行車第八代Y11系（1999年-2008年）
詳情請參照日產AD與日產Wingroad。

1999年 - 6月10日隨著日產AD改朝換代而大改款，原先第七代Capella Wagon與此代車型整合。有趣的是，2WD與4WD車型的節圓直徑（pitch circle diameter，縮寫成P.C.D.）並不相同。
2000年 - 1月21日隨著日產AD實行小改款，同時停產旅行車型。
2007年 - 1月24日四速自排車型隨著日產AD進行大改款，只剩下「DX」車型的1.5L五速手排2WD、1.8L四速自排或五速手排4WD，以及CNG的「XL」車型繼續發售而已。
2008年 - 12月此代Y11型正式停止販售。

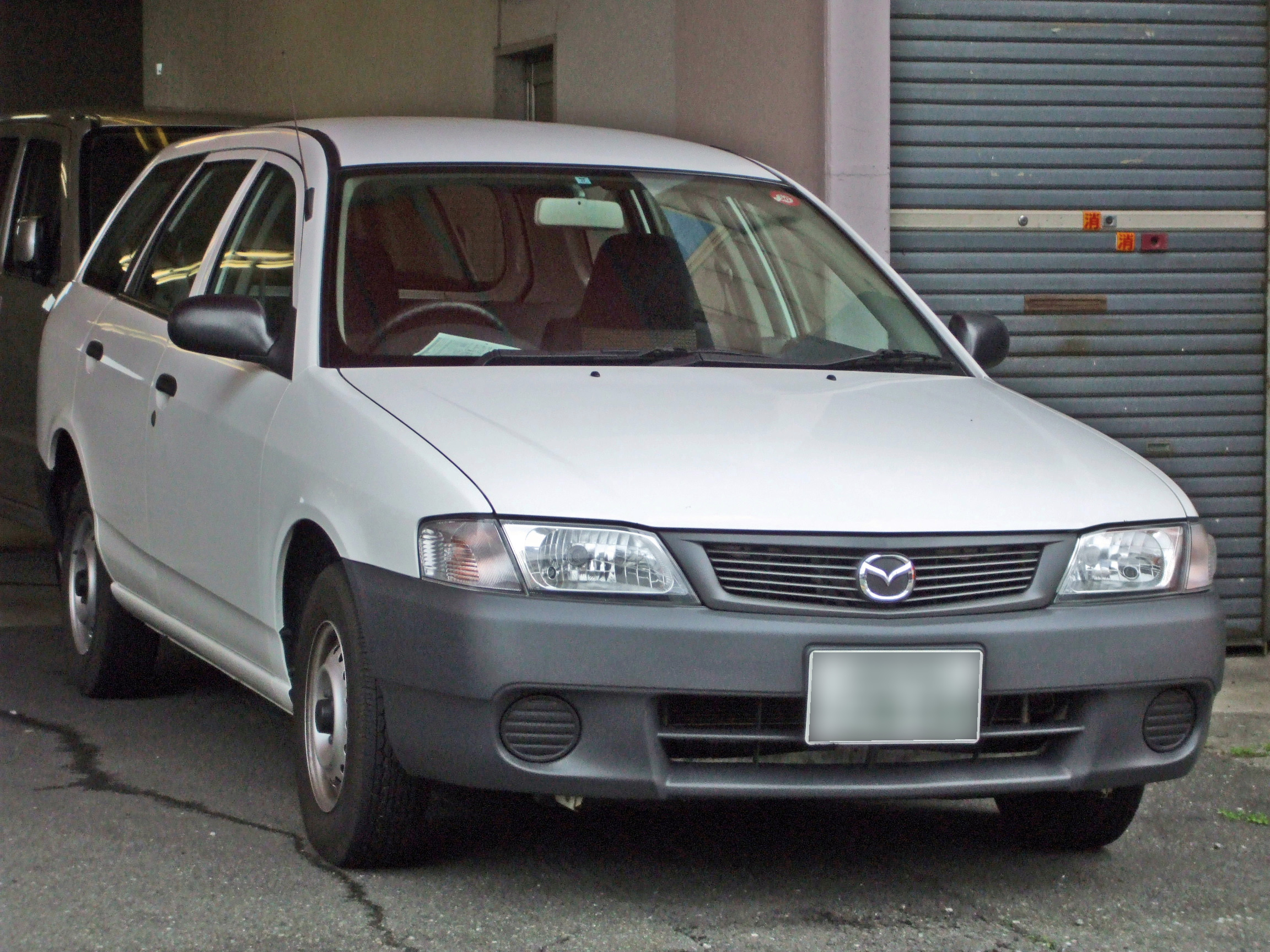
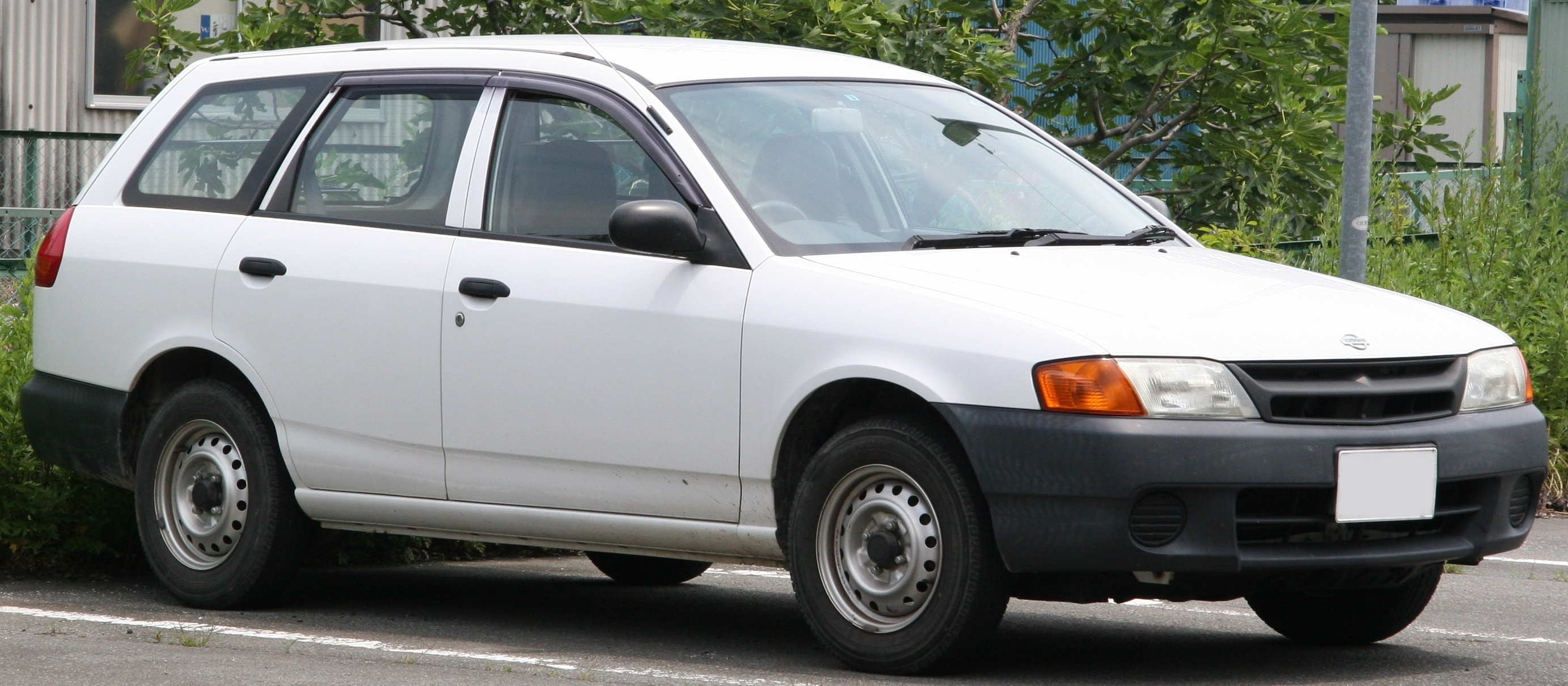
兄弟車日產AD車頭
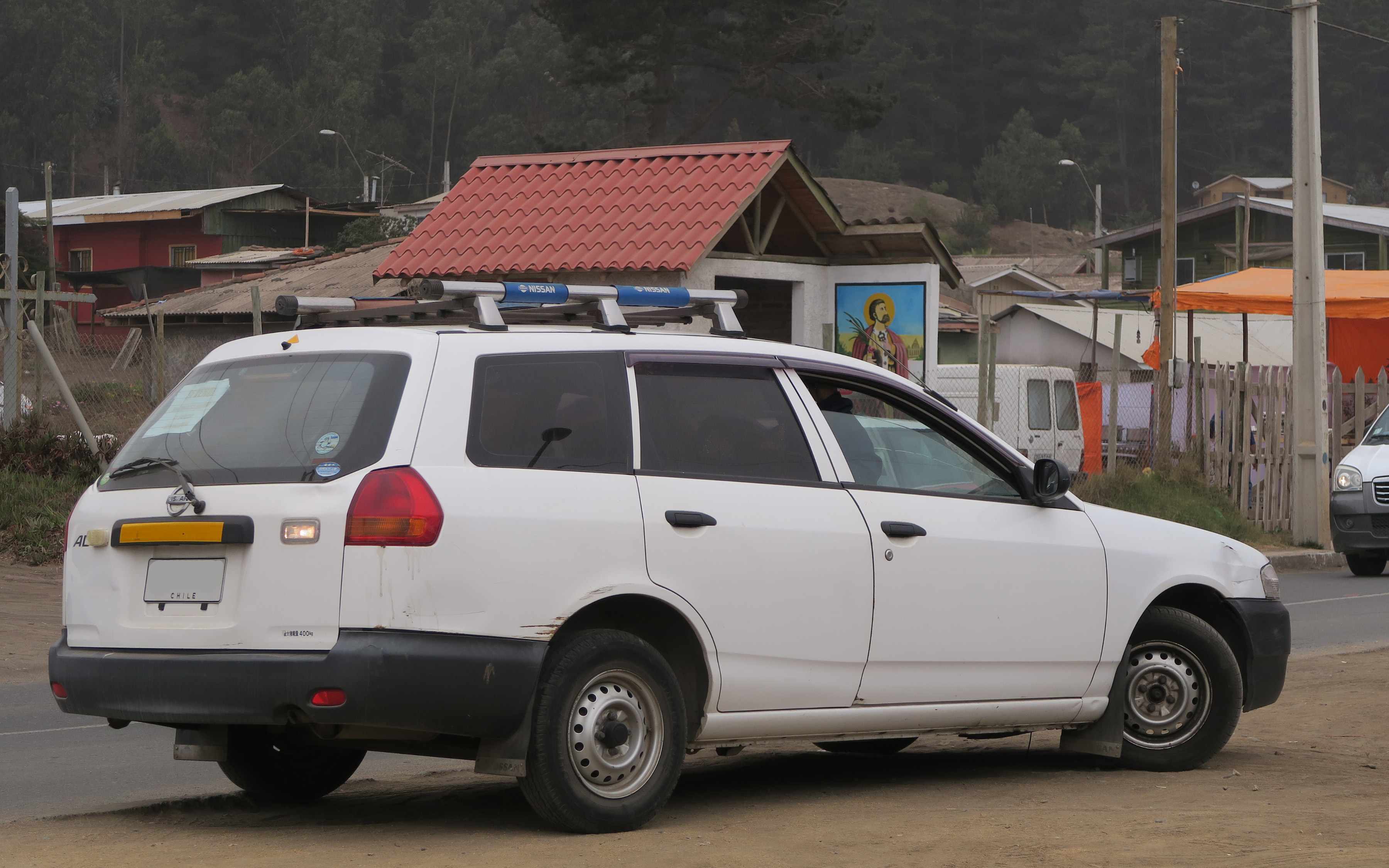
兄弟車日產AD車尾

### 廂型車第九代Y12系（2007年-2018年）
詳情請參照日產AD。

2007年 - 繼日產AD於2006年12月改朝換代之後，大改款的第九代Familia Van也正式在1月24日上市。車頭的水箱罩與保桿與日產AD之設計不同，車尾銘牌也改成「Familia VAN」。動力心臟共計三種：1.2L直列四缸DOHC CR12DE型（最大馬力90hp / 5,600rpm、最大扭力12.3kg·m / 4,000rpm）、1.5L直列四缸DOHC HR15DE型（最大馬力109hp / 6,000rpm、最大扭力15.1kg·m / 4,400rpm）、1.8L直列四缸DOHC MR18DE型（最大馬力124hp / 5,200rpm、最大扭力17.6kg·m / 4,800rpm），皆搭配四速自排變速箱。
同年4月3日三菱汽車亦委託日產汽車以第四代日產AD換牌成第二代三菱Lancer Cargo，故市場上有三款兄弟車同場較勁。
2008年 - 12月追加4WD車型，搭載1.6L直列四缸DOHC HR16DE型引擎，可輸出最大馬力109hp / 6,000rpm、最大扭力15.3kg·m / 4,400rpm。
2010年 - 8月25日實施部分改良，將助手席安全氣囊、電源插座、車頂握把列入標準配備。
2017年 - 2月9日實行小改款，全車系將緊急煞車功能、LDW車道偏離警示、DSC車身動態穩定、TCS循跡控制系統、助手席椅背折疊式餐桌、手套箱外蓋等納入標準配備。
2018年 - 5月正式停產，直到6月停售，改以豐田汽車提供的豐田Succeed / 豐田Probox換牌成第十代廂型車車型。

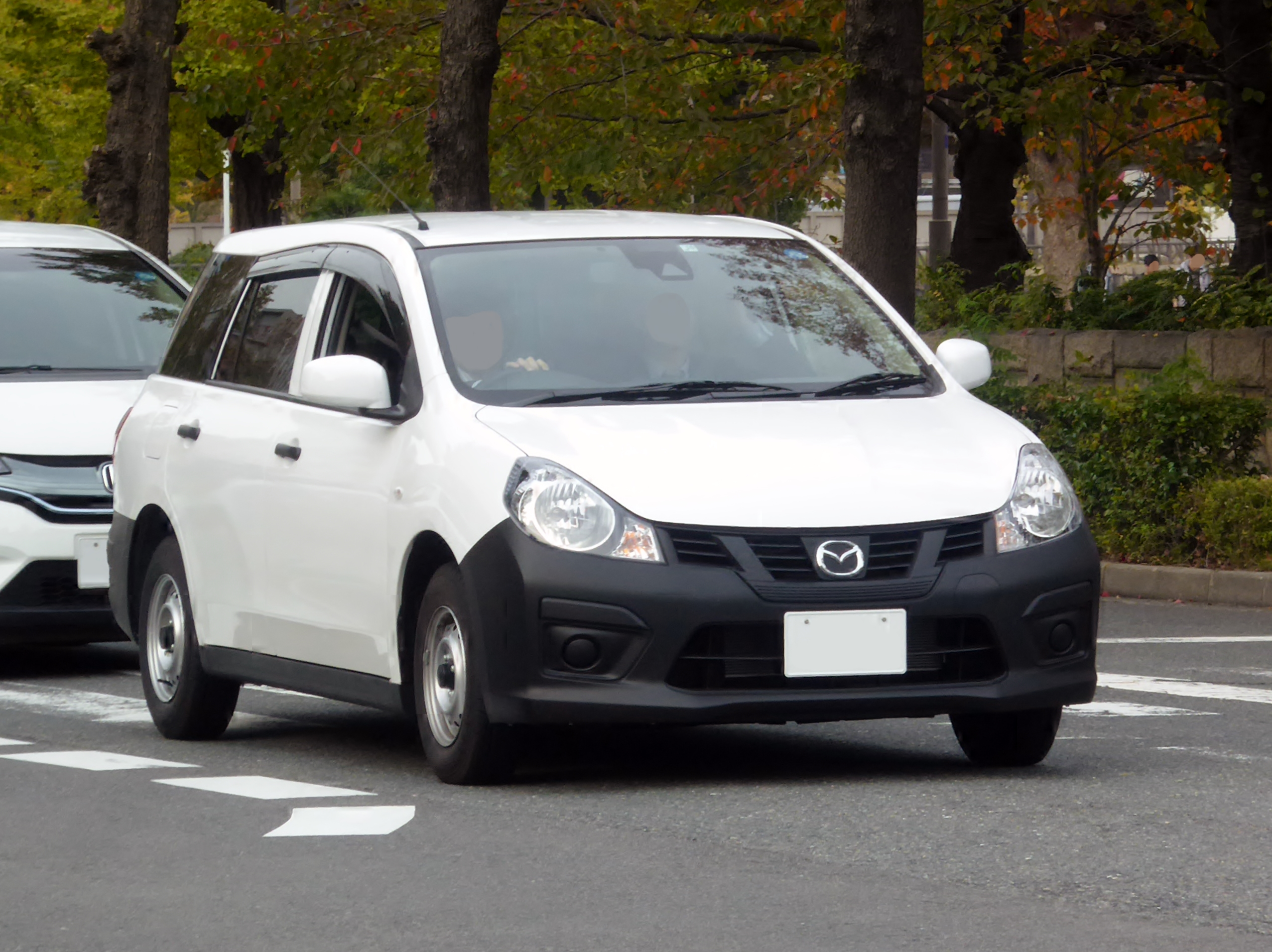
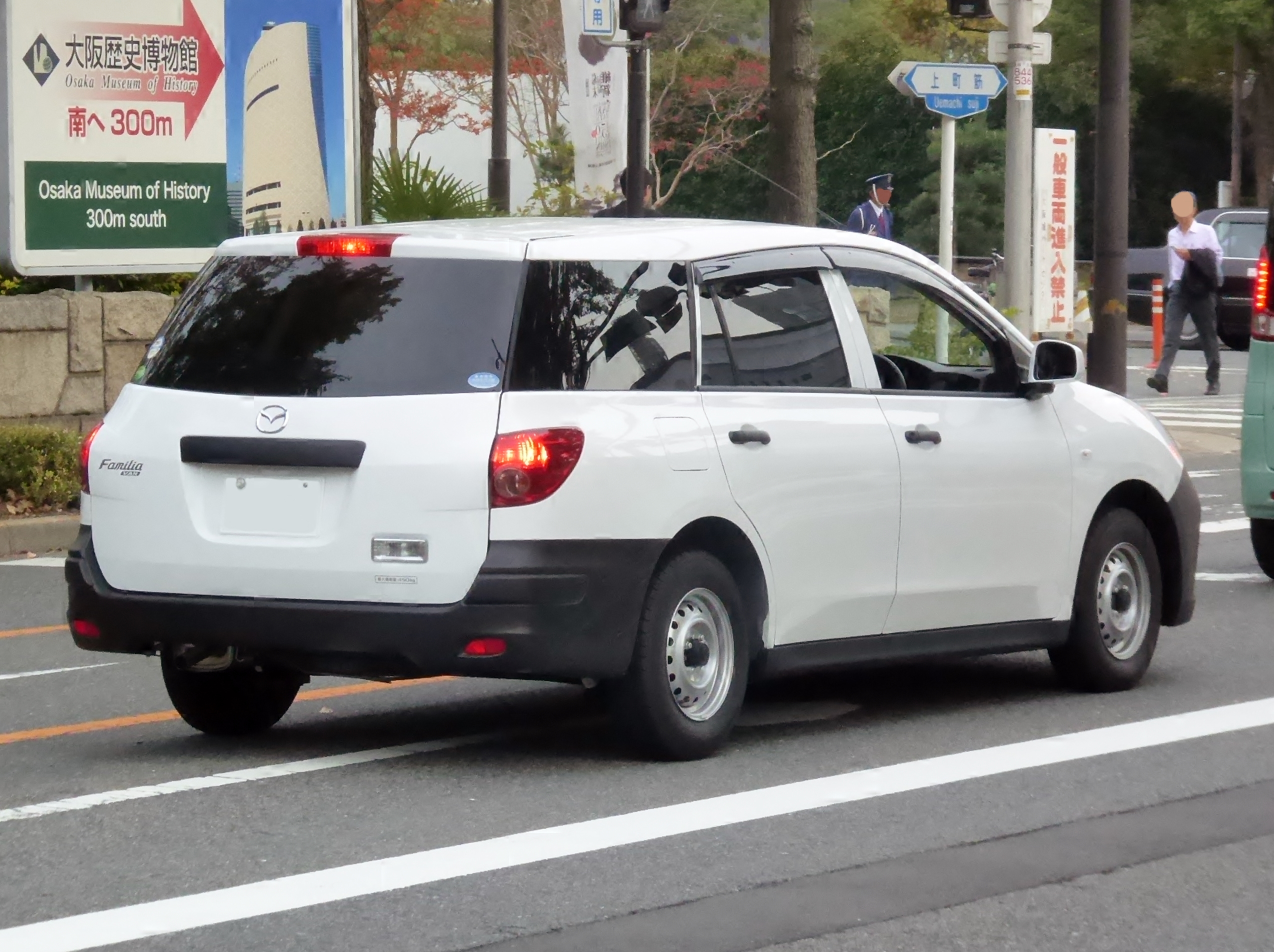
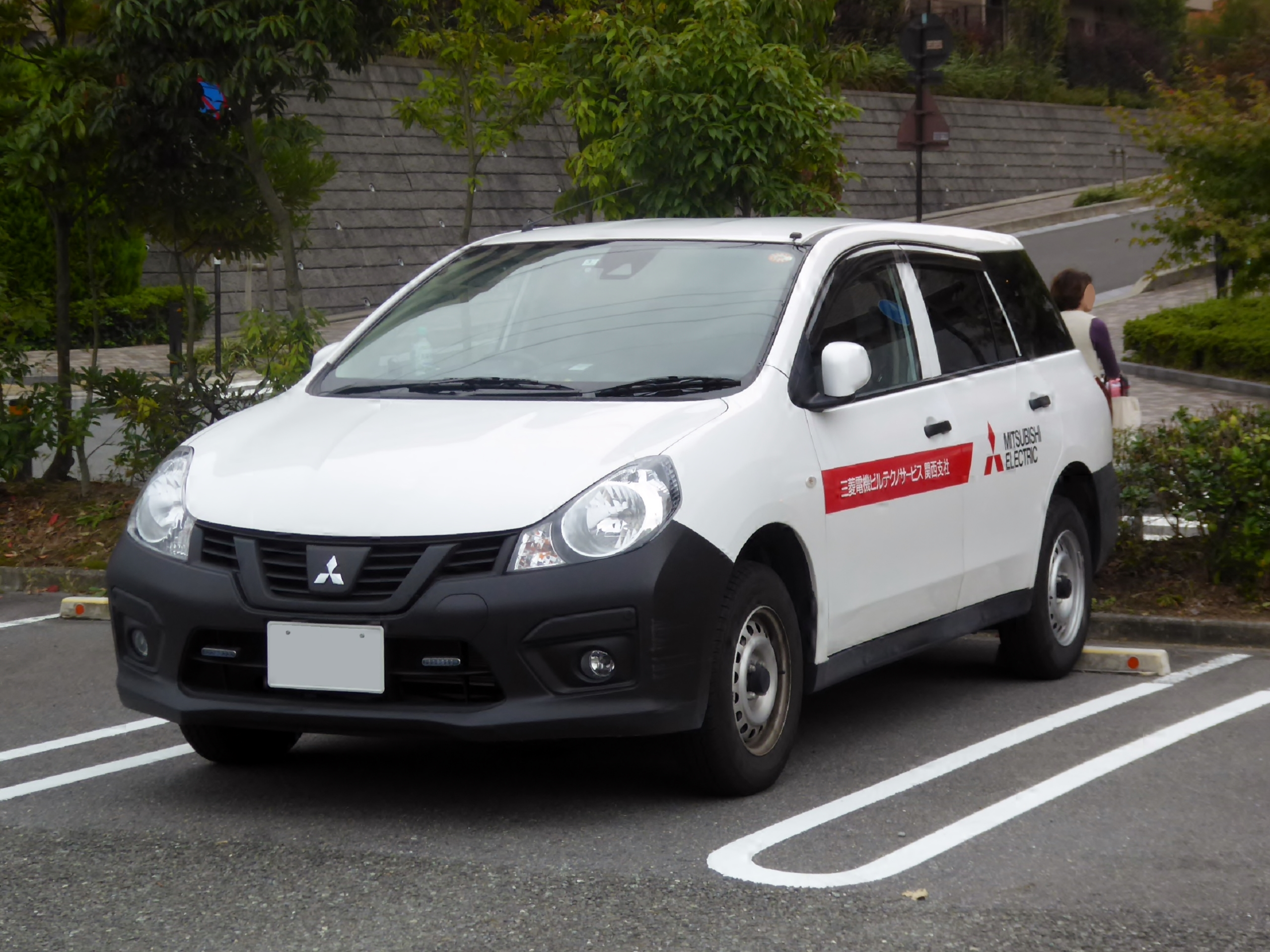
兄弟車三菱Lancer Cargo

## 歷史（豐田OEM時期）

### 廂型車第十代XP16#M系（2018年迄今）
詳情請參照豐田Probox與豐田Succeed。

2018年 - 隨著2017年8月馬自達與豐田汽車深化合作關係，翌年6月21日正式以豐田Probox / 豐田Succeed貼牌成為第十代Familia Van，實際製造者為豐田麾下大發工業的京都工廠。第十代Familia Van基本上與兄弟車一模一樣，但在安全配備方面將具有PCS碰撞預警系統、LDA車道偏移警告系統與AHB主動遠近光燈等列入標準配備。動力系統採用1.5L直列四缸DOHC 1NZ-FE型引擎，搭配CVT變速箱之後在JC08模式（JC08モード）下平均油耗表現達到19.6km/L。乘坐二人時貨艙長度達1,810mm，乘坐五人時則為1,040mm。
2022年 - 實施部分改良，導入該車系首見的1.5L直列四缸DOHC 1NZ-FXE型引擎搭配1LM型交流同步電動機的油電混合車型，採用EGR排氣再循環系統，可輸出74ps / 4,800rpm的最大馬力、11.3kg·m / 3,600-4,400rpm的最大扭矩。電動馬達則可輸出61ps之最大馬力及17.2kg·m之最大扭矩。在WLTC模式下，平均油耗為22.6km/L。鎳氫電池安裝於後座底下，提供了較大的貨艙空間。至於高階的汽油版「GX」車型，車內後視鏡增加自動防眩光功能，新增倒車影像輔助系統，並換上與車身同色的前後保險桿。
2023年 - 由於受到豐田汽車旗下大發工業爆發撞擊測試造假之影響，12月21日馬自達汽車宣布委託大發工業代工製造的Familia Van全面停止接單。

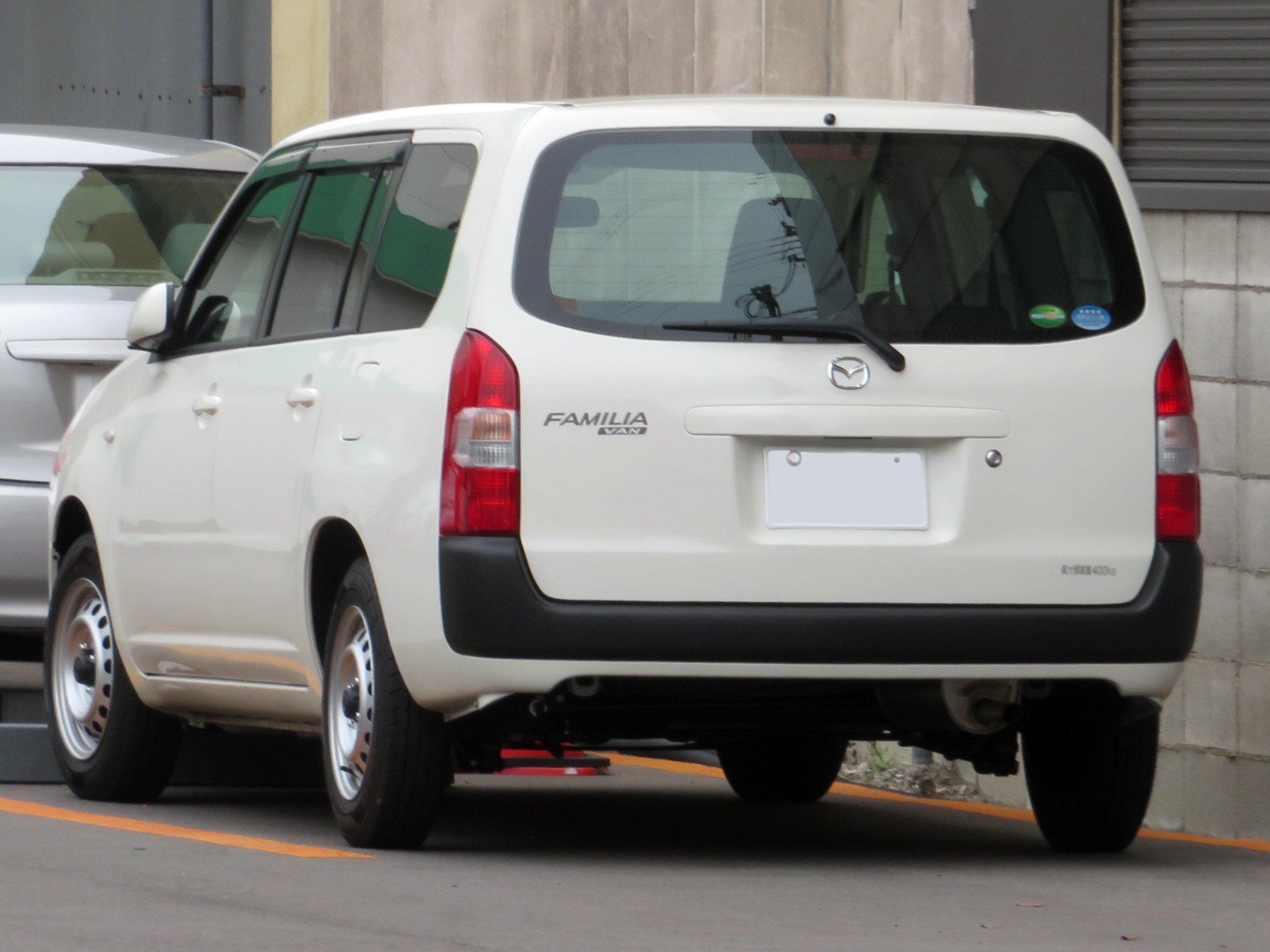
車尾

## 外部連結
- （日語）【MAZDA】ファミリア物語 （页面存档备份，存于）
- （英文）Society of Automotive Engineers of Japan: Mazda Familia 800 Sedan
- （英文）Society of Automotive Engineers of Japan: Mazda Familia